# Crisis de refugiados venezolana
La crisis migratoria venezolana o éxodo venezolano, también señalada como una crisis de refugiados, es una crisis humanitaria provocada por el incremento del flujo descontrolado de personas procedentes de Venezuela,la crisis se acentuó desde 2014 y prosigue en la actualidad. Si bien existen algunos antecedentes de pérdida de población, como la expulsión de aproximadamente 20.000 trabajadores de PDVSA a raíz del  paro petrolero en 2003, muchas familias salieron hacia Colombia, donde se iniciaba el boom petrolero. Y también entre 2005 y 2008 algunos empresarios salieron del país a causa de la nacionalización de empresas industriales y agropecuarias. El país siguió aumentando su población debido a la natalidad. A partir de 2015 se registran fuertes flujos migratorios a causa de la crisis económica (2013-2021) que enfrentaba Venezuela, siendo 697 562 venezolanos que salieron al exterior, lo que representa el 2,3 % de la población total; para el año  2017 pasó a tener casi 5,4 % de la población del país, alrededor de 1,42 millones de personas. En el año 2018, al entrar el país en una hiperinflación, se vio un aumento a 2,3 millones de venezolanos que salieron del país, que aproximadamente representan el 7 % de la población nacional. Estos periodos han sido clasificados por algunos autores como las cinco oleadas migratorias venezolanas. Entre ellos se encuentra solicitantes de asilo, refugiados y emigrantes económicos. En el 2016, aproximadamente 27 000 venezolanos fueron los que solicitaron asilo; se incrementó en el 2017 a 111 600 según la Agencia de las Naciones Unidas para los Refugiados (ACNUR). Para septiembre de 2018, el representante regional de ACNUR para Estados Unidos y el Caribe oficialmente comparó a la crisis con la escala de la crisis migratoria de la Guerra civil siria.
La crisis surgió debido a factores políticos, económico, la situación de inseguridad y violencia en Venezuela. La ola migratoria tiene como antecedentes el cierre de la frontera con Colombia ordenado por Maduro el 19 de agosto del año 2015 y reapertura de la frontera en el 2016. La OEA y voceros de la agencia de refugiados de Naciones Unidas, ACNUR, lo catalogaron como el éxodo más grande que ha existido en la historia del hemisferio occidental en los últimos 50 años.
El 1 de noviembre de 2019 el representante conjunto de la ONU para los migrantes venezolanos en la Conferencia de la Solidaridad para refugiados por Venezuela de Bruselas, Eduardo Stein, advirtió que para 2020 habría más de seis millones de refugiados si no se encuentra una solución política a la crisis venezolana. Inicialmente, venezolanos de clase media alta y clase alta emigraron durante el gobierno de Chávez, luego, venezolanos de clase media y baja comenzaron a irse a medida que las condiciones en el país empeoraron.

En diversos sondeos de opinión, a los venezolanos a menudo se les preguntó si desean abandonar su país de origen, en diciembre de 2015, más del 30 % de los venezolanos planeaba abandonar Venezuela permanentemente. Después, en septiembre de 2016, el 57 % de los venezolanos deseaban abandonar y en 2018 aumento hasta el 87% de venezolanos que planeaban abandonar el país de acuerdo con Datincorp. La OEA y voceros de ACNUR la catalogaron como la emigración más grande que ha existido en la historia del hemisferio occidental. 

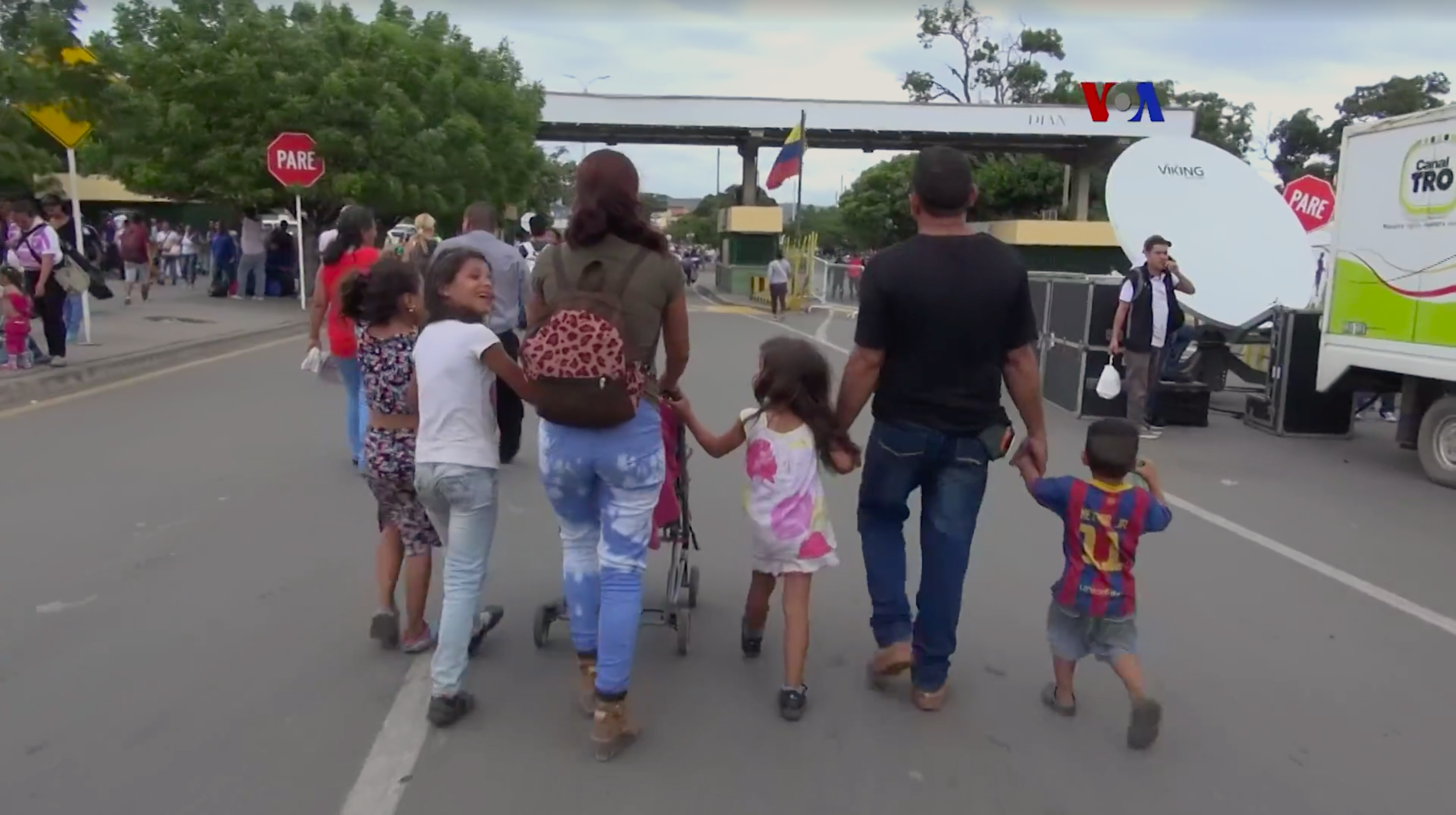
Una familia venezolana ingresando a Colombia.

En mayo de 2021 había una cantidad aproximada de 7 millones de emigrantes venezolanos en el mundo, esto representa un aumento del 1.468,24% frente al 2010 e implica que los emigrantes representan cerca del 22 % de la población total nacida en Venezuela. Para abril de 2021, cerca de 1,7 millones de migrantes venezolanos se encontraban en Colombia.
La Institución Brookings y David Smolansky, comisionado de la Organización de Estados Americanos para la crisis de refugiados venezolanos, han estimado que la crisis también es la crisis de refugiados actual con menos financiamiento internacional en la historia moderna. Para diciembre de 2021 ACNUR el portavoz de América Latina informó que diariamente «alrededor de 1.000 personas se van de Venezuela sin intención de volver»
Según actualizaciones de R4V, aproximadamente 7,71 millones de personas han emigrado de Venezuela en años recientes, coincidiendo con el ascenso al poder de Nicolás Maduro y la consolidación del chavismo. De mayo a agosto de este año, 390.000 venezolanos han dejado su país, impulsados por la desesperanza ante las difíciles condiciones de vida, caracterizadas por bajos salarios, inflación galopante, falta de servicios públicos y represión política. Sin embargo, la R4V sugiere que estas cifras podrían ser aún mayores, ya que muchos migrantes sin estatus regular no están incluidos en el conteo. El método de cálculo de la organización se basa en solicitudes de asilo y registros de refugiados en cada país, lo que podría omitir a aquellos en situaciones irregulares. A pesar de las próximas elecciones presidenciales, la esperanza es escasa entre los venezolanos. Muchos temen que, mediante manipulaciones y fraudes, Maduro pueda "reelegirse" y mantenerse en el poder por seis años más, a pesar de su impopularidad. En este escenario, la emigración puede continuar siendo una constante en el futuro cercano de Venezuela.

## Historia

### Antecedentes
La emigración venezolana da sus primeros inicios en 1983 luego del colapso de los precios del petróleo en el episodio conocido como el Viernes Negro, pero según expertos, «la salida, principalmente de profesionales, se ha acelerado bruscamente durante la Revolución bolivariana de Chávez». Anitza Freitez, directora del Instituto de Investigaciones Económicas y Sociales de la Universidad Católica Andrés Bello, encontró hallazgos similares al afirmar que, a pesar de que la emigración existía en Venezuela, se hizo más prominente en el marco temporal de la presidencia de Chávez.

### Gobierno de Hugo Chávez

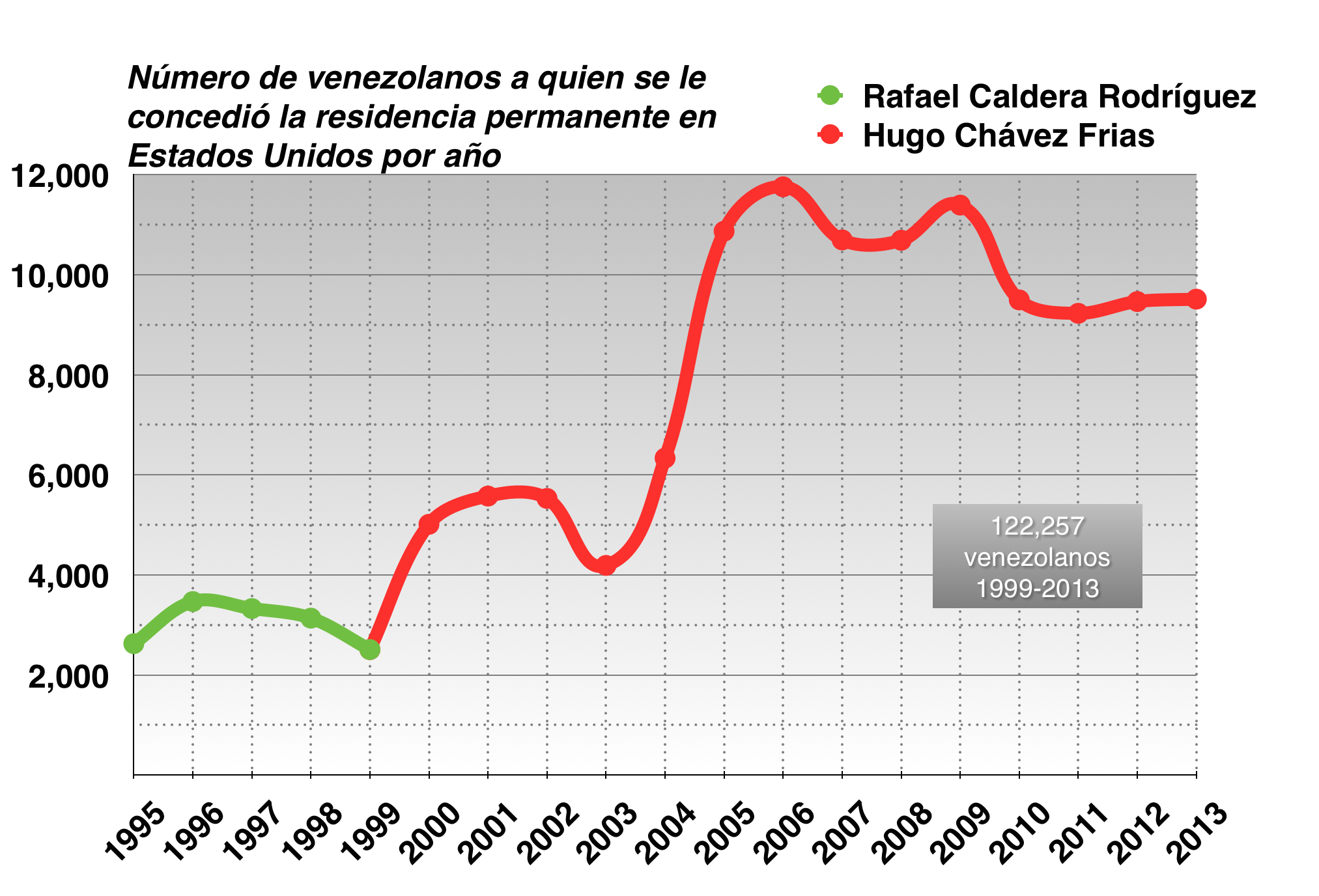
Número de venezolanos a quienes se les concedió la residencia permanente en Estados Unidos entre 1995 y 2013.

En 1998, el año en que Chávez fue elegido por primera vez, solo 14 venezolanos obtuvieron asilo en los Estados Unidos. En tan solo 12 meses, en septiembre de 1999, 1.086 venezolanos obtuvieron asilo de acuerdo con los Servicios de Ciudadanía e Inmigración de los Estados Unidos. La retórica de Chávez de redistribuir la riqueza a los pobres preocupaba a venezolanos de clase alta y clase media.
Tras el intento de golpe de Estado de abril de 2002 y años de tensión política tras el ascenso de Chávez al poder, se produjo un aumento en la emigración en Venezuela. Una comunicación de mayo de 2002 de la Embajada de los Estados Unidos en Caracas expresaba con asombro el número de venezolanos que intentaban ingresar a los Estados Unidos, afirmando que «esta fuga de trabajadores calificados podría tener un impacto significativo en el futuro de Venezuela».
Para junio de 2002, muchos venezolanos que tenían familia o vínculos con otros países emigraron, y muchas familias que habían inmigrado a Venezuela comenzaron a partir debido a la inestabilidad económica y política. En 2009, se estimó que más de 1 millón de venezolanos habían emigrado desde que Hugo Chávez llegó al poder.

### Gobierno de Nicolás Maduro

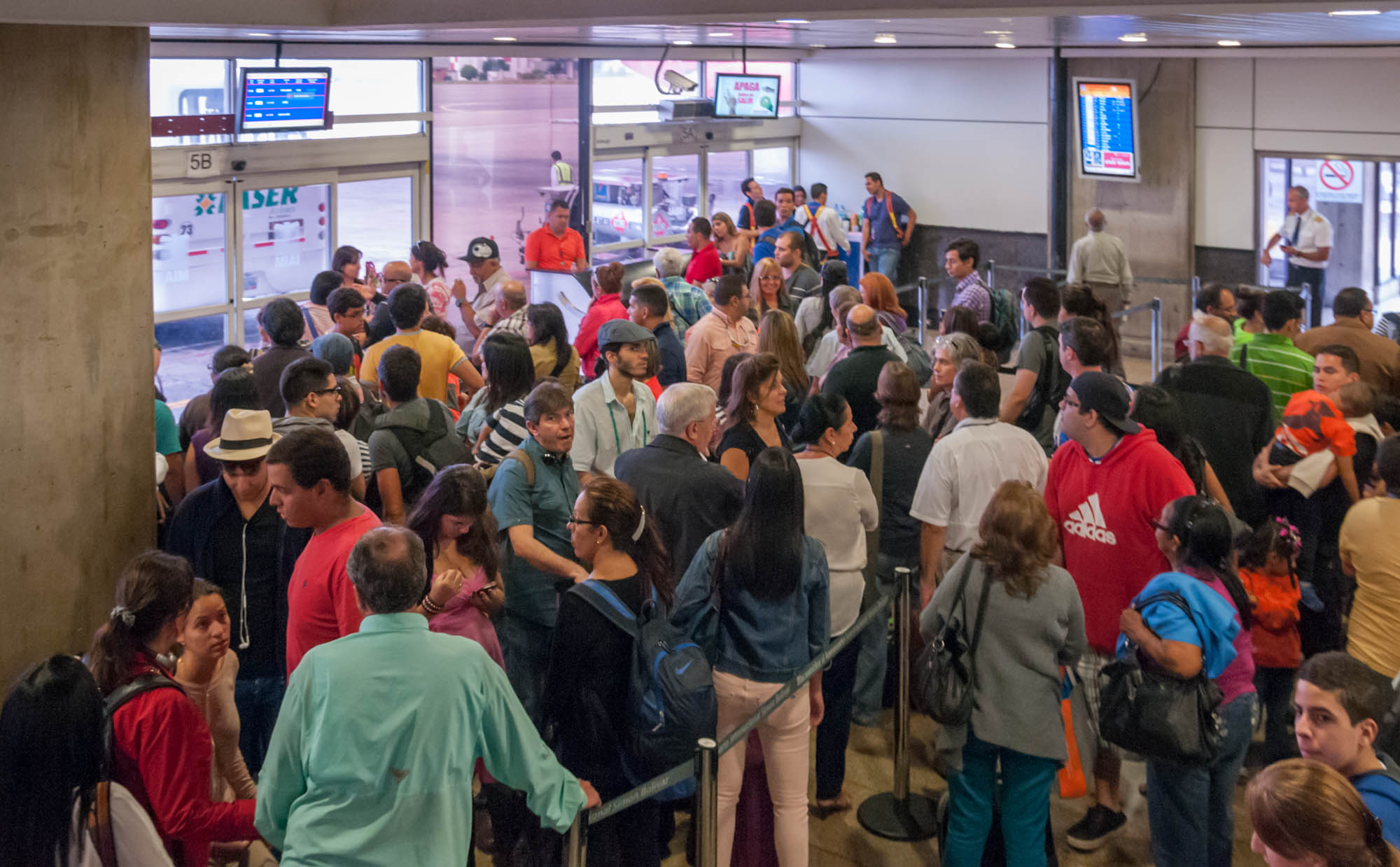
Personas en el aeropuerto de Maiquetía.

Académicos y líderes empresariales han declarado que la emigración desde Venezuela aumentó significativamente durante los últimos años de la presidencia de Chávez y especialmente durante la presidencia de Nicolás Maduro. Este segundo episodio consistió en su mayoría de venezolanos de clase media y baja que sufrieron la crisis económica que enfrenta el país. Entre 2012 y 2015, la emigración de venezolanos creció un 2.889 %.
En 2015, se estimó que aproximadamente 1,8 millones de venezolanos habían emigrado a otros países según el Grupo PGA. Se estima que solo en el año 2016, más de 150 mil venezolanos emigraron de su país de origen. The New York Times afirmó que constituía «la emigración más alta en más de una década, según expertos». Los venezolanos han optado por emigrar de diversas maneras, aunque la imagen de aquellos que huyen del país por mar ha levantado comparaciones simbólicas con las imágenes vistas con la emigración cubana.
El gobierno colombiano cree que en la primera mitad de 2017, más de 100 mil venezolanos emigraron a Colombia. En los días previos a la elección a la Asamblea Nacional Constituyente de Venezuela de 2017, Colombia otorgó un Permiso Especial de Permanencia a los ciudadanos venezolanos que ingresaron al país antes del 25 de julio de 2017, con más de 22 mil venezolanos solicitando la residencia permanente en Colombia dentro de las primeras 24 horas.
Según el Alto Comisionado de las Naciones Unidas para los Refugiados, países en toda América Latina han declarado que más de un millón de venezolanos han abandonado su país de origen desde 2014 hasta 2017.

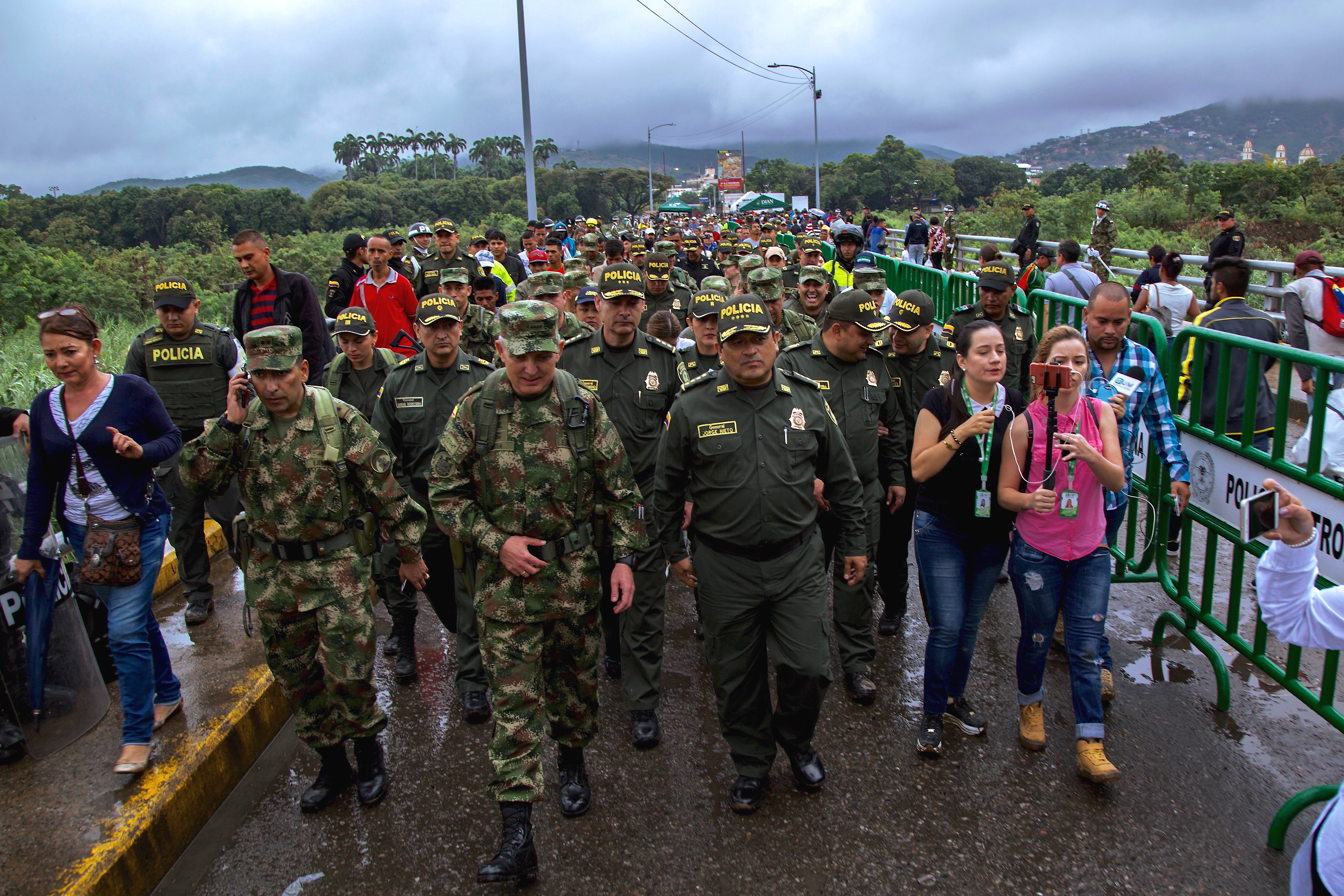
Policía Nacional Colombiana acompañando a venezolanos hacia Cúcuta.

La emigración reciente que ha salido desde Venezuela es de casi el 80 % durante el 2016 y 2017. Los venezolanos en el exterior en el mundo pasó de menos de medio millón en el 2005 a más de dos millones y medio en el 2018. La población venezolana en el exterior en América del Sur se incrementó en el 2015 de 88 975 a 885 891 en el 2017. En el Caribe se duplicó la población venezolana del 2015 al 2017. Los inmigrantes venezolanos en Latinoamérica se incrementó en 900 %, de 89 000 a 900 000 personas entre 2015 y 2017, siendo los dos principales países destinatarios Colombia y Perú. Al menos 80 venezolanos desaparecieron o naufragaron en 2019 después de embarcar en costas venezolanas hacia el mar Caribe.
Las organizaciones internacionales que colaboran con las medidas paliativas han comenzado a operar principalmente en los países sudamericanos. Los datos oficiales de ACNUR y la Organización Internacional para las Migraciones (OIM) calculan más de cinco millones y se espera que en mayo de 2024 podría superar la cifra de los 10 millones si no se llega a un acuerdo. La ONG Fundaredes presentó en su informe anual 2023 que la violencia ha crecido y denunció un balance que entre los años 2019 y 2022 ocurrieron en seis estados fronterizos 4396 homicidios, 60 desapariciones y/o secuestros y 81 enfrentamientos con funcionarios policiales. Niño venezolano cruzó el Darien en busca de un nuevo corazón.

## Causas

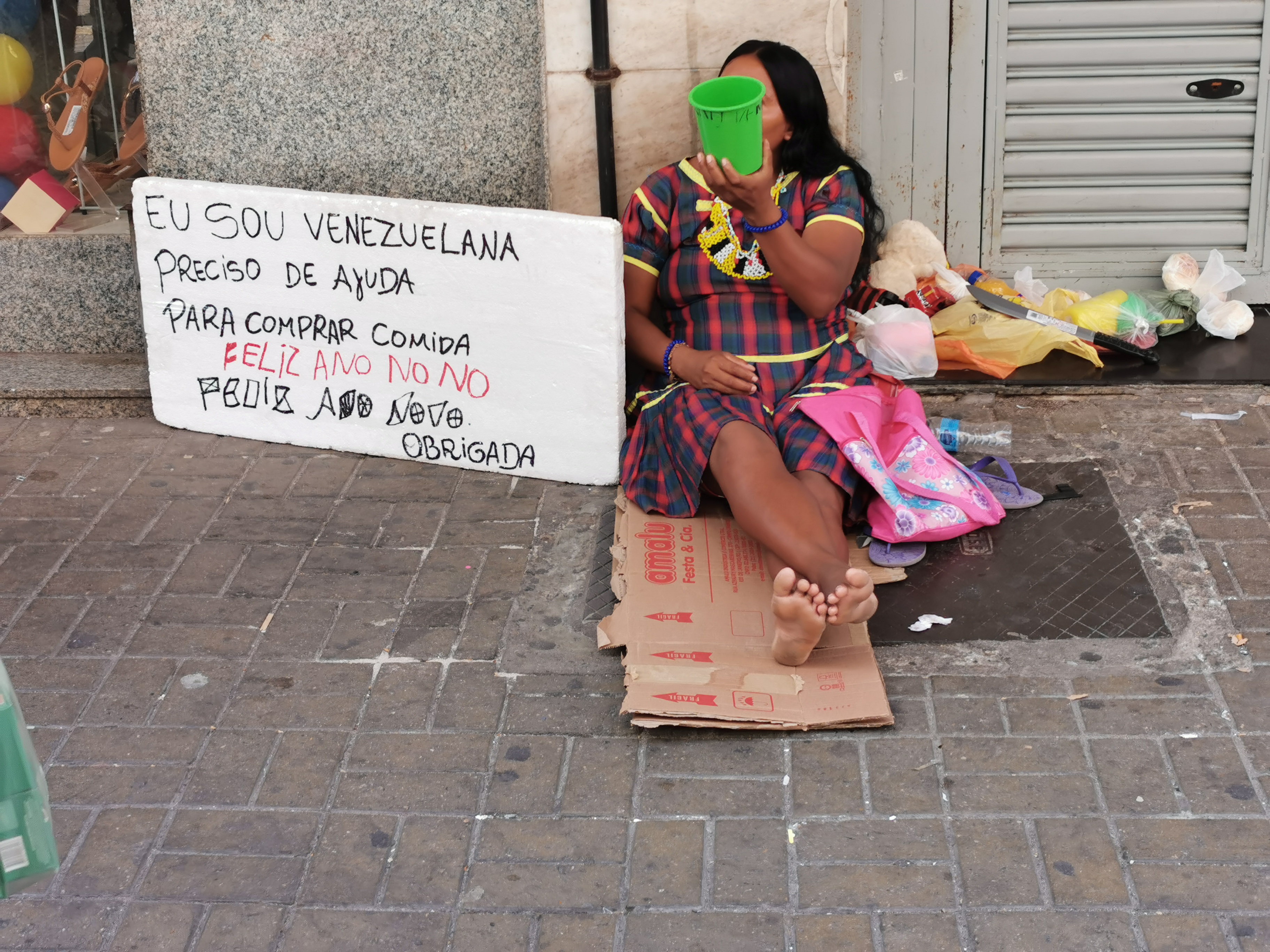
Inmigrante venezolana sin hogar pide ayuda en una calle de Recife, Brasil.

Un análisis de la Universidad Central de Colombia titulado «Comunidad Venezolana en el Exterior: un nuevo método de exilio» afirma que la diáspora en Venezuela ha sido causada por el «deterioro tanto de la economía como del tejido social, el crimen desenfrenado y la falta de esperanza para un cambio político en el futuro cercano». The Wall Street Journal informó que muchos «venezolanos han huido debido a las altas tasas de criminalidad del país, el aumento de la inflación y la expansión de los controles estatistas».

### Crimen
La alta tasa de criminalidad es una de las principales razones por las cuales los venezolanos emigran del país, ya que los índices de criminalidad en el país son de los más altos del mundo. Según Gareth Jones y Dennis Rodgers en su libro Violencia juvenil en América Latina: pandillas y justicia juvenil en perspectiva, «con el cambio de régimen político en 1999 y el inicio de la revolución bolivariana, comenzó un período de transformación y conflicto político marcado por un aumento adicional en el número y la tasa de muertes violentas». La revolución bolivariana intentó «destruir lo que existía anteriormente, el statu quo de la sociedad». El gobierno creía que la violencia y el crimen se debían a la pobreza y la desigualdad, mientras se jactaba de reducir tanto la pobreza como la desigualdad, la tasa de homicidios seguía aumentando en Venezuela. El aumento de los asesinatos en Venezuela durante y después de la presidencia de Chávez también ha sido atribuido por expertos a la corrupción de las autoridades venezolanas, el control de armas y un sistema judicial deficiente.
La tasa de homicidios en Venezuela aumentó de 25 por cada 100.000 en 1999 a 82 por cada 100.000 en 2014, mientras que los secuestros crecieron más de veinte veces desde el comienzo de la presidencia de Chávez hasta el 2011, para el año 2014 hasta nuestros días, la ciudad de Caracas se había convertido en la ciudad más peligrosa del mundo debido a su elevado índice de criminalidad.
En 2018, hubo un estimado de 81.4 muertes por cada 100,000 personas, convirtiendo a esta cifra en la más alta de América Latina. Según los estándares de la OMS, esto convierte la violencia en una epidemia en el 88% de los municipios. También hay estimaciones que indican que Venezuela tiene las tasas más altas de secuestro en la región y se afirma que los secuestros aumentaron más de veinte veces desde el comienzo de la presidencia de Chávez hasta 2011. También ha habido un aumento en las ejecuciones extrajudiciales en las que la fuerza gubernamental llamada Fuerzas de Acciones Especiales (FAES) llevó a cabo ejecuciones bajo el pretexto de operaciones de seguridad. Más de 7,500 de las 23,000 muertes violentas informadas en 2018 fueron causadas por resistencia a la autoridad. Entre enero y mayo de 2019, se informaron 2,100 de tales muertes.
La tasa de homicidios en Venezuela también disminuyó significativamente entre 2017 y 2020. En 2018, la tasa de homicidios de Venezuela, descrita como la más alta del mundo, comenzó a disminuir a 81.4 por 100,000 personas según el Observatorio Venezolano de Violencia (OVV), con la organización afirmando que esta tendencia a la baja se debió a los millones de venezolanos que emigraron del país en ese momento. La tasa de homicidios disminuyó aún más a 60.3 en 2019.

### Economía

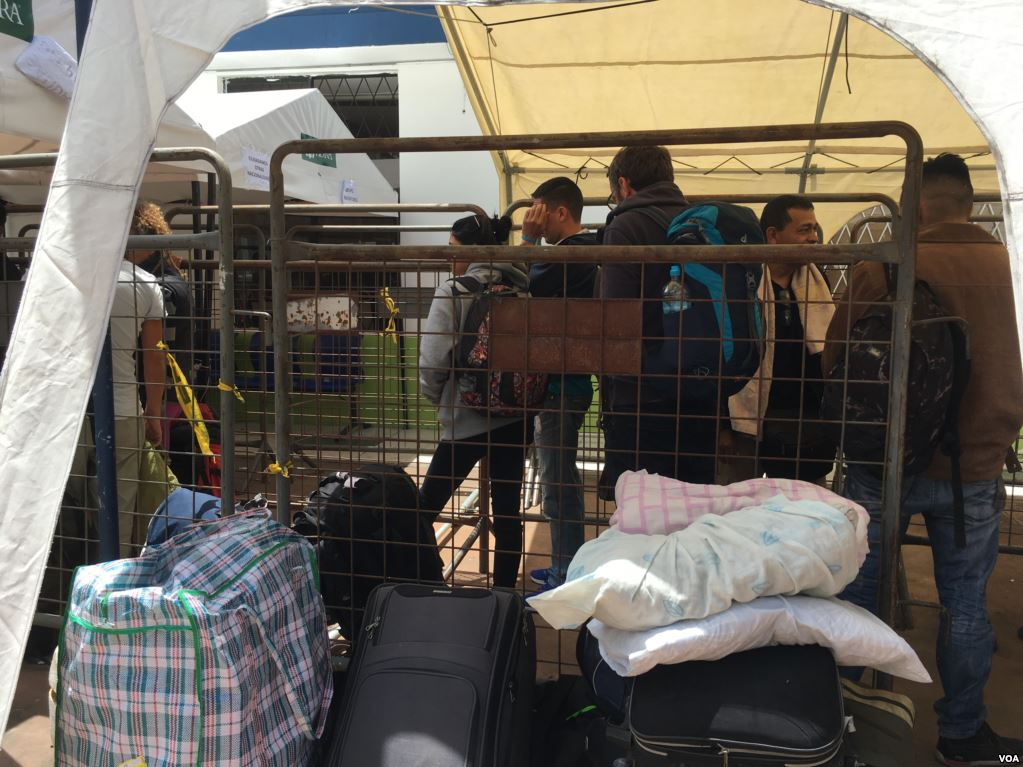
Migrantes venezolanos siendo procesados en Ecuador en preparación para el largo viaje hacia Nueva York, en 2022

Uno de los principales factores que impulsan la masiva emigración desde Venezuela sigue siendo la deteriorada situación económica del país. La crisis económica venezolana, considerada una de las más graves en la historia económica reciente, fue en gran medida impulsada por la caída de los precios internacionales del petróleo en 2014, y la inadecuada respuesta del gobierno exacerbó la crisis, llevando a la recesión de 2017, una de las peores recesiones en la historia reciente del hemisferio occidental.
Muchos empresarios han emigrado a países con economías en crecimiento desde la Revolución Bolivariana. La crisis económica experimentada en Venezuela es peor que los eventos posteriores a la disolución de la Unión Soviética. Desde que Hugo Chávez impuso estrictos controles cambiarios en 2003 en un intento por prevenir la fuga de capitales, una serie de devaluaciones ha perturbado la economía venezolana. Los controles de precios y otras políticas gubernamentales han causado graves escasez en Venezuela. Como resultado de la escasez, los venezolanos deben buscar alimentos (ocasionalmente comiendo frutas silvestres o basura), hacer largas colas durante horas y vivir sin algunos productos.
Según un análisis de Gallup en 2018, "las decisiones gubernamentales han llevado a una crisis en efecto dominó que continúa empeorando, dejando a los residentes sin poder costear necesidades básicas como comida y vivienda", con venezolanos "creyendo que pueden encontrar vidas mejores en otros lugares".
Actualmente, la economía de Venezuela sigue experimentando estanflación, devaluación, una crisis de vivienda, exacerbación de la deuda externa y reducciones de más del 35% en el PIB. Según el Fondo Monetario Internacional (FMI), la economía venezolana se contrajo en un 45% entre 2013 y 2018. La tasa de inflación de Venezuela superó el 100% en 2015, siendo la tasa de inflación más alta del mundo y la más alta en la historia del país. Para finales de 2018, esta tasa aumentaría al 1,35 millón por ciento. Además, se predice que el PIB disminuirá un 25% adicional para finales de 2019.

#### Hiperinflación
Desde que Hugo Chávez impuso controles de divisas estrictos en 2003 en un intento de evitar la fuga de capitales, ha habido una serie de devaluaciones monetarias que han afectado a la economía. Los bajos salarios de los trabajadores durante los últimos cinco años así como la persecución política ha hecho que muchos venezolanos salgan de su país a partir del 2013 aunado a otros problemas como la falta de empleos por el cierre de empresas causado por los controles de precios, las expropiaciones y otras políticas gubernamentales que han generado una grave crisis económica y una escasez de productos esenciales. Por otro lado, para 2015, Venezuela tenía la tasa de inflación más alta del mundo con una tasa que superaba el 100% , convirtiéndose en la más alta en la historia del país.

### Salud y acceso a la atención sanitaria
La situación económica y política en Venezuela condujo a un aumento en los niveles de pobreza y escasez de recursos, incluidos alimentos y medicinas, afectando gravemente la salud y el bienestar de los venezolanos. En 2018, se estimó que aproximadamente el 90% de la población vivía en condiciones de pobreza. En cuanto a la salud nutricional, en 2017 los venezolanos perdieron un promedio de 11 kilogramos de peso corporal y el 60% de la población informó que no contaban con los recursos necesarios para acceder a los alimentos. Los venezolanos que permanecen en el país tienen poco acceso a alimentos; en 2018 el Ministerio de Alimentación informó que el 84% de los productos que forman parte de la canasta básica no están disponibles en supermercados. La producción de alimentos también disminuyó un 60% entre 2014 y 2018, el sector agrícola ha sido debilitado por las administraciones de Chávez y Maduro, y las importaciones de alimentos disminuyeron un 70% entre 2014 y 2016.
Además, el fraccionamiento general del estado condujo a una reducción en la prestación de servicios de salud y a un deterioro del sector salud. Este escenario de pocos recursos fue el caldo de cultivo perfecto para el resurgimiento de enfermedades como el sarampión, la difteria, la tuberculosis y la malaria. Las importaciones de medicinas disminuyeron un 70% entre 2012 y 2016, solo 15 de 56 empresas farmacéuticas siguen funcionando y más de 150 farmacias han cerrado desde 2016. A fines de 2018, se declaró que el 85% de los medicamentos esenciales escaseaban y, según la ONU, 300.000 personas corren riesgo porque no han tenido acceso a medicamentos esenciales durante más de un año. El Gobierno dejó de publicar datos sobre indicadores de salud a nivel nacional en 2015, pero se cree que la situación es crítica. La  crisis económica en Venezuela durante 2023 afecta en el sistema público de salud, sobre la escasez de materiales médicos en quirófanos públicos que se ubica en 74%, y en un 34% en las emergencias», dice el informe de la organización no gubernamental la ONG Médicos por la Salud.

### Represión política

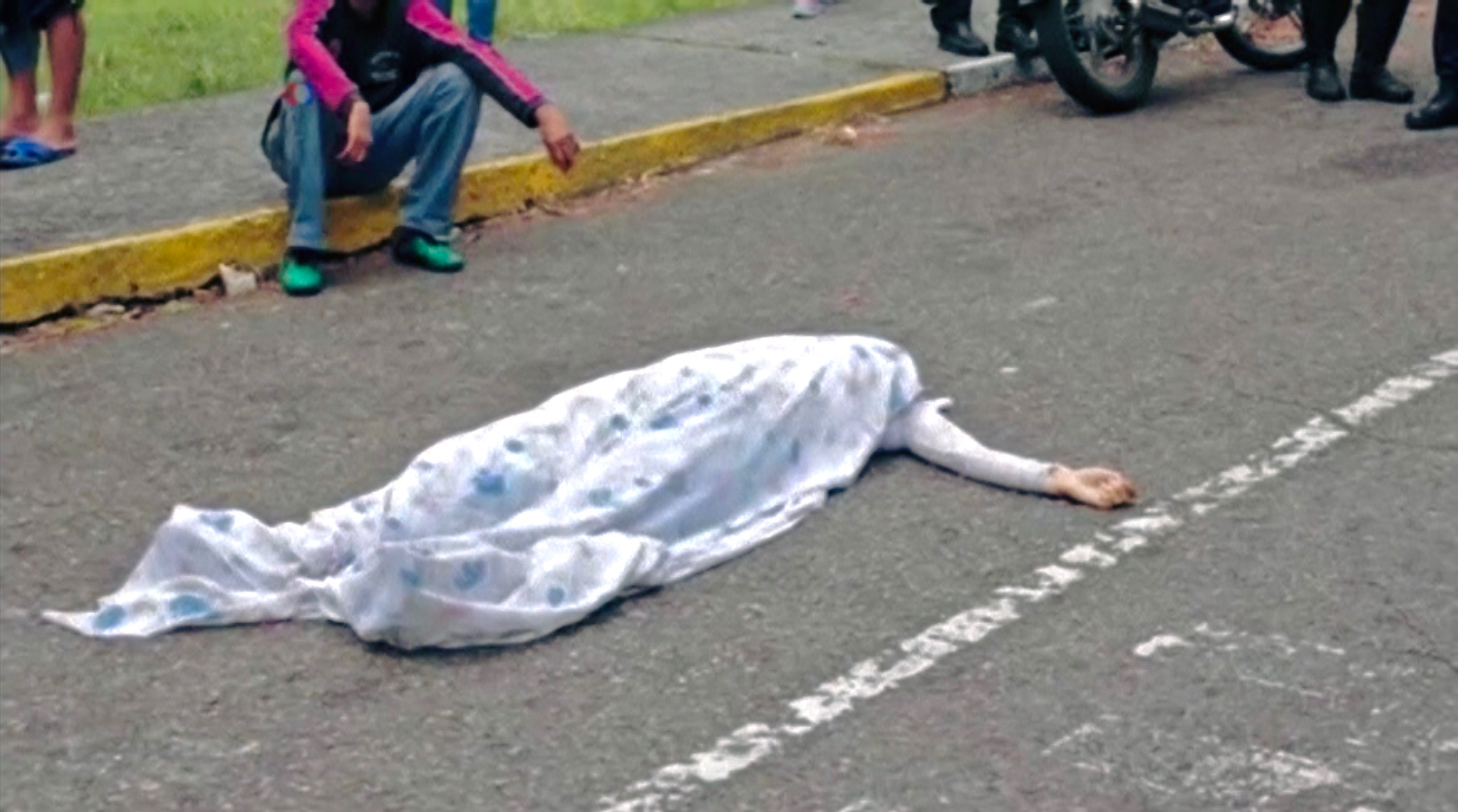
Cuerpo de una manifestante femenina, asesinada por colectivos en la Madre de Todas las Marchas durante las protestas en Venezuela de 2017

Según La Comunidad Venezolana en el Extranjero: Un Nuevo Método de Exilio, el gobierno bolivariano "prefiere instar a aquellos que no están de acuerdo con la revolución a abandonar el país, en lugar de reflexionar profundamente sobre el daño que esta diáspora causa al país". Newsweek informó que Chávez "ha presionado fuertemente contra cualquiera" que no formara parte de su movimiento, resultando en la emigración de grandes sectores de profesionales de la ciencia, negocios y medios de comunicación de Venezuela.
Hasta 9,000 exiliados venezolanos vivían en los Estados Unidos en 2014, y el número de exiliados también ha aumentado en la Unión Europea. El Centro de Florida para Sobrevivientes de Tortura informó en 2015 que la mayoría de las personas a las que ayudaron desde el año anterior eran migrantes venezolanos, proporcionando psiquiatras, trabajadores sociales, intérpretes, abogados y médicos para decenas de individuos y sus familias.

### Violación sistemática de los derechos humanos
La situación de derechos humanos en Venezuela ha sido objeto de atención y preocupación internacional, especialmente en relación con la migración forzada de venezolanos. Desde el año 2014, se han reportado numerosas violaciones a los derechos humanos en el país, incluyendo detenciones arbitrarias y ejecuciones extrajudiciales. Según Foro Penal, cerca de 16 mil personas han sido detenidas arbitrariamente desde 2014, cifra que supera las detenciones realizadas durante la dictadura de Videla en Argentina. Asimismo, la Misión Independiente de Verificación de Hechos de la ONU ha registrado al menos 11 mil ejecuciones extrajudiciales llevadas a cabo por las Fuerzas de Acciones Especiales (FAES).
Estas acciones han llevado a la Corte Penal Internacional (CPI) a avanzar en una investigación sobre posibles crímenes de lesa humanidad en Venezuela. El Gobierno de Nicolás Maduro ha intentado disuadir este proceso, argumentando que la justicia venezolana está abordando las acusaciones. Sin embargo, la Sala de Cuestiones Preliminares de la CPI ha indicado que Venezuela no está investigando adecuadamente estas acusaciones, enfocándose solamente en oficiales de bajo rango y no en la cadena de mando completa.La Fiscalía venezolana, dirigida por Tarek William Saab, ha expresado su intención de hacer justicia en el país, pero la CPI ha decidido continuar con su investigación. El Gobierno venezolano ha criticado el proceso, argumentando que contribuye a una estrategia política de cambio de régimen, impulsada por Estados Unidos. Sin embargo, las acciones del gobierno han sido insuficientes para detener la investigación de la CPI, que ha sido apoyada por testimonios de más de 8.000 víctimas de torturas, detenciones arbitrarias, violencia sexual, desapariciones forzosas y ejecuciones extrajudiciales.La CPI, en un movimiento sin precedentes, ha iniciado una investigación contra un Gobierno en ejercicio y por primera vez en un país hispanoaméricano. La decisión se basa en la solicitud iniciada en 2018 por Estados parte del Estatuto de Roma, incluyendo Colombia, Argentina, Chile, Perú, Paraguay y Canadá. Este proceso representa un avance significativo en la búsqueda de justicia para las víctimas de violaciones de derechos humanos en Venezuela. En enero de 2018 ocurre la masacre del Junquito atentando contra la vida de siete personas con el uso extremo de material de guerra por oponerse al gobierno.

## Consecuencias

### Dentro de Venezuela

#### Educación
Una gran cantidad de aquellos que emigran en Venezuela son profesionales educados. Según Iván de la Vega de la Universidad Simón Bolívar, entre el 60 % y el 80 % de los estudiantes del país tenían intención de emigrar. En 2014, varios informes mostraban que un alto número de profesionales de la educación huían de puestos educativos en Venezuela. Según la Asociación de Profesores de la Universidad Central de Venezuela, esta casa de estudios perdió más de 700 miembros de la facultad entre 2011 y 2015, de un total de 4000 que la componían. Cerca de 240 profesores también habían abandonado la Universidad Simón Bolívar antes de 2014, con 430 profesores adicionales que se fueron entre 2015 y 2018.
Según El Nacional, la fuga de profesionales de la educación resultó en una escasez de docentes en Venezuela, el director del Centro de Investigación y Educación Cultural, Mariano Herrera, estimó que había una escasez de alrededor del 40 % de maestros para clases de matemáticas y ciencias. El gobierno venezolano buscó la manera de frenar la escasez de docentes a través de la Misión Simón Rodríguez al reducir los requisitos de graduación del profesional educativo a sólo 2 años.
En un estudio titulado Comunidad venezolana en el exterior. Un nuevo método de exilio de Thomas Páez, Mercedes Vivas y Juan Rafael Pulido de la Universidad Central de Venezuela, de los más de 1,5 millones de venezolanos que dejaron el país después de la revolución bolivariana, más del 90 % de los que se fueron eran licenciados, un 40 % contaba con maestrías y un 12 % con doctorados.

#### Industria
Un estudio del Sistema Económico de América Latina informó que la emigración de trabajadores altamente calificados de 25 años o más desde Venezuela a los países de la OCDE aumentó un 216 % entre 1990 y 2007.

##### Petróleos de Venezuela, S.A. (PDVSA)
Las estimaciones muestran que el 75 % de los aproximadamente 20 mil trabajadores de PDVSA que dejaron la empresa emigraron a otros países para trabajar. Ex ingenieros petroleros comenzaron a trabajar en plataformas petrolíferas en el Mar del Norte y en las arenas bituminosas del oeste de Canadá, con venezolanos en Alberta aumentando de 465 en 2001 a 3.860 en 2011. Extrabajadores de PDVSA también ayudaron a la industria petrolera de Colombia.
Según El Universal, «miles de ingenieros y técnicos petroleros, sumando cientos de miles de horas hombre en capacitación y experiencia en la industria petrolera, que es mucho más significativo que los grados académicos de miembros individuales» de la élite de PDVSA ahora está trabajando en el extranjero. Tras el éxodo de los profesionales de PDVSA, la producción de petróleo venezolano cayó drásticamente.

### Medios y las artes
Muchos actores, productores, presentadores de televisión, conductores de noticias y periodistas han partido hacia otros países como Colombia, Florida y España tras el cierre de medios de comunicación por el gobierno venezolano, o su compra por simpatizantes del gobierno. Los músicos han emigrado a lugares que son receptivos a su estilo de música.

### Salud

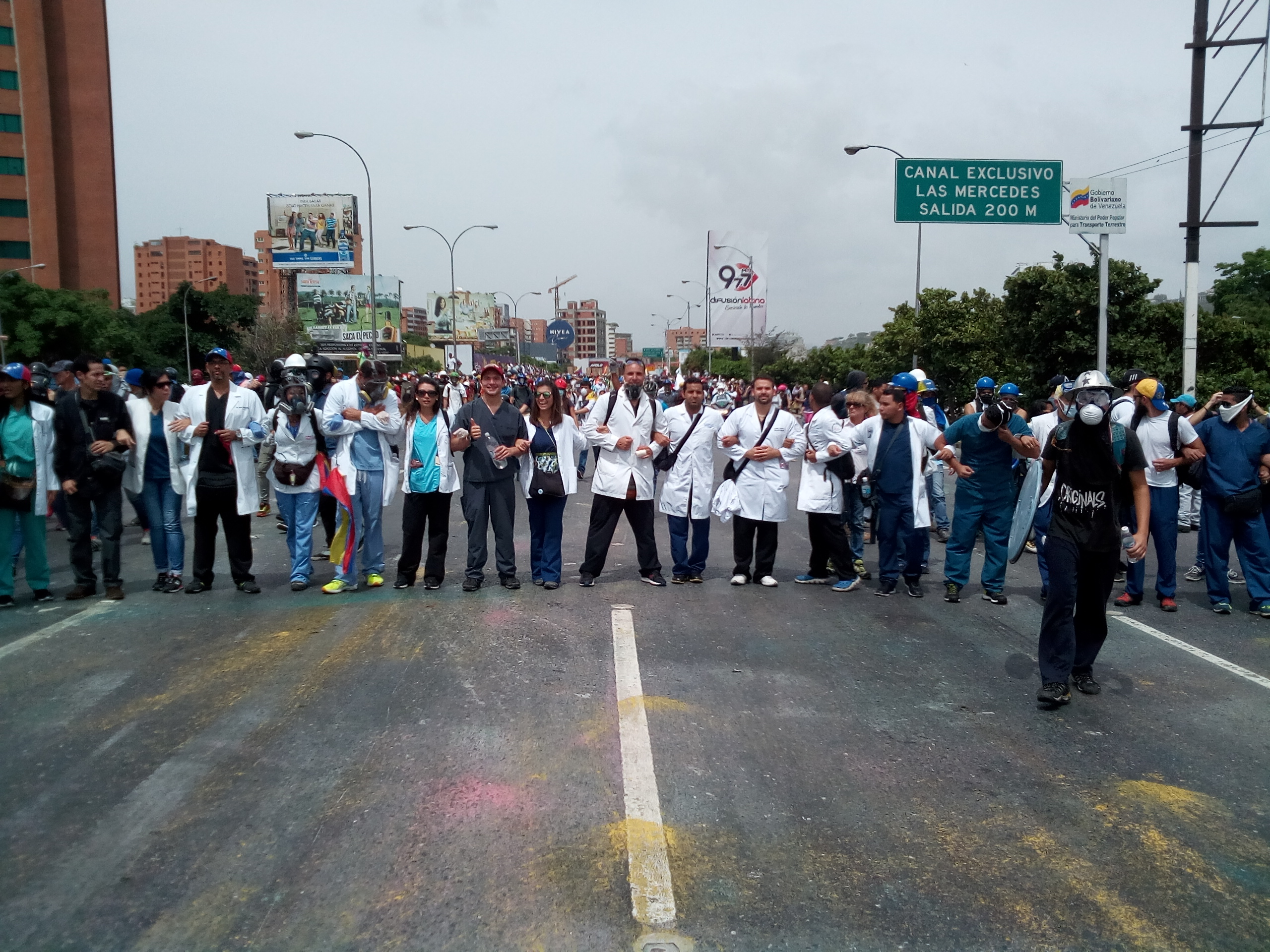
Médicos venezolanos protestando en Caracas 2017

Los médicos y el personal médico, particularmente aquellos en instalaciones privadas, emigraron debido a salarios bajos y falta de reconocimiento tras la oposición del gobierno venezolano a los programas tradicionales de 6 años. El gobierno bolivariano respalda en su lugar la formación de "médicos comunitarios" en Cuba. Se informa que el gobierno restringió el acceso a instalaciones y financiamiento para la formación de médicos, lo que llevó al cierre de programas médicos en todo el país.
El presidente de la Federación Médica de Venezuela, Douglas León Natera, declaró en abril de 2015 que más de 13,000 médicos (más del 50 por ciento del total del país) habían emigrado. Según Natera, la escasez resultante de médicos afectó tanto a hospitales públicos como privados. En marzo de 2018 (después de que 22,000 médicos huyeron de Venezuela), el salario de muchos médicos era inferior a $USD 10 por mes.
En países latinoamericanos, las credenciales médicas de los médicos venezolanos son generalmente aceptadas. Sin embargo, las oportunidades para los venezolanos en Estados Unidos son limitadas, y los médicos a menudo se convierten en asistentes médicos o trabajan en campos no médicos.

### Afuera de Venezuela

#### Tragedia de Brownsville
En abril de 2023 un accidente de tránsito en Brownsville, Texas donde una camioneta arrollo a 18 migrantes venezolanos , de los cuales se encontraban esperando un transporte, siete fallecieron en el lugar y dos fallecieron en el hospital. Todos los fallecidos fueron identificados como venezolanos. De acuerdo con un informe de CNN en el lugar, el hombre que conducía el vehículo venía a una velocidad muy alta y se pasó una luz de un semáforo en rojo. El conductor es un hombre mexicano que ha pasado años en prisión con un largo historial criminal. El teniente Martín Sandoval, de la policía de Brownsville, notificó que inicialmente siete personas habían fallecido en el incidente, todos de nacionalidad venezolana El padre José Palmar organizó una misa en memoria de quienes fallecieron en la parada del autobús. Lugar donde el padre Palmar fue detenido en 2018 al intentar cruzar para los EE UU.

#### Tragedia de Güiria
En la frontera marítima entre Venezuela y Trinidad y Tobago, naufragó uno de los llamados "balseros venezolanos" que huían de la Crisis económica en Venezuela; al menos 32 venezolanos de los 33 que murieron ahogados fueron identificados, cuando retornaban de Trinidad y Tobago, luego de que fueran rechazados y devueltos a mar abierto el 13 de diciembre de 2020 en el Estado Sucre, cuatro eran menores de edad. El presidente Interino y presidente de la Asamblea Nacional Juan Guaidó declaró tres días de duelo nacional. En abril de 2021, otra lancha con 29 personas naufragó en un viaje hacia Trinidad y Tobago; 12 personas fueron rescatadas, 10 fallecieron (2 sin identificar) y 7 fueron declarados como desaparecidos. El 5 de febrero de 2022, la guardia costera de Trinidad y Tobago disparó contra una embarcación de inmigrantes venezolanos al intentar detenerla, matando a un bebé de nueve meses e hiriendo a su madre. La guardia costera alegó que los dispararos se efectuaron "en legítima defensa".  Guaidó declaró que "los disparos realizados por la Guardia Costera de Trinidad y Tobago no tienen justificación, lo mataron", exigiendo justicia. El primer ministro de Trinidad y Tobago, Keith Rowley, calificó la acción como "legal y apropiada".

#### Tragedia en Ciudad Juárez, México
El 27 de marzo de 2023 ocurrió un incendio en un centro de detención migratorio en Ciudad Juárez, México, donde murieron 38 migrantes, de los cuales 7 eran venezolanos. Además, otros cinco venezolanos fueron afectados por el incendio, la mayoría por inhalación de humo.

#### Abusos sexuales

##### Paso del Darien
Organizaciones como Médicos Sin Fronteras (MSF) han documentado y denunciado la escalada de violencia sexual, especialmente contra las mujeres, en esta región. La organización reportó que en los primeros siete meses de 2023 atendió a más víctimas de violencia sexual que en todo el año 2022. A pesar de los riesgos evidentes, la migración masiva no muestra signos de disminuir, ya que las personas huyen de sus países por diversas razones, desde la búsqueda de mejores oportunidades económicas hasta el escape de situaciones de violencia y persecución. En abril de 2021, las autoridades panameñas lanzaron una investigación sobre la violación de dos menores migrantes, de 12 y 16 años, mientras atravesaban la peligrosa selva del Darién, una frontera natural que separa Colombia de Panamá. Una fuente oficial reveló a Efe que la Procuraduría General de la Nación en Panamá estaba al tanto de la denuncia presentada por la Defensoría del Pueblo de Panamá, y que estaba en proceso de ser investigada por la fiscalía de la provincia fronteriza de Darién.
Gary Casama fue condenado a 44 años de prisión tras ser hallado culpable de robo agravado, violación carnal agravada en calidad de cómplice primario, y posesión ilícita de arma de fuego. Por su parte, Marco César Chango Berrugate y Cristo Casama fueron condenados a 36 años de prisión, acusados de robo agravado y violación agravada también como cómplices primarios. Los delitos tuvieron lugar el 16 de septiembre de 2021, en la comunidad de Quebrada Botella, situada en la Comarca Emberá Wounaan. Según el comunicado del Ministerio Público, los acusados, utilizando armas de fuego y machetes, intimidaron y robaron a un grupo de migrantes. Durante este incidente, otro individuo llevó a una joven de 13 años, y la violó, mientras los tres ahora condenados amenazaban al resto de migrantes.

##### Trinidad y Tobago
Las migrantes venezolanas en Trinidad y Tobago enfrentan explotación sexual en burdeles. Muchas llegan atraídas por ofertas laborales, pero terminan endeudadas con proxenetas que les cobran la travesía y vivienda. En burdeles, esperan clientes en condiciones precarias. Los servicios varían entre 30 y 300 dólares, pero ellas reciben una fracción. Algunas aspiran a saldar sus deudas y regresar a Venezuela. Organizaciones denuncian la alta incidencia de trata de personas y explotación sexual, con al menos 21,000 víctimas identificadas entre 2015 y 2020, y una industria que generó 2.2 millones de dólares en cuatro años.
La problemática de la explotación sexual de migrantes venezolanas en Trinidad y Tobago se ha agravado en el contexto de la crisis económica y social que atraviesa Venezuela. Según un reportaje de la AFP, muchas de estas mujeres son atraídas a Trinidad y Tobago con ofertas de empleo "normales", pero terminan atrapadas en redes de prostitución. En burdeles de condiciones precarias, esperan por clientes mientras son vigiladas de cerca por proxenetas. Los servicios sexuales tienen un costo de entre 30 a 60 dólares por media hora, y el doble por una hora, aunque las trabajadoras sexuales reciben solo una fracción de esta suma.
En algunos establecimientos, las jóvenes, de entre 20 y 30 años, desfilan por una pasarela, mientras que en otros, la luz tenue y la música alta crean un ambiente sombrío. Las mujeres están endeudadas con los proxenetas por los costos de su viaje y vivienda, y no tienen permitido salir del burdel hasta saldar su deuda. Al finalizar la jornada, duermen en dormitorios dentro de los mismos burdeles o en casas proporcionadas por los proxenetas, sin permiso de circular libremente.
Un caso destacado es el de María, una joven de 25 años y madre de un niño pequeño, quien, incapaz de mantenerse en Venezuela, decidió viajar a Trinidad con la esperanza de encontrar un empleo que le permitiera regresar con dinero para abrir un negocio. Sin embargo, ahora se encuentra atrapada en la prostitución, con una deuda inicial de 500 dólares por el viaje que espera poder saldar en uno o dos meses.
Denise Pitcher, directora del Caribbean Center for Human Rights, alerta sobre la alta incidencia de trata de personas y explotación sexual, con al menos 21,000 víctimas entre 2015 y 2020 según un informe de la ONG Connectas. Este informe también revela que la industria de la explotación sexual generó unos 2.2 millones de dólares en los últimos cuatro años. Según Pitcher, la corrupción y la pasividad de la justicia y la policía han generado un "clima de impunidad" que agrava la situación. Por su parte, el diputado opositor David Lee destaca que los migrantes están "realmente a merced de la población de Trinidad y Tobago", evidenciando una problemática que requiere atención urgente y medidas de protección para las víctimas de explotación sexual y trata de personas.

##### Perú
En Perú, el trabajo sexual autónomo es legal, pero la presencia de mafias y la criminalización impiden que las víctimas accedan a la justicia en casos de acoso, agresiones o asesinatos. Durante el año, se han reportado once asesinatos de trabajadoras sexuales y cinco contra trabajadoras sexuales trans. Recientemente, trabajadoras sexuales se manifestaron vestidas de rojo y con carteles, protestando contra las mafias que les extorsionan y contra la actuación de la policía.
La mayoría de las afectadas son migrantes venezolanas, captadas por organizaciones criminales que las extorsionan. Según Ricardo Valdés, director de Capital Humano y Social Alternativo (CHS), desde el inicio de la migración venezolana en 2019, se ha registrado un crecimiento de más de 500% en la trata de personas, actividad que, según expertos locales, mueve más de 1,300 millones de dólares anuales, superando al narcotráfico y la tala ilegal. La organización criminal venezolana El Tren de Aragua está detrás de gran parte de la explotación sexual en el país.
Jorge Revoredo, jefe de la Policía de Homicidios, informó sobre el ingreso masivo de mujeres venezolanas captadas criminalmente en su país. En operativos recientes, la policía intervino en una discoteca, deteniendo a 101 personas, en su mayoría venezolanas, y en otra incursión, rescataron a 13 jóvenes extranjeras, algunas menores de edad, obligadas a prostituirse en condiciones insalubres. Estos incidentes reflejan la grave problemática de la explotación sexual en Perú, donde, a pesar de la legalidad del trabajo sexual autónomo, la actuación de mafias y la falta de protección estatal dejan a las trabajadoras sexuales en una situación de alta vulnerabilidad y sin acceso a la justicia.
En 2023, la Policía de Perú llevó a cabo un operativo en Lima, desmantelando una red de trata de personas y rescatando a 26 mujeres, en su mayoría venezolanas. Las víctimas, con edades entre 15 y 25 años, eran explotadas sexualmente en los distritos de Los Olivos y San Martín de Porres. El general Carlos Malaver, jefe de la Dirección contra la Trata de Personas y Tráfico Ilícito de Migrantes, confirmó la detención de John Villena Torres, de 25 años, con antecedentes penales, quien ahora enfrenta una pena de 15 años de prisión.
El operativo se ejecutó en hostales donde las víctimas eran llevadas para ejercer la prostitución, tras ser captadas con falsas ofertas de trabajo. Según Malaver, las mujeres eran amenazadas para obligarlas a prostituirse, realizando esta actividad en la vía pública para luego ser ingresadas a los hostales. Durante el operativo, se incautaron dinero, un teléfono celular y un cuaderno con anotaciones de los ingresos de las menores a un hotel.
Durante el 2023, se han desarticulado 22 bandas de trata de personas, resultando en el rescate de 1.068 mujeres y la detención de 102 personas, de las cuales el 60% se encuentran en prisión. Este caso refleja una problemática más amplia en la región, donde la trata de personas ha aumentado en el contexto de la migración venezolana hacia otros países de Latinoamérica.

##### Colombia
Las mujeres venezolanas que cruzan la frontera hacia Colombia enfrentan un "alto riesgo" de ser capturadas y explotadas por redes de prostitución y trata de personas, según la ONG FundaRedes. La organización indicó que las bandas criminales operan en la zona fronteriza, engañando y forzando a las mujeres a la prostitución, aprovechándose de la falta de documentos y el uso de pasos no oficiales. Magaly Castañeda, de la Fundación Frida Kahlo, señaló un aumento significativo en la prostitución forzada entre las mujeres venezolanas en esta región. En 2022, 1.390 venezolanas fueron rescatadas de estas redes, mostrando un incremento en estos casos y en las detenciones relacionadas. FundaRedes criticó la implementación de planes nacionales contra la trata, considerándolos frágiles y señalando la participación de funcionarios civiles y militares en estos delitos.
En Colombia, la problemática del trabajo sexual vinculada a la migración y refugio, principalmente de ciudadanos venezolanos, ha cobrado relevancia. Según estimaciones, dos de cada tres personas que se dedican a actividades sexuales pagas en Colombia son migrantes y refugiados venezolanos, siendo la mayoría mujeres. Un estudio de la organización Aid for Aids señala que la mayoría ejerce el trabajo sexual por necesidad, categorizado como “sexo por supervivencia”, siendo los alimentos, el alojamiento y el envío de dinero a familiares los principales destinos del ingreso obtenido.
Duylber Cuesta, un refugiado venezolano y miembro de la comunidad LGBTIQ+ de 24 años, compartió su experiencia con RCN Radio, detallando que migró a Maicao, Colombia, con la intención de mejorar su calidad de vida y la de su familia. Trabaja en un bar de chicas transgénero en una zona de tolerancia de Maicao, donde ha sido víctima de diversas agresiones.
La vulnerabilidad de los migrantes y refugiados, sumada a la falta de documentación legal como el Permiso de Protección Temporal (PTP), los pone en una posición de desventaja frente a las redes criminales que explotan sexualmente a los migrantes, especialmente a los venezolanos que llegan a Colombia. La situación se agrava por el temor de las víctimas a denunciar las agresiones por miedo a ser deportados.
Las agresiones incluyen golpes, agresión verbal, violencia psicológica y amenazas con armas. Jorge Luis Díaz, director regional de Desarrollo para América y el Caribe de Aid for Aids, resaltó que las víctimas enfrentan violencia sistematizada, incluyendo violencia sexual durante el acto. Esta problemática también pone en evidencia una discriminación y violencia adicional con base en la identidad de género y estatus migratorio, que se confrontan en estos escenarios, llegando a ser considerados tabú para la sociedad.
En las zonas fronterizas y grandes urbes colombianas, el fenómeno del sexo por supervivencia se ha exacerbado, incluyendo no solo a mujeres y hombres heterosexuales, sino también a personas LGBTIQ+, quienes, ante la falta de oportunidades laborales y sociales, se ven forzados a esta situación. Michelle Bachelet, Alta Comisionada de las Naciones Unidas para los Derechos Humanos, ha reconocido esta problemática, destacando la necesidad de abordar la explotación sexual de migrantes y refugiados en la región.

##### Cúcuta
En Cúcuta, ciudad colombiana cercana a la frontera con Venezuela, la crisis económica venezolana ha impulsado a muchos migrantes a involucrarse en la industria del sexo para subsistir. El Parque Mercedes se ha identificado como un lugar donde trabajadores sexuales ofrecen sus servicios. Se estima que alrededor del 80% de las trabajadoras sexuales en Cúcuta son venezolanas. Las difíciles condiciones económicas han llevado a algunos a ofrecer servicios sexuales sin protección por tarifas más altas, lo que representa un riesgo para la salud.La crisis también ha generado una preocupante participación de menores de edad en la prostitución, según reportes de organizaciones locales. Los servicios sexuales ahora son más visibles en Cúcuta, ocurriendo no solo durante la noche sino también durante el día. También se ha observado una modalidad donde parejas venezolanas se involucran en la prostitución para sostenerse económicamente.
Además, se ha identificado la participación de venezolanos en el comercio sexual en línea a través de webcams como una nueva modalidad de empleo en el sector. La proliferación de la industria del sexo ha desafiado la capacidad del sistema de salud local, especialmente en el manejo de enfermedades de transmisión sexual como el VIH. Las organizaciones locales han notado un incremento en las pruebas de VIH y en los casos importados de Venezuela.

###### Villa del Rosario
La Parada, una localidad en el municipio Villa del Rosario, cercano a Cúcuta y a la frontera con Venezuela, se ha convertido en un escenario donde niñas venezolanas, algunas desde los 10 años, se ven obligadas a ejercer la prostitución para subsistir. Según reportes, las menores ofrecen servicios sexuales por tarifas de alrededor de 30.000 pesos colombianos (menos de 8 dólares), con lo que cubren necesidades básicas como alimentación, vestimenta y alquiler de vivienda.
Un testimonio recogido por la periodista Yasmin Velasco revela el caso de Ángela (nombre ficticio), una adolescente de 14 años, quien relata haber sido engañada con una oferta laboral falsa, situación que la condujo a la prostitución como medio para obtener recursos para alimentarse.
Víctor Bautista, secretario de Fronteras en Colombia, confirma la gravedad de la situación y estima que entre el 40 y 45% de los migrantes venezolanos que cruzan a diario la frontera son menores de edad, muchos de ellos llegando solos. Bautista expone la falta de recursos para atender adecuadamente a la población migrante, y hace un llamado para obtener apoyo gubernamental y de la cooperación internacional, mencionando que los programas existentes son insuficientes para enfrentar la magnitud del problema.

##### España
La Policía Nacional de España desarticuló una red de traficantes que prostituía a mujeres venezolanas en apartamentos alquilados en el territorio español. En un operativo realizado el 30 de marzo de 2019, las autoridades lograron arrestar a 11 personas involucradas, de las cuales seis fueron encarceladas. Para ocultar sus actividades ilícitas, los proxenetas alquilaban apartamentos turísticos de manera esporádica, donde mantenían a las mujeres en condiciones de explotación sexual.
Al llegar a España, las mujeres recibían instrucciones sobre cómo actuar en el aeropuerto para evitar ser detectadas, se les facilitaba la documentación y el dinero necesario para ingresar al país sin levantar sospechas. Sin embargo, una vez en territorio español, eran forzadas a ejercer la prostitución para saldar una supuesta deuda de 3.000 euros que les era impuesta por sus captores. Las investigaciones revelaron que las mujeres estaban sujetas a disponibilidad las 24 horas del día, los siete días de la semana, sin libertad para salir y siempre escoltadas por un miembro de la organización. Además, estaban bajo constante supervisión a través de cámaras de vigilancia.
Los detenidos, determinaban los precios y servicios a los que eran sometidas las mujeres, quienes debían entregar la mitad de los ingresos a sus explotadores y enfrentaban sanciones económicas en caso de rehusarse a realizar determinadas prácticas sexuales. Los pagos por los servicios sexuales eran gestionados a través de aplicaciones de pago electrónico, permitiendo a los detenidos controlar los beneficios.
En la fase final del operativo, los agentes allanaron dos domicilios, incautando más de 18.000 euros en efectivo, sustancias estupefacientes, dos teléfonos móviles y diversa documentación. Este operativo arroja luz sobre la creciente problemática de la trata de personas en España, especialmente en el contexto de la migración venezolana.

## Inmigración venezolana en Sudamérica
Países latinoamericanos como Argentina, Bolivia, Brasil, Chile, Colombia, Ecuador, México, Perú, Panamá y Uruguay son destinos populares para los emigrantes venezolanos.
El número y características de las personas que abandonan Venezuela pueden ser difíciles de rastrear. Se han hecho estimaciones generales que capturan la escala de la migración. El flujo migratorio de Venezuela a destinos significativos (que incluyen la mayoría de América Latina, América del Norte y partes de Europa) ha aumentado de 380,790 en 2005 a 1,580,022 en 2017 (IOM, 2018a), donde las estimaciones se basan en la estimación de cada gobierno receptor. Hay muchos migrantes que ingresan a un país receptor con estatus regular, pero hay muchos que no. El número de aquellos que ingresan de manera irregular es difícil de estimar debido a su estatus migratorio.
Los diez principales destinos (destinos significativos) para los emigrantes venezolanos son Colombia, Perú, Estados Unidos, España, Italia, Portugal, Argentina, Canadá, Francia y Panamá. Decenas de miles de venezolanos también se han trasladado a otros lugares, incluyendo Trinidad y Tobago y otros países de las Américas y Europa.
Los venezolanos han huido a más de 90 países en busca de una vida mejor. Entre 2015 y 2017, la inmigración venezolana aumentó un 1.388 % en Chile, 1.132 % en Colombia, 1.016 % en Perú, 922 % en Brasil, 344 % en Argentina y Ecuador, 268 % en Panamá, 225 % en Uruguay, 104 % en México, 38 % en Costa Rica, 26 % en España y 14 % en Estados Unidos.
Destinos
| Emigración internacional Residentes venezolanos por países (cifras actuales) | Emigración internacional Residentes venezolanos por países (cifras actuales) | Emigración internacional Residentes venezolanos por países (cifras actuales) | Emigración internacional Residentes venezolanos por países (cifras actuales) | Emigración internacional Residentes venezolanos por países (cifras actuales) | Emigración internacional Residentes venezolanos por países (cifras actuales) |
| Posición                                                                     | País                                                                         | Venezolanos                                                                  | Continente                                                                   | Fecha                                                                        |                                                                              |
| ---------------------------------------------------------------------------- | ---------------------------------------------------------------------------- | ---------------------------------------------------------------------------- | ---------------------------------------------------------------------------- | ---------------------------------------------------------------------------- | ---------------------------------------------------------------------------- |
| 1.ª                                                                          | Colombia                                                                     | 2 857 528                                                                    | América                                                                      | 01/2024                                                                      |                                                                              |
| 2.ª                                                                          | Perú                                                                         | 1 600 000                                                                    | América                                                                      | 12/2023                                                                      |                                                                              |
| 3.ª                                                                          | Estados Unidos                                                               | 814 080                                                                      | América                                                                      | 01/2023                                                                      |                                                                              |
| 4.ª                                                                          | Chile                                                                        | 700 000                                                                      | América                                                                      | 07/2024                                                                      |                                                                              |
| 5.ª                                                                          | Brasil                                                                       | 562 148                                                                      | América                                                                      | 01/2024                                                                      |                                                                              |
| 6.ª                                                                          | España                                                                       | 518 918                                                                      | Europa                                                                       | 01/2024                                                                      |                                                                              |
| 7.ª                                                                          | Ecuador                                                                      | 502 214                                                                      | América                                                                      | 08/2022                                                                      |                                                                              |
| 8.ª                                                                          | Argentina                                                                    | 272 000                                                                      | América                                                                      | 10/2022                                                                      |                                                                              |
| 9.ª                                                                          | Panamá                                                                       | 144 545                                                                      | América                                                                      | 06/2022                                                                      |                                                                              |
| 10.ª                                                                         | República Dominicana                                                         | 115 283                                                                      | América                                                                      | 06/2021                                                                      |                                                                              |
| 11.ª                                                                         | México                                                                       | 82 976                                                                       | América                                                                      | 07/2021                                                                      |                                                                              |
| 12.ª                                                                         | Italia                                                                       | 59 400                                                                       | Europa                                                                       | 07/2020                                                                      |                                                                              |
| 13.ª                                                                         | Trinidad y Tobago                                                            | 44 800                                                                       | América                                                                      | 11/2023                                                                      |                                                                              |
| 14.ª                                                                         | Uruguay                                                                      | 33 000                                                                       | América                                                                      | 12/2023                                                                      |                                                                              |
| 15.ª                                                                         | Costa Rica                                                                   | 30 107                                                                       | América                                                                      | 06/2022                                                                      |                                                                              |
| 16.ª                                                                         | Portugal                                                                     | 27 700                                                                       | Europa                                                                       | 07/2020                                                                      |                                                                              |
| 17.ª                                                                         | Reino Unido                                                                  | 25 000                                                                       | Europa                                                                       | 06/2021                                                                      |                                                                              |
| 18.ª                                                                         | Guyana                                                                       | 25 000                                                                       | América                                                                      | 07/2022                                                                      |                                                                              |
| 19.ª                                                                         | Canadá                                                                       | 22 475                                                                       | América                                                                      | 07/2020                                                                      |                                                                              |
| 20.ª                                                                         | Aruba                                                                        | 19 000                                                                       | América                                                                      | 12/2022                                                                      |                                                                              |
| 21.ª                                                                         | Bolivia                                                                      | 18 940                                                                       | América                                                                      | 04/2024                                                                      |                                                                              |
| 22.ª                                                                         | Curazao                                                                      | 17 000                                                                       | América                                                                      | 06/2022                                                                      |                                                                              |
| 23.ª                                                                         | Alemania                                                                     | 10 100                                                                       | Europa                                                                       | 07/2020                                                                      |                                                                              |
| 24.ª                                                                         | Francia                                                                      | 7200                                                                         | Europa                                                                       | 07/2020                                                                      |                                                                              |
| 25.ª                                                                         | Australia                                                                    | 6627                                                                         | Oceanía                                                                      | 08/2021                                                                      |                                                                              |
| 26.ª                                                                         | Paraguay                                                                     | 5985                                                                         | América                                                                      | 05/2022                                                                      |                                                                              |
| 27.ª                                                                         | Suiza                                                                        | 4137                                                                         | Europa                                                                       | 01/2019                                                                      |                                                                              |
| 28.ª                                                                         | Suecia                                                                       | 1710                                                                         | Europa                                                                       | 2020                                                                         |                                                                              |
| 29.ª                                                                         | Noruega                                                                      | 1148                                                                         | Europa                                                                       | 01/2019                                                                      |                                                                              |
| 30.ª                                                                         | Grecia                                                                       | 1007                                                                         | Europa                                                                       | 01/2019                                                                      |                                                                              |
| 31.ª                                                                         | Austria                                                                      | 1000                                                                         | Europa                                                                       | 01/2019                                                                      |                                                                              |
| 32.ª                                                                         | Israel                                                                       | 683                                                                          | Asia                                                                         | 09/2019                                                                      |                                                                              |
| 33.ª                                                                         | Japón                                                                        | 529                                                                          | Asia                                                                         | 12/2021                                                                      |                                                                              |
| 34.ª                                                                         | Guatemala                                                                    | 303                                                                          | América                                                                      | 07/2020                                                                      |                                                                              |
| 35.ª                                                                         | El Salvador                                                                  | 245                                                                          | América                                                                      | 07/2020                                                                      |                                                                              |
| 36.ª                                                                         | Hungría                                                                      | 242                                                                          | Europa                                                                       | 01/2019                                                                      |                                                                              |
| 37.ª                                                                         | Nicaragua                                                                    | 165                                                                          | América                                                                      | 07/2020                                                                      |                                                                              |
| 38.ª                                                                         | Irlanda                                                                      | 137                                                                          | Europa                                                                       | 01/2019                                                                      |                                                                              |
| 39.ª                                                                         | Honduras                                                                     | 103                                                                          | América                                                                      | 07/2020                                                                      |                                                                              |
| TOTAL                                                                        | TOTAL                                                                        | 8 900 100                                                                    |                                                                              | 01/06/2024                                                                   |                                                                              |

A continuación se muestra el crecimiento de la población venezolana migrante entre 2015 y 2018:
| País                 | Población venezolana en 2015 | Población venezolana en 2018 | Cambio 2015-2018    |
| -------------------- | ---------------------------- | ---------------------------- | ------------------- |
| Colombia             | 48 714                       | 1 174 743                    | 2 311 %             |
| Perú                 | 2 351                        | 728 120                      | 30 870 %            |
| Estados Unidos       | 321 609                      | 465 235 (2019)               | 30 % (2015-2017)    |
| Chile                | 8 001                        | 455 494 (2020)               | 3 502 %             |
| Ecuador              | 8 901                        | 221 000                      | 2 392 %             |
| España               | 165 895                      | 311 832 (2020)               | 26 % (2015-2017)    |
| Argentina            | 12 856                       | 130 000                      | 911 %               |
| Brasil               | 3 425                        | 96 000                       | 2 702 %             |
| Panamá               | 9 883                        | 94 000                       | 851 %               |
| Italia               | 48 320                       | 61 652 (2020)                | 6 % (2015-2017)     |
| Trinidad y Tobago    | 1 732                        | 40 000                       | 2 209 %             |
| México               | 15 959                       | 39 500                       | 147 %               |
| Guyana               | 2 132 (2013)                 | 36 400                       | 1 607 % (2013-2018) |
| República Dominicana | 5 417                        | 28 500                       | 426 %               |
| Curazao              | 1 152 (2011)                 | 26 000                       | 2 157 % (2011-2018) |
| Costa Rica           | 6 437                        | 25 000                       | 288 %               |
| Portugal             | 24 174                       | 24 603 (2017)                | 2 % (2015-2017)     |
| Canadá               | 17 898                       | 20 775 (2016)                | 16 % (2015-2016)    |
| Aruba                | 3 411 (2013)                 | 16 000                       | 369 % (2013-2018)   |
| Uruguay              | 1 855                        | 8 589                        | 363 %               |
| Australia            | 5 760                        | 7 460 (2020)                 | 16 % (2015-2017)    |
| Bolivia              | 773                          | 5 194                        | 571 %               |
| Suiza                | 4 325                        | 5 432 (2020)                 | 9 % (2015-2017)     |
| Países Bajos         | 3 977                        | 5 624 (2020)                 | 8 % (2015-2017)     |
| Israel               | 1 630                        | 2 260 (2020)                 | 8 % (2015-2017)     |
| Bélgica              | 1 511                        | 3 178 (2020)                 | 16 % (2015-2017)    |
| Irlanda              | 482 (2011)                   | 1 729 (2016)                 | 258 % (2011-2016)   |
| Suecia               | 1 111                        | 1 610 (2020)                 | 16 % (2015-2017)    |
| Austria              | 955                          | 1 384 (2020)                 | 16 % (2015-2017)    |
| Noruega              | 1 067                        | 1 330 (2020)                 | 3 % (2015-2017)     |
| Dinamarca            | 570                          | 812 (2020)                   | 35 % (2015-2017)    |
| Paraguay             | 48                           | 449                          | 835 %               |
| Luxemburgo           | 221 (2011)                   | 641 (2020)                   | 88 % (2011-2017)    |
| Eslovenia            | 46                           | 97 (2020)                    | 8 % (2015-2017)     |
| Hungría              | 217                          | 1 108 (2020)                 | 29 % (2015-2017)    |
| Finlandia            | 209                          | 327 (2020)                   | 21 % (2015-2017)    |
| Polonia              | 62                           | 284 (2023)                   | 33 % (2015-2017)    |
| Grecia               | 1 159 (2013)                 | 211 (2017)                   | 449 % (2013-2017)   |
| Islandia             | 39                           | 229 (2020)                   | 33 % (2015-2017)    |
| Eslovaquia           | 19                           | 29 (2020)                    | 11 % (2015-2017)    |
| Estonia              | 12                           | 85 (2021)                    | 25 % (2015-2017)    |
| Letonia              | 9                            | 24 (2021)                    | 25 % (2015-2017)    |
| TOTAL                | 731 889                      | 3 706 778                    |                     |

### Colombia

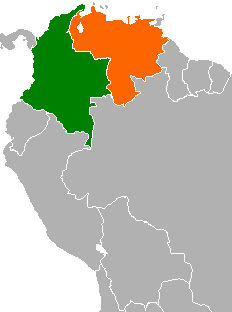
inmigración venezolana en Colombia.

Colombia, un país que comparte frontera con Venezuela y tiene una larga historia con este país, ha recibido el mayor número de migrantes venezolanos. Tras la reapertura de la frontera colombiana después de la crisis migratoria Venezuela-Colombia, muchos venezolanos comenzaron a emigrar al país. Desde entonces, Colombia ha aceptado a muchos refugiados venezolanos y ha intentado otorgarles estatus legal. La ayuda proporcionada por el gobierno colombiano a los refugiados venezolanos ha sido costosa, y múltiples socios internacionales han intervenido para brindar asistencia. La asistencia brindada por Colombia a los venezolanos va desde visitas a salas de emergencia hasta educación pública para niños; todo proporcionado por el gobierno colombiano de forma gratuita. En agosto de 2019, el presidente Iván Duque anunció que Colombia otorgaría la ciudadanía a 24,000 niños nacidos en Colombia de padres migrantes venezolanos, para evitar que quedaran apátridas.
En julio de 2016, más de 200,000 venezolanos ingresaron a Colombia para comprar bienes debido a escasez en Venezuela. El 12 de agosto de 2016, el gobierno venezolano reabrió oficialmente la frontera; miles de venezolanos nuevamente ingresaron a Colombia para escapar de la crisis venezolana. La industria petrolera de Colombia se ha beneficiado de los inmigrantes venezolanos calificados, aunque el país comenzó a deportar a inmigrantes no autorizados a finales de 2016.
Según el gobierno colombiano, más de 100,000 venezolanos emigraron a Colombia en el primer semestre de 2017. En el período previo a las elecciones de la Asamblea Constituyente de Venezuela de 2017, Colombia otorgó un Permiso Especial de Residencia Permanente a ciudadanos venezolanos que ingresaron al país antes del 25 de julio; más de 22,000 venezolanos solicitaron residencia permanente en las primeras 24 horas de recepción de solicitudes del permiso. Para fines de noviembre de 2017, más de 660,000 venezolanos estaban en Colombia, el doble de los que había en junio. Al finalizar 2018, había más de 1.2 millones de venezolanos en Colombia. Entre abril y junio de 2018, Colombia registró a más de 442,000 venezolanos que se encontraban irregularmente en el país mediante un proceso de registro llamado RAMV. A partir de enero de 2020, el gobierno colombiano anunció que ofrecería permisos de trabajo a cientos de miles de venezolanos que vivían en Colombia, permitiéndoles integrarse en la economía formal. La afluencia de refugiados ha provocado un aumento en la xenofobia por parte de algunos colombianos, quienes culpan a los refugiados del aumento de la delincuencia, el desempleo y la propagación del COVID-19. En diciembre de 2020, el presidente Duque anunció que los migrantes venezolanos indocumentados no recibirían vacunas para el coronavirus a pesar de las preocupaciones de las agencias de refugiados.
En febrero de 2021, el gobierno de Colombia anunció la legalización de migrantes venezolanos indocumentados en el país, haciéndolos elegibles para recibir permisos de residencia de 10 años.
Un estudio en 2023, del Observatorio Migratorio de Venezuela de la Universidad del Rosario, donde existen unos tres millones de venezolanos, expuso que, para octubre de 2022, Migración Colombia realizó un balance en el que detallaron que 2 894 593 de venezolanos están residenciados en Colombia. Además, hay 1 201 818 afiliados al Sistema General de Seguridad Social en Salud y son 496 027 estudiantes venezolanos los que se encuentran registrados en el Sistema de Matrícula Estudiantil de Educación Básica y Media (Simat).
| VENEZOLANOS VIVIENDO EN COLOMBIA (según los históricos censos colombianos) | VENEZOLANOS VIVIENDO EN COLOMBIA (según los históricos censos colombianos) | VENEZOLANOS VIVIENDO EN COLOMBIA (según los históricos censos colombianos) | VENEZOLANOS VIVIENDO EN COLOMBIA (según los históricos censos colombianos) | VENEZOLANOS VIVIENDO EN COLOMBIA (según los históricos censos colombianos) |
| Año                                                                        | Venezolanos en Colombia                                                    | Crecimiento Intercensal                                                    | Censo de población                                                         | Ref.                                                                       |
| -------------------------------------------------------------------------- | -------------------------------------------------------------------------- | -------------------------------------------------------------------------- | -------------------------------------------------------------------------- | -------------------------------------------------------------------------- |
| 1964                                                                       | 16 224 venezolanos                                                         | Sin cambios                                                                | Censo colombiano de 1964                                                   | [ 180 ]                                                                    |
| 1993                                                                       | 43 285 venezolanos                                                         | + 166 %                                                                    | Censo colombiano de 1993                                                   | [ 181 ]                                                                    |
| 2005                                                                       | 37 350 venezolanos                                                         | - 13,7 %                                                                   | Censo colombiano de 2005                                                   | [ 180 ]                                                                    |
| 2018                                                                       | 837 900 venezolanos                                                        | + 2143 %                                                                   | Censo colombiano de 2018                                                   | [ 182 ]                                                                    |

| VENEZOLANOS VIVIENDO EN COLOMBIA 2018 (Distribuidos por Departamentos) | VENEZOLANOS VIVIENDO EN COLOMBIA 2018 (Distribuidos por Departamentos) | VENEZOLANOS VIVIENDO EN COLOMBIA 2018 (Distribuidos por Departamentos) | VENEZOLANOS VIVIENDO EN COLOMBIA 2018 (Distribuidos por Departamentos) |
| N.º                                                                    | Departamento                                                           | Censo 2018                                                             | Porcentaje del Total                                                   |
| ---------------------------------------------------------------------- | ---------------------------------------------------------------------- | ---------------------------------------------------------------------- | ---------------------------------------------------------------------- |
| 1°                                                                     | Bogotá, D. C.                                                          | 166 566                                                                | 19,88 %                                                                |
| 2°                                                                     | Norte de Santander                                                     | 98 758                                                                 | 11,79 %                                                                |
| 3°                                                                     | Atlántico                                                              | 94 980                                                                 | 11,33 %                                                                |
| 4°                                                                     | Antioquia                                                              | 80 456                                                                 | 9,60 %                                                                 |
| 5°                                                                     | Bolívar                                                                | 46 791                                                                 | 5,58 %                                                                 |
| 6°                                                                     | La Guajira                                                             | 45 172                                                                 | 5,39 %                                                                 |
| 7°                                                                     | Cundinamarca                                                           | 43 591                                                                 | 5,20 %                                                                 |
| 8°                                                                     | Magdalena                                                              | 43 316                                                                 | 5,17 %                                                                 |
| 9°                                                                     | Valle del Cauca                                                        | 42 937                                                                 | 5,12 %                                                                 |
| 10°                                                                    | Santander                                                              | 42 314                                                                 | 5,05 %                                                                 |
| 11°                                                                    | Cesar                                                                  | 39 398                                                                 | 4,70 %                                                                 |
| 12°                                                                    | Arauca                                                                 | 19 591                                                                 | 2,34 %                                                                 |
| 13°                                                                    | Sucre                                                                  | 15 642                                                                 | 1,87 %                                                                 |
| 14°                                                                    | Córdoba                                                                | 10 446                                                                 | 1,25 %                                                                 |
| 15°                                                                    | Boyacá                                                                 | 6 803                                                                  | 0,81 %                                                                 |
| 16°                                                                    | Risaralda                                                              | 6 674                                                                  | 0,80 %                                                                 |
| 17°                                                                    | Casanare                                                               | 6 506                                                                  | 0,78 %                                                                 |
| 18°                                                                    | Caldas                                                                 | 4 484                                                                  | 0,53 %                                                                 |
| 19°                                                                    | Meta                                                                   | 4 372                                                                  | 0,52 %                                                                 |
| 20°                                                                    | Tolima                                                                 | 3 799                                                                  | 0,45 %                                                                 |
| 21°                                                                    | Quindío                                                                | 3 555                                                                  | 0,42 %                                                                 |
| 22°                                                                    | Cauca                                                                  | 3 223                                                                  | 0,38 %                                                                 |
| 23°                                                                    | Vichada                                                                | 2 263                                                                  | 0,27 %                                                                 |
| 24°                                                                    | Huila                                                                  | 1 783                                                                  | 0,21 %                                                                 |
| 25°                                                                    | Nariño                                                                 | 1 224                                                                  | 0,15 %                                                                 |
| 26°                                                                    | Putumayo                                                               | 1 183                                                                  | 0,14 %                                                                 |
| 27°                                                                    | Guainía                                                                | 952                                                                    | 0,11 %                                                                 |
| 28°                                                                    | Chocó                                                                  | 421                                                                    | 0,05 %                                                                 |
| 29°                                                                    | Caquetá                                                                | 374                                                                    | 0,04 %                                                                 |
| 30°                                                                    | Guaviare                                                               | 264                                                                    | 0,03 %                                                                 |
| 31°                                                                    | Amazonas                                                               | 40                                                                     | 0,00 %                                                                 |
| 32°                                                                    | San Andrés y Providencia                                               | 19                                                                     | 0,00 %                                                                 |
| 33°                                                                    | Vaupés                                                                 | 3                                                                      | 0,00 %                                                                 |
| TOTAL VENEZOLANOS · EN Colombia                                        | TOTAL VENEZOLANOS · EN Colombia                                        | 837 900                                                                | 100 %                                                                  |
| Fuente: Departamento Administrativo Nacional de Estadística            |                                                                        |                                                                        |                                                                        |

### Ecuador

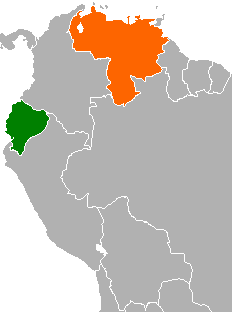
Inmigración venezolana en Ecuador

Ecuador fue el tercer mayor receptor de migrantes venezolanos en el hemisferio a partir de 2021, después de Colombia y Perú. Aunque Ecuador ha tenido una historia de políticas progresistas y relativamente acogedoras hacia los migrantes, la respuesta hacia la nueva población venezolana ha sido más mixta, y el entonces presidente Lenín Moreno impuso requisitos de visa y otra documentación a los venezolanos que entraban que eran difíciles de cumplir. Los venezolanos en Ecuador han estado relativamente bien organizados, formando asociaciones humanitarias y relacionándose con los medios de comunicación para moldear las percepciones populares de esta población entre los ecuatorianos. El entonces presidente electo de Ecuador, Guillermo Lasso, anticipó que buscará regularizar la situación de más de 400.000 residentes venezolanos en el país una vez que asuma el cargo.
| VENEZOLANOS VIVIENDO EN ECUADOR (según los históricos censos ecuatorianos) | VENEZOLANOS VIVIENDO EN ECUADOR (según los históricos censos ecuatorianos) | VENEZOLANOS VIVIENDO EN ECUADOR (según los históricos censos ecuatorianos) | VENEZOLANOS VIVIENDO EN ECUADOR (según los históricos censos ecuatorianos) | VENEZOLANOS VIVIENDO EN ECUADOR (según los históricos censos ecuatorianos) |
| Año                                                                        | Venezolanos en Ecuador                                                     | Crecimiento Intercensal                                                    | Censo de población                                                         | Ref.                                                                       |
| -------------------------------------------------------------------------- | -------------------------------------------------------------------------- | -------------------------------------------------------------------------- | -------------------------------------------------------------------------- | -------------------------------------------------------------------------- |
| 1990                                                                       | 2 379 venezolanos                                                          | Sin cambios                                                                | Censo ecuatoriano de 1990                                                  | [ 185 ]                                                                    |
| 2001                                                                       | 3 691 venezolanos                                                          | + 55,1 %                                                                   | Censo ecuatoriano de 2001                                                  | [ 181 ]                                                                    |
| 2010                                                                       | 4 944 venezolanos                                                          | + 33,9 %                                                                   | Censo ecuatoriano de 2010                                                  | [ 186 ]                                                                    |
| 2022                                                                       | 231 686 venezolanos                                                        | + 4500 %                                                                   | Censo ecuatoriano de 2022                                                  | [ 187 ]                                                                    |

| VENEZOLANOS VIVIENDO EN ECUADOR (Distribuidos por Provincias) | VENEZOLANOS VIVIENDO EN ECUADOR (Distribuidos por Provincias) | VENEZOLANOS VIVIENDO EN ECUADOR (Distribuidos por Provincias) | VENEZOLANOS VIVIENDO EN ECUADOR (Distribuidos por Provincias) |
| N.º                                                           | Provincia                                                     | Censo 2022                                                    | Porcentaje del Total                                          |
| ------------------------------------------------------------- | ------------------------------------------------------------- | ------------------------------------------------------------- | ------------------------------------------------------------- |
| 1°                                                            | Pichincha                                                     | 68 797                                                        | 29,69 %                                                       |
| 2°                                                            | Guayas                                                        | 67 420                                                        | 29,09 %                                                       |
| 3°                                                            | Manabí                                                        | 21 046                                                        | 9,08 %                                                        |
| 4°                                                            | El Oro                                                        | 12 295                                                        | 5,30 %                                                        |
| 5°                                                            | Azuay                                                         | 10 869                                                        | 4,69 %                                                        |
| 6°                                                            | Tungurahua                                                    | 6 965                                                         | 3,00 %                                                        |
| 7°                                                            | Imbabura                                                      | 6 744                                                         | 2,91 %                                                        |
| 8°                                                            | Los Ríos                                                      | 5 582                                                         | 2,40 %                                                        |
| 9°                                                            | Santo Domingo                                                 | 5 490                                                         | 2,36 %                                                        |
| 10°                                                           | Santa Elena                                                   | 3 929                                                         | 1,69 %                                                        |
| 11°                                                           | Chimborazo                                                    | 3 225                                                         | 1,39 %                                                        |
| 12°                                                           | Cotopaxi                                                      | 2 973                                                         | 1,28 %                                                        |
| 13°                                                           | Sucumbíos                                                     | 2 606                                                         | 1,12 %                                                        |
| 14°                                                           | Esmeraldas                                                    | 2 468                                                         | 1,06 %                                                        |
| 15°                                                           | Carchi                                                        | 2 433                                                         | 1,05 %                                                        |
| 16°                                                           | Orellana                                                      | 1 833                                                         | 0,79 %                                                        |
| 17°                                                           | Cañar                                                         | 1 734                                                         | 0,74 %                                                        |
| 18°                                                           | Loja                                                          | 1 595                                                         | 0,68 %                                                        |
| 19°                                                           | Morona Santiago                                               | 1 027                                                         | 0,44 %                                                        |
| 20°                                                           | Pastaza                                                       | 909                                                           | 0,39 %                                                        |
| 21°                                                           | Napo                                                          | 577                                                           | 0,25 %                                                        |
| 22°                                                           | Bolívar                                                       | 556                                                           | 0,24 %                                                        |
| 23°                                                           | Zamora Chinchipe                                              | 537                                                           | 0,23 %                                                        |
| 24°                                                           | Galápagos                                                     | 76                                                            | 0,03 %                                                        |
| TOTAL VENEZOLANOS · EN Ecuador                                | TOTAL VENEZOLANOS · EN Ecuador                                | 231 686                                                       | 100 %                                                         |
| Fuente: Instituto Nacional de Estadística y Censos            |                                                               |                                                               |                                                               |

### Perú

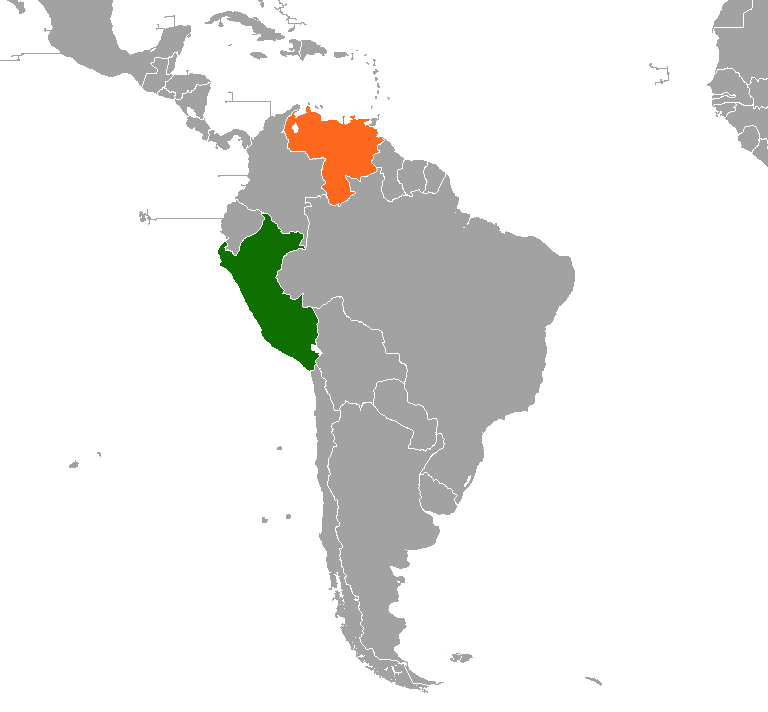
Inmigración venezolana en el Perú

A diferencia de otros países de destino, The New York Times describió a Perú como un país más acogedor para los refugiados venezolanos.
El presidente peruano Pedro Pablo Kuczynski introdujo una legislación en 2017 que otorga a los nacionales venezolanos en Perú un Permiso Temporal de Permanencia (PTP). La Comisión Interamericana de Derechos Humanos aprobó la medida, alentando a otros países latinoamericanos a adoptar medidas similares. La Unión Venezolana en Perú, una organización no gubernamental, anunció que presentarían las acciones del presidente Kuczynski ante el Comité Nobel Noruego y lo nominarían para el Premio Nobel de la Paz:

Mientras otros países construyen muros, en Perú, se construyen puentes para acercar a los ciudadanos y proteger sus derechos fundamentales más elementales, así que con una esperanza abrumadora presentaremos esta nominación del presidente Pedro Pablo Kuczynski, no solo en busca de este premio, sino también para colocar en el debate internacional los abusos de los cuales son víctimas los migrantes latinoamericanos en algunas partes del mundo.

En agosto de 2017, poco más de tres meses después del decreto, más de 40,000 refugiados venezolanos habían ingresado a Perú. Para mediados de 2018, más de 400,000 venezolanos habían emigrado a Perú. En una encuesta de las Naciones Unidas, el 61.9% de los venezolanos que se mudaron a Perú trabajaban en ventas, turismo o un puesto similar; el 9.4% trabajaba en la industria y la construcción. El 46% ganaba entre 984 y 1,968 soles ($300–600) por mes; el 34% ganaba entre 656 y 984 soles ($200–300) y el 11% ganaba menos de 656 soles por mes (menos de $200). Para fines de 2018, más de 670,000 venezolanos habían emigrado a Perú.
En junio de 2019, el presidente peruano Martín Vizcarra anunció que Perú solo aceptaría venezolanos con pasaportes y visas después del 15 de junio de 2019. En la semana anterior a la fecha límite, unos 50,000 venezolanos se apresuraron a entrar a Perú mientras tenían la oportunidad. En agosto de 2019, el gobierno anunció que tomará medidas más estrictas para aumentar la seguridad en su frontera con Ecuador para prevenir la inmigración ilegal después de que las medidas anteriores mostraran una disminución del 90% en los cruces legales. Según las datos de mediados de 2022 del Alto Comisionado de las Naciones Unidas para los Refugiados la mayor cantidad de refugiados provenientes de Venezuela es Perú con 1.490.673 personas
| VENEZOLANOS VIVIENDO EN PERÚ (según los históricos censos peruanos) | VENEZOLANOS VIVIENDO EN PERÚ (según los históricos censos peruanos) | VENEZOLANOS VIVIENDO EN PERÚ (según los históricos censos peruanos) | VENEZOLANOS VIVIENDO EN PERÚ (según los históricos censos peruanos) | VENEZOLANOS VIVIENDO EN PERÚ (según los históricos censos peruanos) |
| Año                                                                 | Venezolanos en Perú                                                 | Crecimiento Intercensal                                             | Censo de población                                                  | Ref.                                                                |
| ------------------------------------------------------------------- | ------------------------------------------------------------------- | ------------------------------------------------------------------- | ------------------------------------------------------------------- | ------------------------------------------------------------------- |
| 1993                                                                | 1 489 venezolanos                                                   | Sin cambios                                                         | Censo peruano de 1993                                               | [ 197 ]                                                             |
| 2007                                                                | 2 924 venezolanos                                                   | + 96,3 %                                                            | Censo peruano de 2007                                               | [ 198 ]                                                             |
| 2017                                                                | 47 481 venezolanos                                                  | + 1623 %                                                            | Censo peruano de 2017                                               | [ 199 ]                                                             |

| VENEZOLANOS VIVIENDO EN PERÚ (distribuidos por Departamentos) | VENEZOLANOS VIVIENDO EN PERÚ (distribuidos por Departamentos) | VENEZOLANOS VIVIENDO EN PERÚ (distribuidos por Departamentos) | VENEZOLANOS VIVIENDO EN PERÚ (distribuidos por Departamentos) |
| N.º                                                           | Departamento                                                  | Censo 2017                                                    | Porcentaje del Total                                          |
| ------------------------------------------------------------- | ------------------------------------------------------------- | ------------------------------------------------------------- | ------------------------------------------------------------- |
| 1°                                                            | Lima                                                          | 37 695                                                        | 79,38 %                                                       |
| 2°                                                            | Callao                                                        | 3 973                                                         | 8,36 %                                                        |
| 3°                                                            | La Libertad                                                   | 1 325                                                         | 2,79 %                                                        |
| 4°                                                            | Arequipa                                                      | 945                                                           | 1,99 %                                                        |
| 5°                                                            | Áncash                                                        | 553                                                           | 1,16 %                                                        |
| 6°                                                            | Piura                                                         | 504                                                           | 1,06 %                                                        |
| 7°                                                            | Ica                                                           | 496                                                           | 1,04 %                                                        |
| 8°                                                            | Lambayeque                                                    | 453                                                           | 0,95 %                                                        |
| 9°                                                            | Junín                                                         | 261                                                           | 0,54 %                                                        |
| 10°                                                           | Cusco                                                         | 232                                                           | 0,48 %                                                        |
| 11°                                                           | Tacna                                                         | 179                                                           | 0,37 %                                                        |
| 12°                                                           | Tumbes                                                        | 179                                                           | 0,37 %                                                        |
| 13°                                                           | Cajamarca                                                     | 102                                                           | 0,21 %                                                        |
| 14°                                                           | San Martín                                                    | 98                                                            | 0,20 %                                                        |
| 15°                                                           | Moquegua                                                      | 84                                                            | 0,17 %                                                        |
| 16°                                                           | Huánuco                                                       | 81                                                            | 0,17 %                                                        |
| 17°                                                           | Apurímac                                                      | 60                                                            | 0,12 %                                                        |
| 18°                                                           | Ayacucho                                                      | 59                                                            | 0,12 %                                                        |
| 19°                                                           | Loreto                                                        | 45                                                            | 0,09 %                                                        |
| 20°                                                           | Ucayali                                                       | 45                                                            | 0,09 %                                                        |
| 21°                                                           | Puno                                                          | 44                                                            | 0,09 %                                                        |
| 22°                                                           | Amazonas                                                      | 26                                                            | 0,05 %                                                        |
| 23°                                                           | Pasco                                                         | 23                                                            | 0,04 %                                                        |
| 24°                                                           | Madre de Dios                                                 | 16                                                            | 0,03 %                                                        |
| 25°                                                           | Huancavelica                                                  | 3                                                             | 0,00 %                                                        |
| TOTAL VENEZOLANOS · EN Perú                                   | TOTAL VENEZOLANOS · EN Perú                                   | 47 481                                                        | 100 %                                                         |
| Fuente: Instituto Nacional de Estadística e Informática       |                                                               |                                                               |                                                               |

### Bolivia

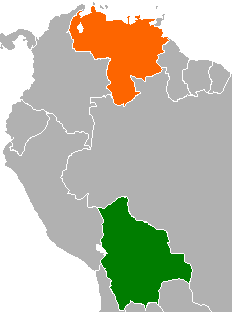
Inmigración venezolana en Bolivia

La inmigración venezolana en Bolivia es el movimiento migratorio desde la República Bolivariana de Venezuela hacia el Estado Plurinacional de Bolivia. Para el año 2020, alrededor de unos 20 000 venezolanos ya vivían en Bolivia según los datos proyectados por la Dirección Nacional de Migración (DIGEMIG).
| VENEZOLANOS VIVIENDO EN BOLIVIA (según los históricos censos bolivianos) | VENEZOLANOS VIVIENDO EN BOLIVIA (según los históricos censos bolivianos) | VENEZOLANOS VIVIENDO EN BOLIVIA (según los históricos censos bolivianos) | VENEZOLANOS VIVIENDO EN BOLIVIA (según los históricos censos bolivianos) | VENEZOLANOS VIVIENDO EN BOLIVIA (según los históricos censos bolivianos) |
| Año                                                                      | Venezolanos en Bolivia                                                   | Variación Intercensal                                                    | Censo de población                                                       | Ref.                                                                     |
| ------------------------------------------------------------------------ | ------------------------------------------------------------------------ | ------------------------------------------------------------------------ | ------------------------------------------------------------------------ | ------------------------------------------------------------------------ |
| 1950                                                                     | 14 venezolanos                                                           | Sin cambios                                                              | Censo boliviano de 1950                                                  | [ 201 ]                                                                  |
| 1976                                                                     | 144 venezolanos                                                          | + 928 %                                                                  | Censo boliviano de 1976                                                  | [ 202 ]                                                                  |
| 1992                                                                     | 300 venezolanos                                                          | + 108 %                                                                  | Censo boliviano de 1992                                                  |                                                                          |
| 2001                                                                     | 433 venezolanos                                                          | + 44,3 %                                                                 | Censo boliviano de 2001                                                  |                                                                          |
| 2012                                                                     | 596 venezolanos                                                          | + 37,6 %                                                                 | Censo boliviano de 2012                                                  |                                                                          |
| 2024                                                                     | Resultados Ago/2025                                                      | Sin cambios                                                              | Censo boliviano de 2024                                                  |                                                                          |

| VENEZOLANOS VIVIENDO EN BOLIVIA (Distribuidos por Departamentos) | VENEZOLANOS VIVIENDO EN BOLIVIA (Distribuidos por Departamentos) | VENEZOLANOS VIVIENDO EN BOLIVIA (Distribuidos por Departamentos) | VENEZOLANOS VIVIENDO EN BOLIVIA (Distribuidos por Departamentos) |
| N.º                                                              | Departamento                                                     | Censo 2012                                                       | Porcentaje del Total                                             |
| ---------------------------------------------------------------- | ---------------------------------------------------------------- | ---------------------------------------------------------------- | ---------------------------------------------------------------- |
| 1°                                                               | La Paz                                                           | 226                                                              | 37,91 %                                                          |
| 2°                                                               | Santa Cruz                                                       | 228                                                              | 38,25 %                                                          |
| 3°                                                               | Cochabamba                                                       | 86                                                               | 14,42 %                                                          |
| 4°                                                               | Tarija                                                           | 27                                                               | 4,53 %                                                           |
| 5°                                                               | Chuquisaca                                                       | 12                                                               | 2,01 %                                                           |
| 6°                                                               | Beni                                                             | 10                                                               | 1,67 %                                                           |
| 7°                                                               | Oruro                                                            | 4                                                                | 0,67 %                                                           |
| 8°                                                               | Pando                                                            | 3                                                                | 0,50 %                                                           |
| 9°                                                               | Potosí                                                           | 0                                                                | 0,00 %                                                           |
| TOTAL VENEZOLANOS · EN Bolivia                                   | TOTAL VENEZOLANOS · EN Bolivia                                   | 596                                                              | 100 %                                                            |
| Fuente: Instituto Nacional de Estadística (INE)                  |                                                                  |                                                                  |                                                                  |

### Brasil

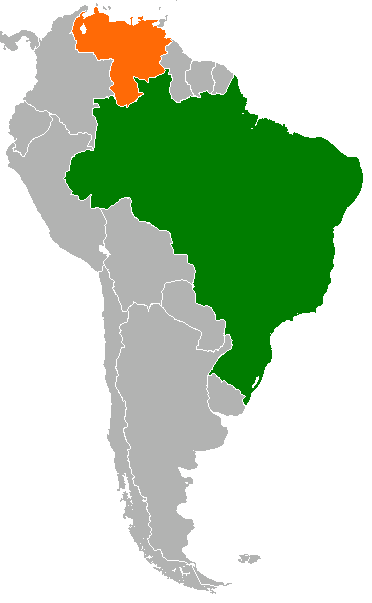
Inmigración venezolana en Brasil.

A medida que las condiciones socioeconómicas empeoraron, muchos venezolanos emigraron al vecino Brasil. Decenas de miles de refugiados viajaron a través de la cuenca del Amazonas en busca de una vida mejor, algunos viajando a pie y pagando más de $1,000 para ser introducidos de contrabando a las ciudades más grandes. El gobierno brasileño incrementó su presencia militar en la frontera para asistir a los refugiados en sus carreteras y ríos. Más de 70,000 refugiados ingresaron al estado fronterizo de Roraima en el norte de Brasil a fines de 2016, sobrecargando los recursos locales. Cientos de niños de Venezuela están inscritos en escuelas cerca de la frontera Brasil-Venezuela, y alrededor de 800 venezolanos ingresaron a Brasil diariamente para 2018.
El 7 de agosto de 2018, el gobierno regional solicitó que el Tribunal Supremo Federal de Brasil cerrara la frontera. Sin embargo, el mismo día, el Tribunal Supremo Federal negó la solicitud basándose en fundamentos constitucionales.
El Ejército Brasileño lanzó en febrero de 2018 la Operação Acolhida, con el objetivo de proteger a los venezolanos que cruzan la frontera, proporcionando ayuda humanitaria a los inmigrantes en situaciones vulnerables.

#### Crisis Humanitaria Yanomami
Los Yanomami, una tribu indígena que reside en la región del Amazonas que se encuentra entre Brasil y Venezuela, han enfrentado una grave crisis humanitaria en los últimos años. En el lado brasileño, más de 570 niños Yanomami han fallecido en menos de cuatro años debido a problemas de salud como desnutrición y malaria. Esta comunidad, que ha residido en esta región durante generaciones, atribuye en parte su sufrimiento a la invasión de más de 20 000 mineros ilegales desde 2019.
Simultáneamente, la crisis política y económica de Venezuela ha amplificado el flujo migratorio hacia Brasil, trayendo desafíos adicionales para los aproximadamente 20 000 Yanomami que viven en territorio venezolano. Muchos, buscando refugio y mejores condiciones de vida, terminan trasladándose al lado brasileño. La escasez de alimentos y la falta de servicios de salud afligen a la comunidad indígena tanto en Venezuela como en Brasil.
En enero de 2023, la situación en Brasil atrajo la atención internacional. El presidente Luiz Inácio Lula da Silva acusó a su predecesor, Jair Bolsonaro, de cometer genocidio contra los Yanomami. Esta grave acusación surgió después de la alarmante cifra de niños menores de cinco años fallecidos dentro de la comunidad. En respuesta, Lula declaró un estado de emergencia sanitaria, y el Tribunal Supremo Federal (STF) de Brasil ordenó una investigación contra Bolsonaro. En palabras de Lula, compartidas en sus redes sociales: "Más que una crisis humanitaria, lo que presencié en Roraima fue un genocidio, un crimen premeditado contra los Yanomami, perpetrado por un gobierno indiferente al sufrimiento del pueblo brasileño.".
Imágenes difundidas por la prensa internacional muestran vivamente la gravedad de la situación: niños Yanomami con vientres hinchados y piel pegada a las costillas, revelando el hambre y el estado crítico de salud de la población.
Buscando apoyo internacional, Darío Kopenawa, un líder Yanomami de Brasil, visitó la sede de la Organización de Estados Americanos (OEA) en Estados Unidos en febrero de 2023. Su testimonio fue contundente sobre la alarmante situación durante el mandato de Bolsonaro: "Hemos estado discutiendo la situación de nuestro pueblo durante muchos años. Sobre los problemas con los invasores [mineros ilegales]. La violencia está en aumento, así como los abusos sexuales en tierras Yanomami. Prostitución, alcoholismo y amenazas de mineros son comunes. Sufrimos todo esto intensamente en los últimos cuatro años bajo el gobierno de Bolsonaro. Él no nos protegió.".
Este escenario resalta la vulnerabilidad de las comunidades indígenas frente a los intereses económicos y políticos, así como las repercusiones de la migración venezolana, subrayando la urgente necesidad de medidas para proteger sus derechos y su forma de vida.
| VENEZOLANOS VIVIENDO EN BRASIL (Distribuidos por Estados) | VENEZOLANOS VIVIENDO EN BRASIL (Distribuidos por Estados) | VENEZOLANOS VIVIENDO EN BRASIL (Distribuidos por Estados) | VENEZOLANOS VIVIENDO EN BRASIL (Distribuidos por Estados) |
| N.º                                                       | Estado Federativo                                         | Registro 2024                                             | Porcentaje del Total                                      |
| --------------------------------------------------------- | --------------------------------------------------------- | --------------------------------------------------------- | --------------------------------------------------------- |
| 1°                                                        | Roraima                                                   | 254 817                                                   | 45,33 %                                                   |
| 2°                                                        | Amazonas                                                  | 86 964                                                    | 15,47 %                                                   |
| 3°                                                        | Santa Catarina                                            | 48 884                                                    | 8,70 %                                                    |
| 4°                                                        | Paraná                                                    | 43 059                                                    | 7,66 %                                                    |
| 5°                                                        | São Paulo                                                 | 34 580                                                    | 6,15 %                                                    |
| 6°                                                        | Río Grande del Sur                                        | 27 380                                                    | 4,87 %                                                    |
| 7°                                                        | Mato Grosso                                               | 10 149                                                    | 1,80 %                                                    |
| 8°                                                        | Mato Grosso del Sur                                       | 9 738                                                     | 1,73 %                                                    |
| 9°                                                        | Minas Gerais                                              | 9 387                                                     | 1,67 %                                                    |
| 10°                                                       | Río de Janeiro                                            | 7 068                                                     | 1,26 %                                                    |
| 11°                                                       | Goiás                                                     | 5 634                                                     | 1,00 %                                                    |
| 12°                                                       | Rondonia                                                  | 5 262                                                     | 0,94 %                                                    |
| 13°                                                       | Distrito Federal                                          | 4 665                                                     | 0,83 %                                                    |
| 14°                                                       | Pará                                                      | 3 059                                                     | 0,54 %                                                    |
| 15°                                                       | Bahía                                                     | 2 264                                                     | 0,40 %                                                    |
| 16°                                                       | Pernambuco                                                | 1 856                                                     | 0,33 %                                                    |
| 17°                                                       | Ceará                                                     | 1 531                                                     | 0,27 %                                                    |
| 18°                                                       | Paraíba                                                   | 1 112                                                     | 0,20 %                                                    |
| 19°                                                       | Espírito Santo                                            | 961                                                       | 0,17 %                                                    |
| 20°                                                       | Acre                                                      | 691                                                       | 0,12 %                                                    |
| 21°                                                       | Maranhão                                                  | 663                                                       | 0,12 %                                                    |
| 22°                                                       | Río Grande del Norte                                      | 662                                                       | 0,12 %                                                    |
| 23°                                                       | Piauí                                                     | 516                                                       | 0,09 %                                                    |
| 24°                                                       | Sergipe                                                   | 280                                                       | 0,05 %                                                    |
| 25°                                                       | Tocantins                                                 | 251                                                       | 0,04 %                                                    |
| 26°                                                       | Alagoas                                                   | 248                                                       | 0,04 %                                                    |
| 27°                                                       | Amapá                                                     | 151                                                       | 0,03 %                                                    |
| TOTAL VENEZOLANOS · EN Brasil                             | TOTAL VENEZOLANOS · EN Brasil                             | 562 148                                                   | 100 %                                                     |
| Fuente: Ministerio de Justicia del Brasil                 |                                                           |                                                           |                                                           |

### Chile

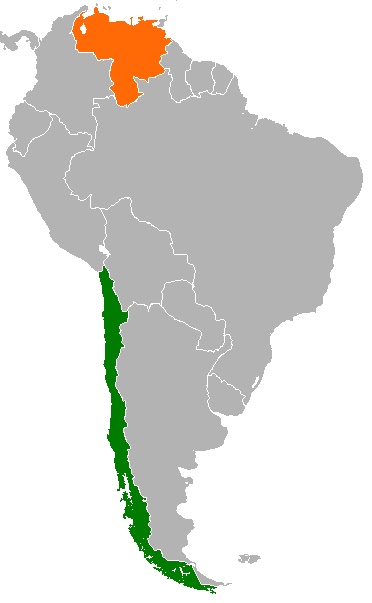
Inmigración venezolana en Chile

Entre 2015 y 2017, la emigración venezolana a Chile aumentó en un 1.388 por ciento. En 2016, los venezolanos emigraron a Chile debido a su economía estable y su política de inmigración sencilla. Según el Departamento Chileno para Extranjeros y Migración, el número de visados chilenos para venezolanos pasó de 758 en 2011 a 8.381 en 2016; el 90 por ciento eran visas de trabajo para venezolanos entre 20 y 35 años de edad. Dado que el viaje internacional por aire es difícil (especialmente debido al valor del bolívar venezolano), muchos venezolanos deben viajar por tierra a través de terrenos peligrosos para llegar a Chile. Al llegar, deben comenzar una nueva vida. Según el secretario ejecutivo del Instituto Católico de Migración de Chile, Delio Cubides, la mayoría de los inmigrantes venezolanos "son contables, ingenieros, profesores, en su mayoría muy bien educados", pero aceptan trabajos mal remunerados para cumplir con los requisitos de visa y permanecer en el país.
Un informe de 2021 del Instituto Nacional de Estadísticas de Chile estima que para diciembre de 2020 aproximadamente 448.800 venezolanos viven en el país, o el 30,7 por ciento de la población inmigrante de Chile. Esto representa un aumento del 34 por ciento en comparación con 2018, cuando 288.940 venezolanos vivían en Chile.
| Venezolanos viviendo en Chile | Venezolanos viviendo en Chile | Venezolanos viviendo en Chile | Venezolanos viviendo en Chile | Venezolanos viviendo en Chile |
| Año                           | Venezolanos en Chile          | Crecimiento Intercensal       | Censo de población            | Ref.                          |
| ----------------------------- | ----------------------------- | ----------------------------- | ----------------------------- | ----------------------------- |
| 1960                          | 411 venezolanos               | Sin cambios                   | Censo chileno de 1960         | [ 214 ]                       |
| 1970                          | 204 venezolanos               | - 50,3 %                      | Censo chileno de 1970         | [ 215 ]                       |
| 1982                          | 942 venezolanos               | + 361 %                       | Censo chileno de 1982         | [ 216 ]                       |
| 1992                          | 2 397 venezolanos             | + 154 %                       | Censo chileno de 1992         | [ 217 ]                       |
| 2002                          | 4 338 venezolanos             | + 80,9 %                      | Censo chileno de 2002         | [ 218 ]                       |
| 2012                          | 10 200 venezolanos            | + 135 %                       | Censo chileno de 2012         | [ 219 ]                       |
| 2017                          | 82 998 venezolanos            | + 713 %                       | Censo chileno de 2017         | [ 220 ]                       |
| 2024                          | 669 408 venezolanos           | + 706 %                       | Censo chileno de 2024         | [ 221 ]                       |

| Cantidad de Venezolanos viviendo en Chile distribuidos por Regiones según el censo chileno de población de 2024 | Cantidad de Venezolanos viviendo en Chile distribuidos por Regiones según el censo chileno de población de 2024 | Cantidad de Venezolanos viviendo en Chile distribuidos por Regiones según el censo chileno de población de 2024 | Cantidad de Venezolanos viviendo en Chile distribuidos por Regiones según el censo chileno de población de 2024 |
| N.º | Región | Censo 2024 | Porcentaje del Total                                                                                            |
| --- | --- | --- | --- |
| 1° | Metropolitana de Santiago                                                                                       | 441 568 | 65,96 % |
| 2° | Valparaíso | 48 835 | 7,30 % |
| 3° | Biobío | 29 851 | 4,46 % |
| 4° | O'Higgins | 24 365 | 3,64 % |
| 5° | Maule | 23 940 | 3,58 % |
| 6° | Coquimbo | 20 215 | 3,02 % |
| 7° | Los Lagos | 19 473 | 2,91 % |
| 8° | Antofagasta | 16 100 | 2,40 % |
| 9° | Tarapacá | 11 262 | 1,68 % |
| 10° | Araucanía | 7 737 | 1,16 % |
| 11° | Arica y Parinacota                                                                                              | 6 607 | 0,99 % |
| 12° | Atacama | 6 523 | 0,97 % |
| 13° | Ñuble | 5 813 | 0,87 % |
| 14° | Magallanes y la Antártica                                                                                       | 3 380 | 0,50 % |
| 15° | Los Ríos | 2 666 | 0,40 % |
| 16° | Aysén | 1 073 | 0,16 % |
| TOTAL VENEZOLANOS · EN Chile                                                                                    | TOTAL VENEZOLANOS · EN Chile                                                                                    | 669 408 | 100 % |
| Fuente: Instituto Nacional de Estadísticas (INE) y Departamento de Extranjería y Migración (DEM)                | | | |

### Argentina

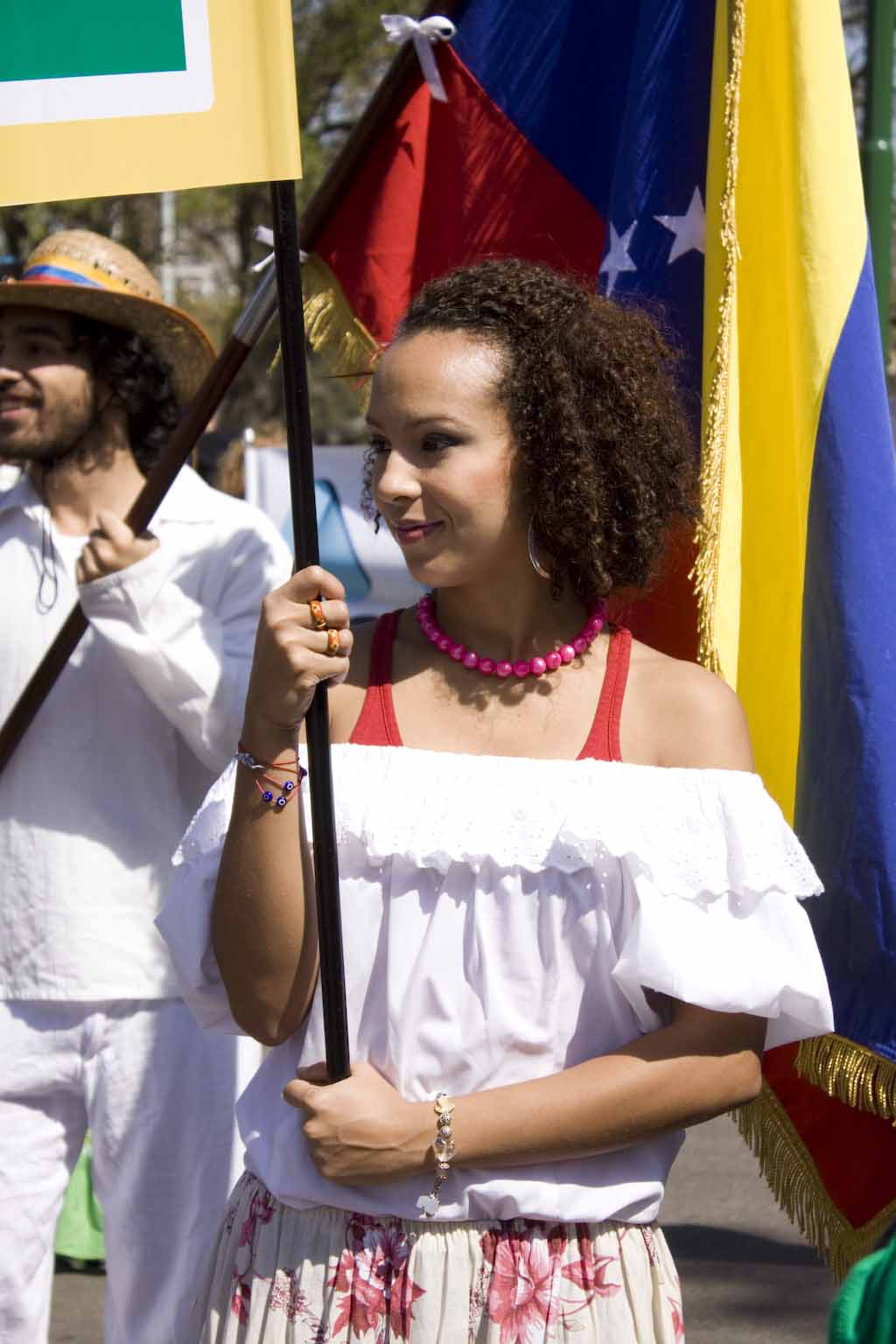
Celebrando el Día del Inmigrante en Buenos Aires

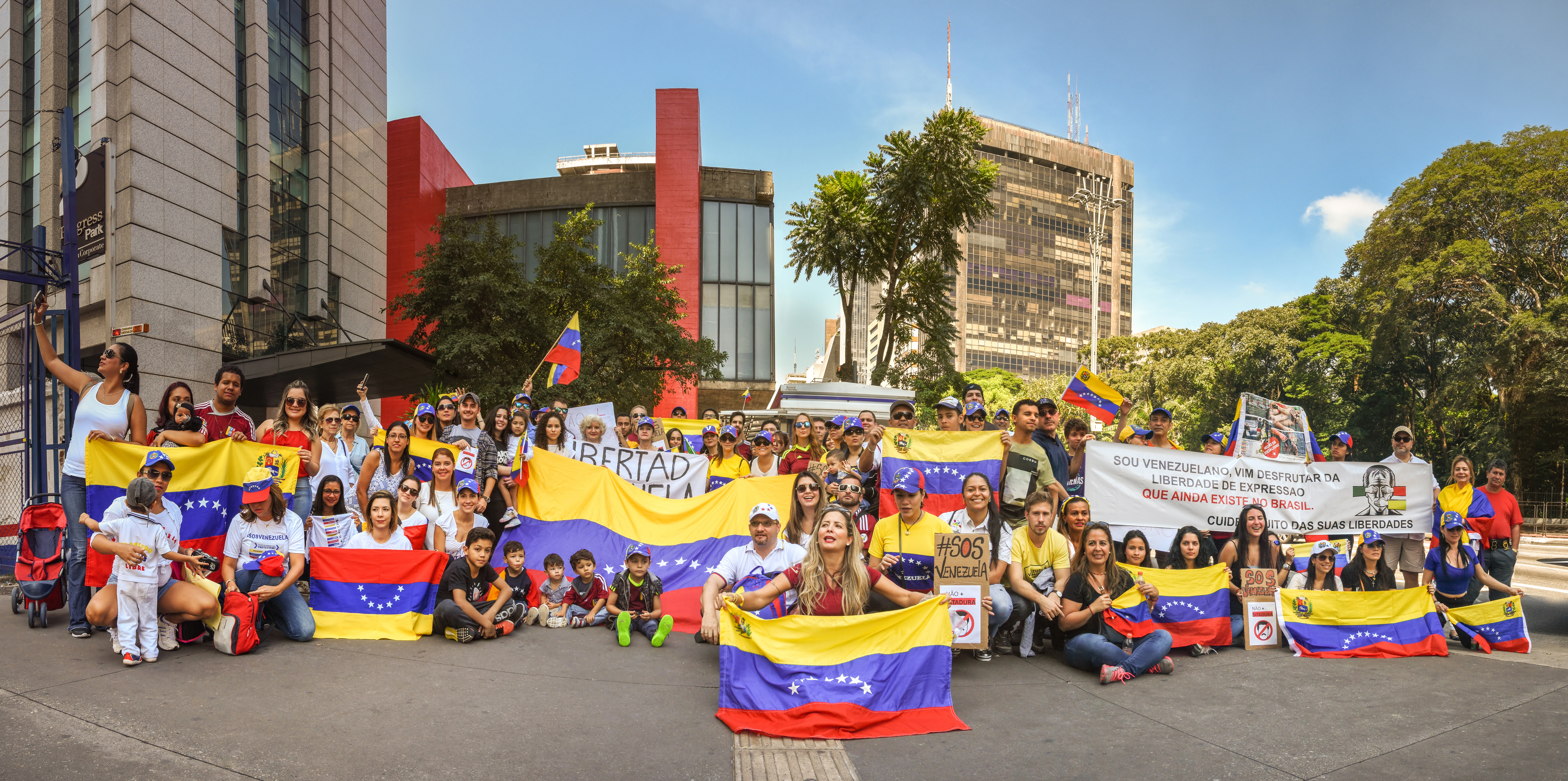
Venezolanos en una protesta contra la Revolución Bolivariana en São Paulo, Brasil

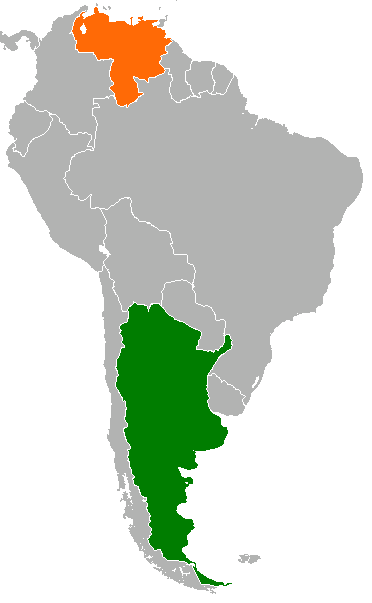
Inmigración venezolana en Argentina

La inmigración venezolana ha aumentado significativamente desde 2005, pasando de 148 personas anualmente a 12,859 en 2016. Más de 15,000 venezolanos emigraron a Argentina desde 2004 hasta 2014, de los cuales 4,781 han obtenido la residencia permanente. El número de inmigrantes venezolanos aumentó un 500% desde 2014 a 2016, a 600 por semana. Entre 2014 y mediados de 2017, 38,540 venezolanos presentaron solicitudes de residencia en Argentina.
Los venezolanos que emigran a Argentina enfrentan varios obstáculos, como el costo del pasaje aéreo, debido a la distancia entre los países en comparación con la de los vecinos Colombia y Brasil. Atraídos por mejores condiciones de vida, muchos se arriesgan a hacer el viaje por tierra; Marjorie Campos, una mujer venezolana que estaba embarazada de ocho meses, viajó en autobús durante 11 días a través de Colombia, Ecuador, Perú y Chile para llegar a la ciudad argentina de Córdoba.
Desde el año 2023, muchos venezolanos han optado por acceder a la nacionalidad argentina y jurar bandera debido a que ven cada vez más lejana la posibilidad de regularización económica y social de su país de origen al tiempo que hay formado familias con nacionales argentinos.
| VENEZOLANOS VIVIENDO EN ARGENTINA (según los históricos censos argentinos) | VENEZOLANOS VIVIENDO EN ARGENTINA (según los históricos censos argentinos) | VENEZOLANOS VIVIENDO EN ARGENTINA (según los históricos censos argentinos) | VENEZOLANOS VIVIENDO EN ARGENTINA (según los históricos censos argentinos) | VENEZOLANOS VIVIENDO EN ARGENTINA (según los históricos censos argentinos) |
| Año                                                                        | Venezolanos en Argentina                                                   | Crecimiento Intercensal                                                    | Censo de población                                                         | Ref.                                                                       |
| -------------------------------------------------------------------------- | -------------------------------------------------------------------------- | -------------------------------------------------------------------------- | -------------------------------------------------------------------------- | -------------------------------------------------------------------------- |
| 1991                                                                       | 1 934 venezolanos                                                          | Sin cambios                                                                | Censo argentino de 1991                                                    | [ 225 ]                                                                    |
| 2001                                                                       | 2 774 venezolanos                                                          | + 43,4 %                                                                   | Censo argentino de 2001                                                    | [ 226 ]                                                                    |
| 2010                                                                       | 6 379 venezolanos                                                          | + 130 %                                                                    | Censo argentino de 2010                                                    | [ 227 ]                                                                    |
| 2022                                                                       | 161 495 venezolanos                                                        | + 2400 %                                                                   | Censo argentino de 2022                                                    | [ 227 ]                                                                    |

| VENEZOLANOS VIVIENDO EN ARGENTINA (Distribuidos por Provincias) | VENEZOLANOS VIVIENDO EN ARGENTINA (Distribuidos por Provincias) | VENEZOLANOS VIVIENDO EN ARGENTINA (Distribuidos por Provincias) | VENEZOLANOS VIVIENDO EN ARGENTINA (Distribuidos por Provincias) |
| N.º                                                             | Provincia                                                       | Censo 2022                                                      | Porcentaje del Total                                            |
| --------------------------------------------------------------- | --------------------------------------------------------------- | --------------------------------------------------------------- | --------------------------------------------------------------- |
| 1°                                                              | Ciudad de Buenos Aires                                          | 84 834                                                          | 52,53 %                                                         |
| 2°                                                              | Buenos Aires                                                    | 52 439                                                          | 32,47 %                                                         |
| 3°                                                              | Córdoba                                                         | 7 235                                                           | 4,48 %                                                          |
| 4°                                                              | Neuquén                                                         | 4 104                                                           | 2,54 %                                                          |
| 5°                                                              | Santa Fe                                                        | 2 906                                                           | 1,79 %                                                          |
| 6°                                                              | Mendoza                                                         | 2 703                                                           | 1,67 %                                                          |
| 7°                                                              | Río Negro                                                       | 1 187                                                           | 0,73 %                                                          |
| 8°                                                              | Chubut                                                          | 959                                                             | 0,59 %                                                          |
| 9°                                                              | Tucumán                                                         | 653                                                             | 0,40 %                                                          |
| 10°                                                             | Entre Ríos                                                      | 588                                                             | 0,36 %                                                          |
| 11°                                                             | Salta                                                           | 548                                                             | 0,34 %                                                          |
| 12°                                                             | San Luis                                                        | 406                                                             | 0,25 %                                                          |
| 13°                                                             | San Juan                                                        | 404                                                             | 0,25 %                                                          |
| 14°                                                             | Santa Cruz                                                      | 383                                                             | 0,23 %                                                          |
| 15°                                                             | Corrientes                                                      | 365                                                             | 0,22 %                                                          |
| 16°                                                             | Misiones                                                        | 359                                                             | 0,22 %                                                          |
| 17°                                                             | Jujuy                                                           | 339                                                             | 0,20 %                                                          |
| 18°                                                             | La Pampa                                                        | 268                                                             | 0,16 %                                                          |
| 19°                                                             | Santiago del Estero                                             | 211                                                             | 0,13 %                                                          |
| 20°                                                             | Tierra del Fuego                                                | 178                                                             | 0,11 %                                                          |
| 21°                                                             | Chaco                                                           | 176                                                             | 0,10 %                                                          |
| 22°                                                             | Catamarca                                                       | 91                                                              | 0,05 %                                                          |
| 23°                                                             | La Rioja                                                        | 87                                                              | 0,05 %                                                          |
| 24°                                                             | Formosa                                                         | 72                                                              | 0,04 %                                                          |
| TOTAL VENEZOLANOS EN Argentina                                  | TOTAL VENEZOLANOS EN Argentina                                  | 161 495                                                         | 100 %                                                           |
| Fuente: Instituto Nacional de Estadística y Censos de Argentina |                                                                 |                                                                 |                                                                 |

## Inmigración venezolana en Centroamérica y el Caribe

### Costa Rica
El número de solicitantes de asilo venezolano en el país aumentó de solo 200 en 2015 a 1,423 en 2016, llegando a 2,600 en 2017; este ha sido un tema que se discutió conjuntamente por los gobiernos de Costa Rica y Panamá en una cumbre bilateral. Del total de 6,337 solicitudes de refugio en el país en 2017, el 50% eran de venezolanos.

### Trinidad y Tobago
Se estima que hay más de 70,000 ciudadanos venezolanos residiendo en Trinidad y Tobago, mientras que 16,523 han regularizado oficialmente su estado migratorio. Los venezolanos han emigrado históricamente, tanto legal como ilegalmente, a Trinidad y Tobago debido a la economía relativamente estable del país, el acceso a dólares estadounidenses, y la cercanía con el este de Venezuela. Existen rutas de transporte legales tanto por aire como por mar: vuelos directos a las islas salen de las ciudades venezolanas de Maturín, Caracas e Isla Margarita, y hay un servicio de ferry desde el pueblo venezolano Guiria y la ciudad de Chaguaramas en Trinidad, o desde el pueblo venezolano de Tucupita a Cedros en Trinidad. También existen rutas ilegales entre la costa este de Venezuela y el Golfo de Paria. Unos 14,000 venezolanos ingresaron a Trinidad y Tobago entre el 1 de enero y el 10 de mayo de 2016, con un 43 por ciento supuestamente excediendo la duración de sus visas. Los venezolanos que permanecen a menudo buscan empleo en la isla.
Después de ser rechazados y devueltos al mar abierto el 13 de diciembre de 2020, balsas venezolanas que huían de la crisis económica naufragaron en la frontera marítima cuando regresaban de Trinidad y Tobago al estado Sucre, Venezuela. Al menos 32 de los 33 venezolanos que se ahogaron fueron identificados, cuatro de ellos eran menores.
La Fuerza de Defensa de Trinidad y Tobago ha reportado el aumento del tráfico ilegal de drogas y armas entre Trinidad y Tobago y Venezuela.

## Inmigración venezolana en Norteamérica

### México

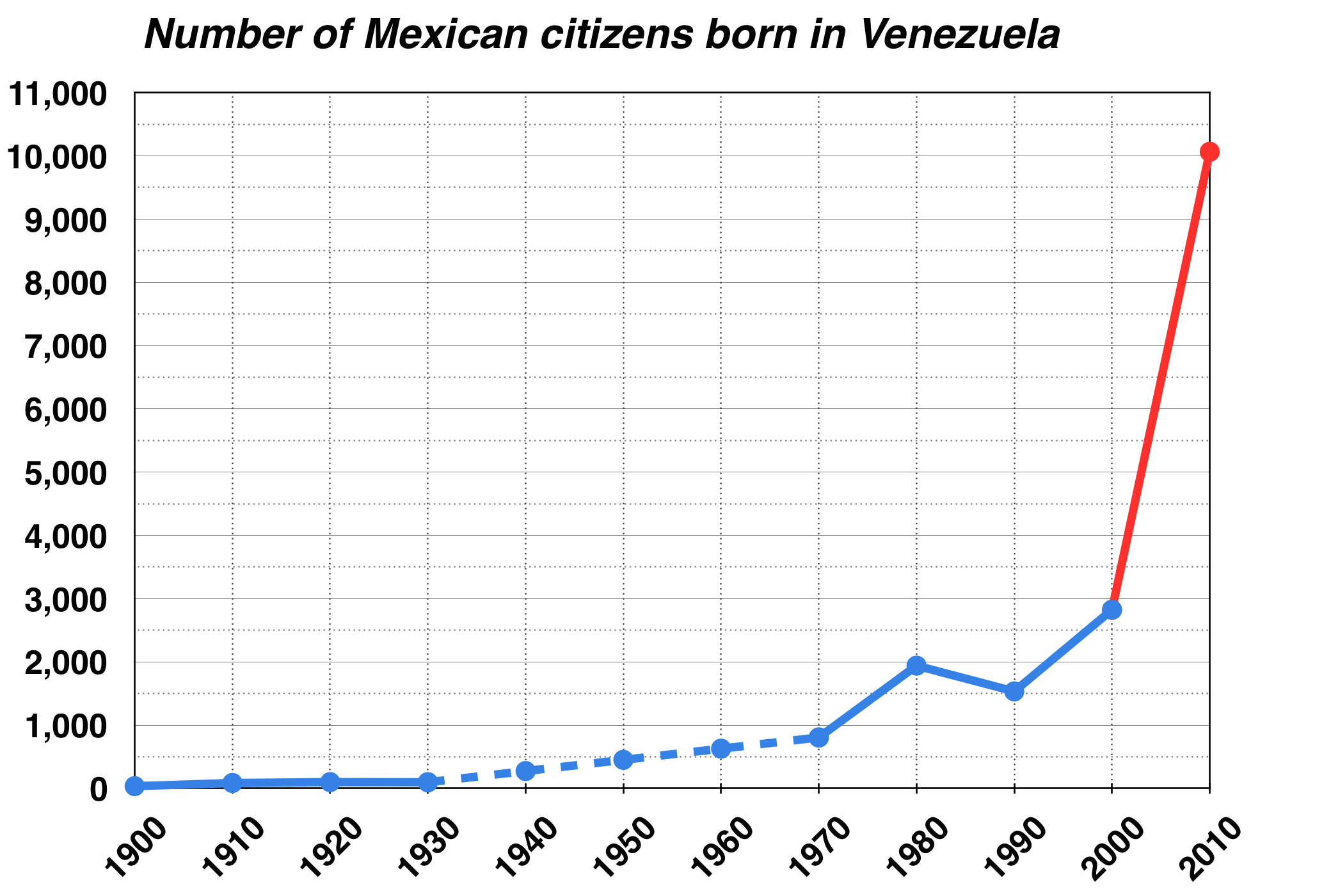
Línea discontinua representa datos simulados (Fuente: INEGI).

México ha sido un destino menos común para los migrantes venezolanos. A pesar de ser un país grande y con una economía estable, la distancia entre los dos países y el costo del pasaje aéreo han sido barreras para la mayoría de los venezolanos que buscan refugio en México. No obstante, la comunidad venezolana en México ha crecido de forma constante en los últimos años. Según el Instituto Nacional de Estadística y Geografía (INEGI), el número de mexicanos nacidos en Venezuela ha aumentado en más del 100 por ciento en los últimos 10 años. La mayoría de los venezolanos en México residen en la Ciudad de México, pero hay comunidades significativas en otras ciudades importantes como Monterrey y Guadalajara.
En 2019, se estimó que los refugiados venezolanos recién llegados a Aruba rondaban los 17,000, lo que representa aproximadamente el 15% de la población de la isla.
El 21 de agosto de 2020, según Human Rights Watch, se informó que los migrantes venezolanos detenidos en centros de detención de Aruba enfrentaban riesgos peligrosos de COVID-19. Varios medios de comunicación y organizaciones de derechos humanos han informado sobre malas condiciones, incluido el hacinamiento de celdas, violencia por parte de los guardias y falta de productos básicos de higiene para los migrantes venezolanos en detención.
| VENEZOLANOS VIVIENDO EN MÉXICO (según los históricos censos mexicanos) | VENEZOLANOS VIVIENDO EN MÉXICO (según los históricos censos mexicanos) | VENEZOLANOS VIVIENDO EN MÉXICO (según los históricos censos mexicanos) | VENEZOLANOS VIVIENDO EN MÉXICO (según los históricos censos mexicanos) | VENEZOLANOS VIVIENDO EN MÉXICO (según los históricos censos mexicanos) |
| Año                                                                    | Venezolanos en México                                                  | Crecimiento Intercensal                                                | Censo de población                                                     |                                                                        |
| ---------------------------------------------------------------------- | ---------------------------------------------------------------------- | ---------------------------------------------------------------------- | ---------------------------------------------------------------------- | ---------------------------------------------------------------------- |
| 1900                                                                   | 35 venezolanos                                                         | Sin cambios                                                            | Censo mexicano de 1900                                                 |                                                                        |
| 1910                                                                   | 85 venezolanos                                                         | + 142 %                                                                | Censo mexicano de 1910                                                 |                                                                        |
| 1921                                                                   | 99 venezolanos                                                         | + 16,4 %                                                               | Censo mexicano de 1921                                                 |                                                                        |
| 1930                                                                   | 97 venezolanos                                                         | - 2,0 %                                                                | Censo mexicano de 1930                                                 |                                                                        |
| 1970                                                                   | 805 venezolanos                                                        | + 729 %                                                                | Censo mexicano de 1970                                                 |                                                                        |
| 1980                                                                   | 1 940 venezolanos                                                      | + 140 %                                                                | Censo mexicano de 1980                                                 |                                                                        |
| 1990                                                                   | 1 533 venezolanos                                                      | + 20,9 %                                                               | Censo mexicano de 1990                                                 |                                                                        |
| 2000                                                                   | 2 823 venezolanos                                                      | + 84,1 %                                                               | Censo mexicano de 2000                                                 |                                                                        |
| 2010                                                                   | 10 067 venezolanos                                                     | + 256 %                                                                | Censo mexicano de 2010                                                 |                                                                        |
| 2020                                                                   | 52 948 venezolanos                                                     | + 425 %                                                                | Censo mexicano de 2020                                                 |                                                                        |

### Inmigración venezolana según entidad federativa

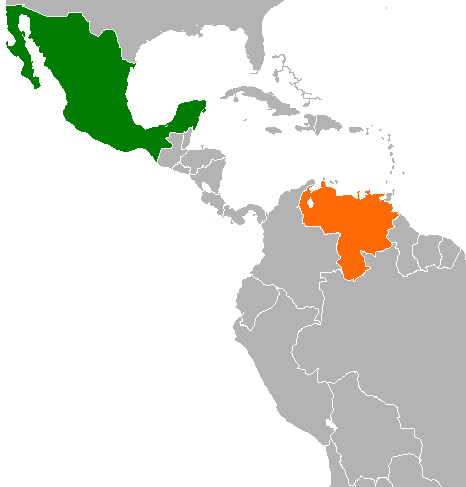
Inmigración venezolana en México

| VENEZOLANOS VIVIENDO EN MÉXICO (Distribuidos por Entidad Federativa) | VENEZOLANOS VIVIENDO EN MÉXICO (Distribuidos por Entidad Federativa) | VENEZOLANOS VIVIENDO EN MÉXICO (Distribuidos por Entidad Federativa) | VENEZOLANOS VIVIENDO EN MÉXICO (Distribuidos por Entidad Federativa) | VENEZOLANOS VIVIENDO EN MÉXICO (Distribuidos por Entidad Federativa) |
| N.º                                                                  | Entidad                                                              | Censo 2020                                                           | Porcentaje                                                           | Ref.                                                                 |
| -------------------------------------------------------------------- | -------------------------------------------------------------------- | -------------------------------------------------------------------- | -------------------------------------------------------------------- | -------------------------------------------------------------------- |
| 1°                                                                   | Ciudad de México                                                     | 14 912                                                               | 28,16 %                                                              | [ 246 ]                                                              |
| 2°                                                                   | Nuevo León                                                           | 5 982                                                                | 11,30 %                                                              | [ 247 ]                                                              |
| 3°                                                                   | Estado de México                                                     | 5 236                                                                | 9,89 %                                                               | [ 248 ]                                                              |
| 4°                                                                   | Quintana Roo                                                         | 4 164                                                                | 7,86 %                                                               | [ 249 ]                                                              |
| 5°                                                                   | Jalisco                                                              | 3 861                                                                | 7,29 %                                                               | [ 249 ]                                                              |
| 6°                                                                   | Querétaro                                                            | 3 201                                                                | 6,04 %                                                               | [ 250 ]                                                              |
| 7°                                                                   | Yucatán                                                              | 1 809                                                                | 3,42 %                                                               | [ 251 ]                                                              |
| 8°                                                                   | Puebla                                                               | 1 744                                                                | 3,29 %                                                               | [ 252 ]                                                              |
| 9°                                                                   | Tabasco                                                              | 1 683                                                                | 3,18 %                                                               | [ 253 ]                                                              |
| 10°                                                                  | Baja California                                                      | 1 302                                                                | 2,45 %                                                               | [ 249 ]                                                              |
| 11°                                                                  | Guanajuato                                                           | 1 057                                                                | 1,99 %                                                               | [ 249 ]                                                              |
| 12°                                                                  | Veracruz                                                             | 919                                                                  | 1,73 %                                                               | [ 254 ]                                                              |
| 13°                                                                  | Campeche                                                             | 709                                                                  | 1,34 %                                                               | [ 255 ]                                                              |
| 14°                                                                  | Tamaulipas                                                           | 666                                                                  | 1,25 %                                                               | [ 249 ]                                                              |
| 15°                                                                  | Coahuila                                                             | 660                                                                  | 1,24 %                                                               | [ 249 ]                                                              |
| 16°                                                                  | Hidalgo                                                              | 560                                                                  | 1,06 %                                                               | [ 256 ]                                                              |
| 17°                                                                  | Chihuahua                                                            | 546                                                                  | 1,03 %                                                               | [ 249 ]                                                              |
| 18°                                                                  | San Luis Potosí                                                      | 496                                                                  | 0,93 %                                                               | [ 249 ]                                                              |
| 19°                                                                  | Morelos                                                              | 483                                                                  | 0,91 %                                                               | [ 257 ]                                                              |
| 20°                                                                  | Sonora                                                               | 442                                                                  | 0,83 %                                                               | [ 249 ]                                                              |
| 21°                                                                  | Aguascalientes                                                       | 426                                                                  | 0,80 %                                                               | [ 258 ]                                                              |
| 22°                                                                  | Michoacán                                                            | 422                                                                  | 0,79 %                                                               | [ 259 ]                                                              |
| 23°                                                                  | Sinaloa                                                              | 328                                                                  | 0,61 %                                                               | [ 249 ]                                                              |
| 24°                                                                  | Baja California Sur                                                  | 305                                                                  | 0,58 %                                                               | [ 260 ]                                                              |
| 25°                                                                  | Nayarit                                                              | 201                                                                  | 0,37 %                                                               | [ 249 ]                                                              |
| 26°                                                                  | Chiapas                                                              | 198                                                                  | 0,37 %                                                               | [ 249 ]                                                              |
| 27°                                                                  | Colima                                                               | 146                                                                  | 0,27 %                                                               | [ 261 ]                                                              |
| 28°                                                                  | Durango                                                              | 112                                                                  | 0,21 %                                                               | [ 249 ]                                                              |
| 29°                                                                  | Guerrero                                                             | 104                                                                  | 0,19 %                                                               | [ 249 ]                                                              |
| 30°                                                                  | Oaxaca                                                               | 100                                                                  | 0,18 %                                                               | [ 249 ]                                                              |
| 31°                                                                  | Tlaxcala                                                             | 97                                                                   | 0,18 %                                                               | [ 249 ]                                                              |
| 32°                                                                  | Zacatecas                                                            | 77                                                                   | 0,14 %                                                               | [ 249 ]                                                              |
| TOTAL VENEZOLANOS · EN México                                        | TOTAL VENEZOLANOS · EN México                                        | 52 948                                                               | 100 %                                                                | [ 262 ]                                                              |
| Fuente: Instituto Nacional de Estadística y Geografía (INEGI)        |                                                                      |                                                                      |                                                                      |                                                                      |

### Estados Unidos

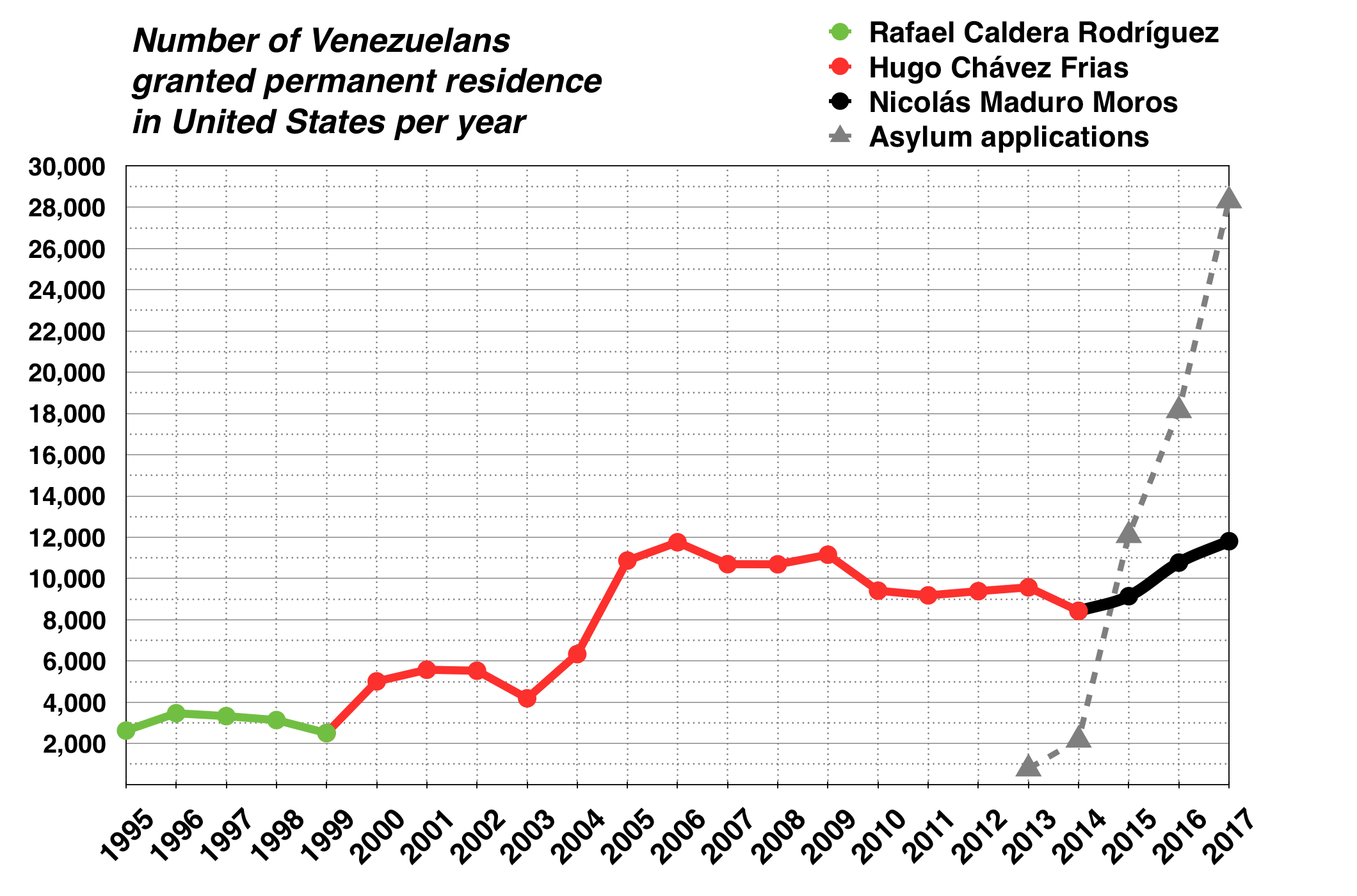
Número de venezolanos a quienes se les otorgó residencia permanente en Estados Unidos por año (por presidente venezolano), con solicitudes de asilo (según el Departamento de Seguridad Nacional de los Estados Unidos)

Estados Unidos es uno de los principales destinos para los emigrantes venezolanos. El número de residentes en EE. UU. que se identificaron como venezolanos aumentó en un 135 por ciento entre 2000 y 2010, de 91,507 a 215,023. En 2015, se estimó que alrededor de 260,000 venezolanos habían emigrado a Estados Unidos. Según el investigador Carlos Subero, "[l]a gran mayoría de los venezolanos que intentan migrar ingresan al país con una visa de turista o de negocios no inmigrante", las estadísticas muestran que 527,907 venezolanos permanecen en Estados Unidos con visas no inmigrantes. El Sistema Económico Latinoamericano y del Caribe (SELA) informó que en 2007, el 14 por ciento de los venezolanos de 25 años o más en Estados Unidos tenía un doctorado; por encima del promedio estadounidense del nueve por ciento.
La mayor comunidad de venezolanos en Estados Unidos vive en Florida del Sur. Entre los años 2000 y 2012, el número de residentes venezolanos legales en Florida aumentó de 91,500 a 259,000.
Antes de octubre de 2022, los venezolanos que buscaban asilo podían ingresar a Estados Unidos a través de fronteras terrestres y podían residir en Estados Unidos mientras se evaluaban sus casos. Sin embargo, alrededor del 12 de octubre de 2022, Estados Unidos anunció que los venezolanos que ingresaran "entre puertos de entrada, sin autorización, serán devueltos a México". Estados Unidos también anunció que los venezolanos que ingresaran de manera legal serían elegibles para un nuevo programa humanitario, si tienen un patrocinador en Estados Unidos. El nuevo programa tiene un límite de hasta 24,000 venezolanos.
Ha habido cierta confusión sobre el enfoque principal de este plan: si enfatiza los permisos humanitarios o las deportaciones. Aunque la oferta de permisos humanitarios es un desarrollo positivo, no debe desviar la atención de un problema más crítico: la nueva estrategia de la Casa Blanca para manejar la migración venezolana reafirma la controvertida política de deportación establecida durante la presidencia de Donald Trump. Esta política, respaldada por el Título 42, permite expulsiones rápidas sin la oportunidad de reclamar asilo. La administración Biden inicialmente intentó suspender esta norma en marzo, pero una decisión judicial mantuvo su aplicación. Ahora, en un movimiento contradictorio, la administración parece estar reforzando y expandiendo su uso.
Aunque la propuesta de proporcionar 24,000 permisos humanitarios es loable, es simplemente una gota en el océano. Ofrecer alternativas legales a los cruces fronterizos no autorizados puede ayudar a abordar la crisis fronteriza. Sin embargo, en el contexto más amplio de la estrategia de la administración, estos permisos parecen servir como una fachada para las medidas de deportación más severas.
Indudablemente, hay una crisis significativa en la frontera sur de EE. UU. En el año fiscal 2021, las autoridades fronterizas informaron 1.7 millones de aprehensiones, un número récord. La cifra de 2022 ya ha superado los 2.1 millones. Históricamente, la mayoría de las aprehensiones involucraban a individuos de México y los países del Triángulo Norte de Centroamérica: El Salvador, Guatemala y Honduras. Sin embargo, datos recientes indican un cambio con un aumento en el número de personas de Venezuela, Cuba y Nicaragua.
En agosto, las autoridades estadounidenses registraron más de 25,000 aprehensiones de venezolanos en la frontera, un aumento de cuatro veces en comparación con el mismo mes del año anterior. Por primera vez, los nacionales venezolanos ocuparon el segundo lugar en aprehensiones, solo detrás de México. Para septiembre, esta cifra aumentó a 33,000.
Para la administración Biden, este afluente de migrantes representa desafíos significativos. Para manejar la situación, la administración ha confiado en gran medida en la política del Título 42 heredada de Trump. Inicialmente invocado durante el inicio de la pandemia a principios de 2020, esta norma de salud permite la deportación inmediata de migrantes detenidos en la frontera sin procesar las solicitudes de asilo, citando la prevención de la propagación del COVID-19. Tanto Trump como Biden han utilizado esta norma para expulsar a migrantes más de 2.3 millones de veces.
Sin embargo, el Título 42 tiene limitaciones. Es efectivo solo si México acepta a los deportados. Bajo el acuerdo inicial, México aceptó solo a mexicanos y a nacionales de los países del Triángulo Norte. A medida que aumentó la migración desde Nicaragua, Venezuela y Cuba, EE. UU. enfrentó desafíos. Incapaz de expulsar a estos migrantes a México o a sus países de origen debido a tensiones diplomáticas, un gran porcentaje permaneció sin ser deportado, incentivando inadvertidamente a más individuos de estas naciones a viajar a la frontera. Como resultado, EE. UU. presionó a México para que aceptara deportados de Nicaragua, Cuba y Venezuela bajo el Título 42.
Dado este complejo contexto migratorio, el nuevo plan para proporcionar permisos a los venezolanos parece inadecuado. El número total de permisos ofrecidos es alarmantemente bajo, casi equivalente a las detenciones de venezolanos registradas solo en agosto. Para ilustrar esta disparidad, vale la pena señalar que Colombia ha otorgado un Estatus de Protección Temporal a 1.8 millones de venezolanos.
Además, el proceso de solicitud de permiso es restrictivo. Los solicitantes deben tener un patrocinador financiero en EE. UU., y aquellos que ingresaron ilegalmente a Panamá o México después del 12 de octubre no son elegibles. Esta última estipulación por sí sola descalifica a miles de refugiados y migrantes venezolanos que actualmente atraviesan la peligrosa selva del Darién entre Panamá y Colombia. Según el Departamento de Seguridad Nacional de EE. UU., aproximadamente 3,000 personas, en su mayoría venezolanos, llegan a Panamá a través del Darién todos los días.
La crisis migratoria venezolana es reconocida globalmente. Según el Alto Comisionado de las Naciones Unidas para los Refugiados, más de 7.3 millones de venezolanos han abandonado su país natal en 2023, convirtiéndolo en uno de los desplazamientos más significativos a nivel mundial. La ausencia de consulados venezolanos activos en EE. UU., debido a tensiones diplomáticas, ha complicado aún más la situación para los venezolanos que necesitan documentos oficiales.
En octubre de 2023, Ciudad Juárez ha experimentado un aumento en el número de migrantes, en particular de origen venezolano, que buscan cruzar hacia los Estados Unidos. Estos migrantes suelen entregarse a las autoridades estadounidenses en el punto conocido como Puerta 36.De acuerdo con la descripción de algunos migrantes, se utiliza una manta o un bulto de ropa para cubrir las cuchillas de la alambrada antes de cruzarla. En ocasiones, con herramientas como tenazas, se crea una abertura por la que pueden pasar. Una vez en territorio estadounidense, se dirigen a la patrulla fronteriza para ser detenidos. Este procedimiento fue compartido por Alejandro Cárdenas, un graduado en Arquitectura de la Universidad de Caracas, quien recibió la información de un familiar que cruzó anteriormente.
A lo largo de la frontera de Ciudad Juárez con El Paso, Texas, se ha observado la presencia de campamentos improvisados. Estos lugares han albergado a migrantes que esperan su oportunidad para cruzar. Sin embargo, debido al aumento de migrantes, las autoridades han reforzado la seguridad en la zona.Los registros indican que en el mes de septiembre, alrededor de 50,000 venezolanos ingresaron a EE. UU. sin la documentación adecuada. Este flujo ha aumentado desde que se levantó el Título 42, una medida que permitía la deportación inmediata por razones sanitarias implementada durante la pandemia.
Se ha señalado que el gobierno de EE. UU. ha otorgado permisos de trabajo a ciertos venezolanos y, debido a la ausencia de un tratado bilateral de deportación con Venezuela, aquellos detenidos en la frontera suelen ingresar a un proceso legal que podría durar hasta dos años. Sin embargo, se anunció recientemente un acuerdo con Caracas para iniciar deportaciones.En respuesta a la situación migratoria, el Gobierno de EE. UU. ha tomado medidas para reforzar la frontera. En mayo, se desplegaron más de 24,000 agentes y en septiembre se sumaron 800 agentes adicionales. También se anunciaron planes para acelerar las deportaciones y la construcción de una valla adicional en Texas.
El Gobierno de EE. UU. planea implementar medidas para gestionar el flujo migratorio, como políticas de cupos, acuerdos con países de origen y un sistema digital para solicitar asilo.

#### TPS para Venezolanos
La situación en Venezuela ha sido un punto focal de preocupación internacional debido a su prolongada crisis política, económica y humanitaria. Como resultado de esta inestabilidad, muchos venezolanos han buscado refugio en varios países, incluidos los Estados Unidos.
Resumen. Reconociendo las condiciones deterioradas en Venezuela, el gobierno de EE. UU. extendió el Temporary Protected Status (TPS) a los venezolanos. Esta designación permite a los nacionales venezolanos (y personas sin nacionalidad que residieron habitualmente por última vez en Venezuela) que ya están en Estados Unidos permanecer y trabajar legalmente durante un período especificado.
El valor de los permisos humanitarios se reduce aún más cuando se ve en el contexto de la política más amplia. Las deportaciones bajo el Título 42 significan que muchos solicitantes de asilo merecedores pierden su derecho a solicitar protección. Un número significativo de venezolanos califica para el asilo, una realidad que Biden reconoció el año pasado al designar a Venezuela para el Estatus de Protección Temporal (TPS). Sin embargo, la decisión de deportar rápidamente a los venezolanos es una violación de los derechos de asilo de una población que Biden reconoció como vulnerable y merecedora de protección a través del TPS.
El Departamento de Justicia de Biden continúa abogando por la suspensión del Título 42, una medida previamente bloqueada por los tribunales. Sin embargo, paradójicamente, la administración ha elegido hacer de esta norma la piedra angular de su nueva estrategia para controlar la migración venezolana. Cualquiera que sea la razón detrás de este cambio, el plan no solo impacta a los migrantes venezolanos sino también a países de tránsito como Panamá y Costa Rica, que carecen de recursos e infraestructura para manejar estas olas migratorias, y México, donde los albergues para migrantes en la frontera ya estaban sobrepasados antes del anuncio.
En lugar de implementar medidas "draconianas" para reducir los flujos migratorios, la administración Biden debería centrarse en expandir los caminos legales de migración y buscar formas de fortalecer y ampliar las protecciones para refugiados y migrantes. Como mínimo, no se deberían eliminar las protecciones existentes.
Eventos Clave:
- marzo 2021: La administración de Biden anunció la designación de TPS para Venezuela, esperando beneficiar a un estimado de 300,000 venezolanos que residen en EE. UU. La designación de TPS duraría 18 meses, permitiendo a los elegibles permanecer y trabajar legalmente en EE. UU. durante ese período.[276]
- julio 2022: El Departamento de Seguridad Nacional de EE. UU. (DHS) extendió el TPS para venezolanos. Esta extensión de 18 meses entró en vigencia el 10 de septiembre de 2022 y duraría hasta el 10 de marzo de 2024.[276]
- marzo 2023: Estados Unidos aportará 170 millones de dólares para los migrantes venezolanos a través de organizaciones sociales para asegurar que no lleguen a manos de la administración de Nicolás Maduro.[277]
- agosto de 2023: Un informe que la población de origen venezolano en Estados Unidos aumentó 592%, pasando de 95.000 en 2020 a 640.000 en 2021, de acuerdo con datos del Pew Research Center. El estado donde más venezolanos viven es Florida (47%), seguido de Texas con 15%, Georgia, Nueva York y Nueva Jersey con 4%, cada uno. Un dato que destaca es que entre los 640.000 venezolanos en Estados Unidos que este estudio contabiliza, 150.000 (24%) son nacidos en ese país y se identifica como de origen venezolano, otro dato curioso indica en cuanto a los rangos etarios de los venezolanos que viven en Estados Unidos, la mayoría de los nacidos en ese país tiene entre 5 y 17 años de edad (34%) seguidos de los que tiene entre 18 y 29 (21%). Mientras tanto, entre los venezolanos que migraron al país norteamericano, la mayoría tiene entre 40 y 49 años (23%), seguidos de los rangos entre 30 y 39 años y 50 y 64[278]
- septiembre 2023: La administración de Biden anunció un mayor apoyo para los venezolanos en EE. UU. ampliando la designación de TPS para medio millón de migrantes venezolanos que se encuentran en ese país.[279] Esta decisión buscaba proporcionar asistencia humanitaria y permitir que más venezolanos accedan a permisos de trabajo. El anuncio llegó en el contexto de un aumento en la migración venezolana a grandes ciudades, contribuyendo notablemente a la crisis de vivienda de migrantes en Nueva York. Este aumento en las llegadas tensó las relaciones entre el presidente Joe Biden y el alcalde de Nueva York, Eric Adams, quien criticó el manejo del gobierno federal de la crisis migratoria.[276][280] Alejandro Mayorkas anunció la concesión del Estatus de Protección Temporal (TPS) para unos 472.000 venezolanos que llegaron al país hasta el 31 de julio, incluyendo algunos de los que ignoraron sus severas advertencias y cruzaron la frontera de forma ilegal. El anuncio de esta semana sobre la protección para 472.000 venezolanos se sumó a los más de 242.000 que se benefician del TPS desde 2021 y 2022. En los 17 primeros días de septiembre se detuvo a 25.777 venezolanos, un 63 % más que en el mismo periodo del mes anterior. Entre ellos había algunos que podrían pasar legalmente para acudir a citas migratorias programadas, pero la inmensa mayoría eran cruces ilegales.[281] Aproximadamente 50.000 migrantes venezolanos cruzaron a Estados Unidos desde México el pasado mes de septiembre, «Las cifras son mayores que cualquier cosa que México aceptaría. No puedes deportarlos a Caracas, ni deberías hacerlo, porque muchas de estas personas correrían peligro».[282] Fe y Alegría Panamá elaboró un informe sobre el flujo migratorio a través del Tapón del Darién; al contabilizar en lo que va de 2023 unos 252 mil venezolanos; seguidos por 47.724 ecuatorianos.[283] En junio, 11.506 personas de esta nacionalidad fueron detenidas y en agosto esta cifra subió a 22 172. Las autoridades estadounidenses no podían, hasta ahora, deportar de su país a los venezolanos que no cumplieran con los requisitos para permanecer de manera legal en Estados Unidos. Panamá registró desde enero de este año 399.606 migrantes llegados a través de la selva del Darién, más de la mitad eran venezolanos.[284][285]

- octubre 2023: Iniciaran deportaciones, sin embargo el secretario de Seguridad Nacional estadounidense, Alejandro Mayorkas, afirmó este 5 de octubre un acuerdo con el gobierno de Caracas para reiniciar las deportaciones de connacionales venezolanos que ingresaron de manera ilícita al país caminando después del 31 de julio.[286] El 19 de octubre llega el primer avión desde Texas, EE UU con 131 venezolanos deportados de ese país. Nadie vio salir ni a un solo deportado del aeropuerto de Maiquetía. Cerca de las 8:00 de la noche un policía aseguró que todos seguían en migración.[287]

- noviembre 2023: El gobierno de EE UU destinará US$174 millones de dólares a ayuda humanitaria de migrantes venezolanos, a través de la Agencia de los Estados Unidos para el Desarrollo Internacional (USAID) y a otros distintos países donde se encuentran.[288]

- diciembre 2023: Venezuela registró 1.928 venezolanos repatriados mediante 15 vuelos durante, de los cuales 11 salieron desde Estados Unidos, dos salieron desde México, uno desde Chile y otro desde Islandia[289]

- 2024: El 8 de enero de 2024, el Instituto Nacional de Migración (INM) de Honduras registró el tránsito de 545 043 migrantes con dirección a Estados Unidos, en su mayoría de Venezuela. Desde enero de 2023 hasta el 31 de diciembre, 228 889 de migrantes eran de Venezuela, seguido de Cuba (85 969), Haití (82 249), Ecuador (46 086), Colombia (13 136).[290] El 25 de febrero en EE UU se detiene el proceso de deportaciones al no poder verificar la ciudadanía de los migrantes venezolanos en el consulado de Venezuela que están en cola para verificación diciendo que carecen de personal para ejecutar dicha labor.[291]

- enero 2025: el 29 de enero el presidente Donald Trump revoca la extensión del Estatus de Protección Temporal (TPS) otorgado el 10 enero pasado por Joe Biden por 18 meses a unos 350 mil venezolanos como una medida tipo político, fue confirmado por la secretaria de Seguridad Nacional, Kristi Noem.[292][293]

- febrero 2025: reinicia el programa de deportaciones, de venezolanos en total fueron recibidos 190 migrantes venezolanos deportados de Estados Unidos en esta primera jornada en dos vuelos de Conviasa.[294] El diputado Jorge Rodríguez afirmó que entre los deportados ninguno pertenece al tren de Aragua.[295] Venezuela después de recibir tres vuelos con cientos de deportados desde Estados Unidos, suspende el envóo de aviones de Conviasa, debido a que el mandatario estadounidense anunció hace una semana la suspensión de licencias petroleras. El gobierno de Trump alega que las autoridades venezolanas no habían tramitado con suficiente rapidez los operativos aéreos para deportados e incumplieron acuerdos políticos y electorales firmados en Barbados.[296]

- marzo 25: Maduro dice que suspende vuelos programados con deportados venezolanos de EE UU motivado a la suspensión de la licencia 41 a Chevron Corporation. Luego que en febrero, 366 venezolanos fueron repatriados desde Estados Unidos en tres vuelos. El 24 de febrero llegó a Caracas un vuelo con 242 deportados procedentes de México. Algunas operaciones sobre la salida de Chevron afectaba esos traslados, posteriormente confirmó que se volverían a poner en marcha pero finalmente esto no ocurrió, según Caracas, debido a mal clima.[297] Maduro afirmó que la decisión del Gobierno estadounidense de eliminar la Licencia General 41, emitida por el expresidente Joe Biden en noviembre de 2022, "ha dañado" las comunicaciones y los vuelos de deportación de venezolanos, que había acordado el régimen con EE UU.[298]

- mayo 2025: Llega vuelo con 183 repatriados de Estados Unidos a través de Honduras, con 157 hombres y 26 mujeres a bordo de una aeronave de la aerolínea Conviasa con un total de 18 vuelos han llegado de retorno 3,643 venezolanos desde que Donald Trump llegó al gobierno[299]

#### Yolexi Cubillan y la Situación Migratoria en Chicago
Yolexi Cubillan, una joven venezolana de 19 años, ejemplifica los desafíos burocráticos que enfrentan muchos migrantes en Chicago. Junto con su hijo recién nacido, Derick, intentó acceder a varios servicios ofrecidos por el Departamento de Servicios Humanos de Illinois, encontrando varios obstáculos en el camino. Nacido en Chicago, Derick es ciudadano estadounidense. Sin embargo, obtener su acta de nacimiento ha sido complicado debido a problemas con la documentación requerida por las autoridades locales. Yolexi carece de ciertos documentos que le permitirían tramitar el acta de nacimiento de su hijo, esencial para otros procedimientos como la solicitud de pasaporte o beneficios de asistencia nutricional.
El caso de Yolexi y su hijo refleja una realidad más amplia. En 2022, más de 18,000 migrantes han llegado a Chicago, navegando por un sistema de servicios sociales que a menudo parece estar al límite. Oficinas gubernamentales y organizaciones sin fines de lucro que ayudan a los migrantes reportan sobrecargas de trabajo y falta de personal. Esta situación ha resultado en largas esperas y, en algunos casos, conflictos que requieren la intervención policial.Las autoridades del condado de Cook, donde se encuentra Chicago, han reconocido los desafíos presentados por los casos de migrantes venezolanos. Karen Yarbrough, secretaria del condado de Cook, mencionó que están trabajando para adaptar y expandir los tipos de documentación aceptados. Sin embargo, persisten las preocupaciones sobre la emisión de registros vitales a posibles estafadores, y las barreras del lenguaje también pueden complicar el proceso.
Por otro lado, programas estatales como el VTTC (Víctimas de Tráfico, Tortura u Otros Crímenes Graves) están diseñados para ayudar a las víctimas extranjeras. Aunque este programa ofrece acceso a alimentos, dinero en efectivo y beneficios médicos, la demanda ha superado las expectativas y la capacidad.Algunas organizaciones, como Family Connects Chicago, apoyan a nuevas madres como Yolexi brindando servicios como entrega de pañales y asistencia médica. Sin embargo, muchos migrantes carecen de una dirección permanente, lo que complica la recepción de ayuda.
Venezolanos que se encontraban en diferentes países de Sur América han desfilado por el Darién, entre el 1 de enero y el 6 de junio, de acuerdo al país de origen de los migrantes: 68 % de los ingresos fueron de venezolanos, con un número de 113.244 en ese período, reportó migración de Panamá de paso hacia Estados Unidos.

## Inmigración venezolana en Europa
En febrero de 2018, casi 1,400 venezolanos volaron a través del Océano Atlántico hacia Europa. La mayoría de estos (1,160) solicitó asilo en España. La cifra fue un aumento significativo desde los 150 en febrero de 2016, y 985 en febrero de 2017. Las conexiones culturales y lingüísticas son la principal razón por la cual España es el destino más popular entre los países europeos para los migrantes venezolanos. Los ciudadanos venezolanos pueden viajar a los países del espacio Schengen sin necesidad de visado.

### España

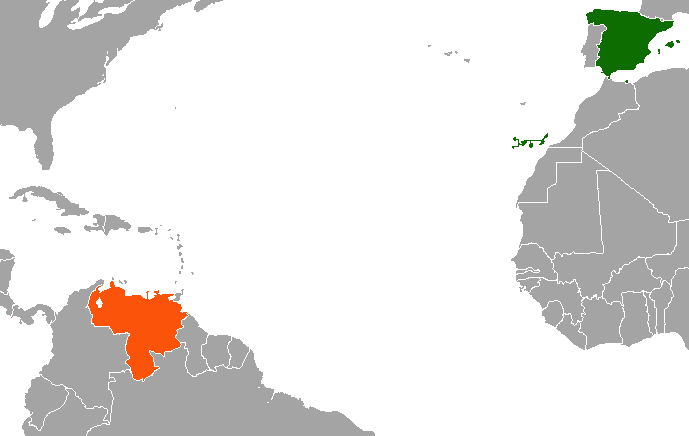
Inmigración venezolana en España

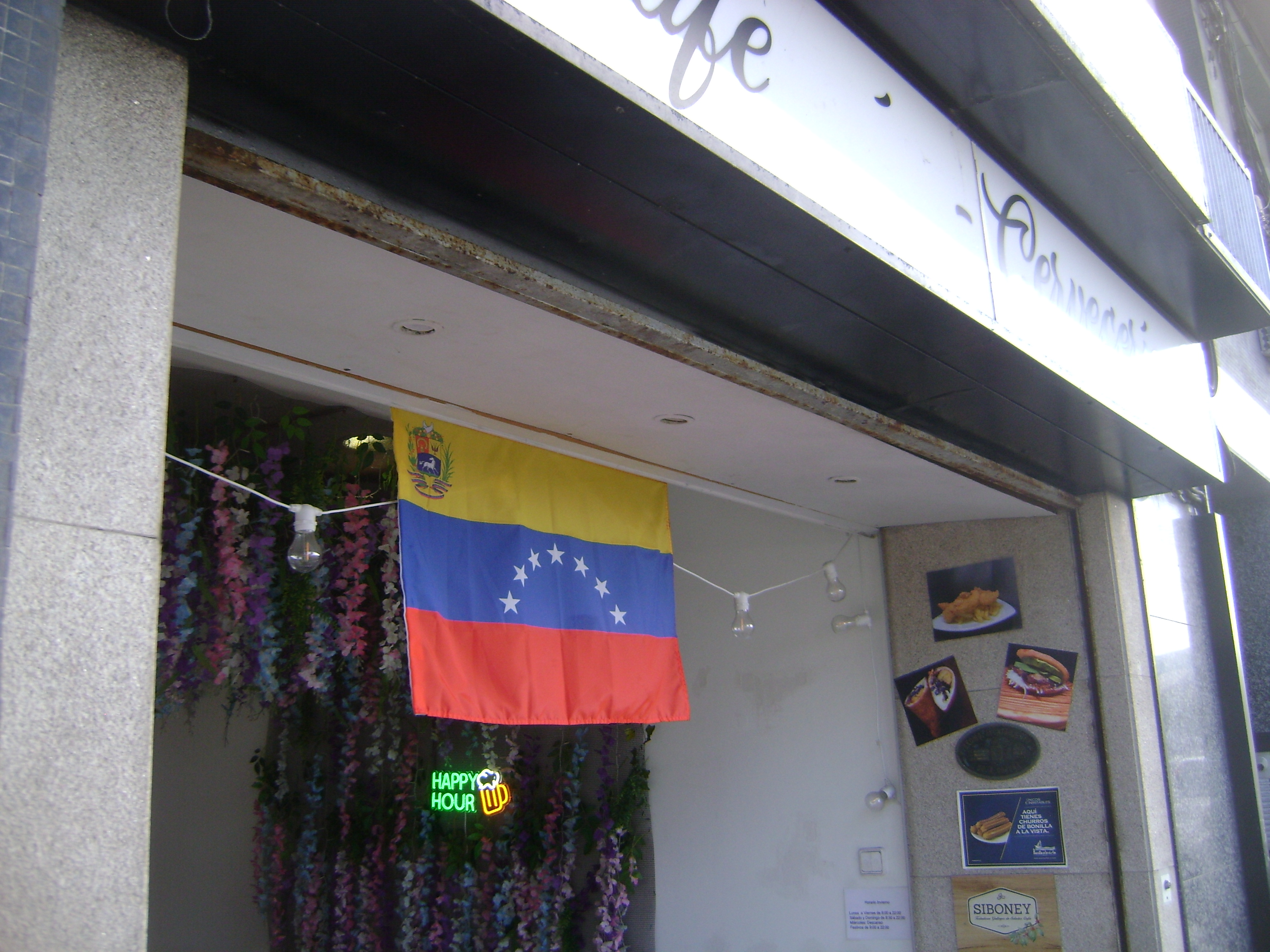
Bar venezolano en La Coruña, Galicia, (España).

La gran mayoría de personas nacidas en Venezuela que residen en Europa viven en España y/o han adquirido la ciudadanía española, ya sea en Venezuela o en España. Entre 2015 y 2018 el número de residentes nacidos en Venezuela en España aumentó de 165,893 a 255,071 personas. A partir de 2019, el número de venezolanos en España supera las 300,000 personas, lo que implica una llegada masiva en el período 2018-2019.
| VENEZOLANOS VIVIENDO EN ESPAÑA (Distribuidos por Comunidad Autónoma) | VENEZOLANOS VIVIENDO EN ESPAÑA (Distribuidos por Comunidad Autónoma) | VENEZOLANOS VIVIENDO EN ESPAÑA (Distribuidos por Comunidad Autónoma) | VENEZOLANOS VIVIENDO EN ESPAÑA (Distribuidos por Comunidad Autónoma) |
| N.º                                                                  | Comunidad Autónoma                                                   | Registro 2023                                                        | Porcentaje del Total                                                 |
| -------------------------------------------------------------------- | -------------------------------------------------------------------- | -------------------------------------------------------------------- | -------------------------------------------------------------------- |
| 1°                                                                   | Madrid                                                               | 131 073                                                              | 29,72 %                                                              |
| 2°                                                                   | Canarias                                                             | 73 775                                                               | 16,73 %                                                              |
| 3°                                                                   | Cataluña                                                             | 60 682                                                               | 13,76 %                                                              |
| 4°                                                                   | Valenciana                                                           | 42 270                                                               | 9,58 %                                                               |
| 5°                                                                   | Galicia                                                              | 42 217                                                               | 9,57 %                                                               |
| 6°                                                                   | Andalucía                                                            | 26 447                                                               | 6,00 %                                                               |
| 7°                                                                   | País Vasco                                                           | 11 001                                                               | 2,49 %                                                               |
| 8°                                                                   | Castilla-La Mancha                                                   | 10 100                                                               | 2,29 %                                                               |
| 9°                                                                   | Castilla y León                                                      | 9 731                                                                | 2,21 %                                                               |
| 10°                                                                  | Asturias                                                             | 7 046                                                                | 1,60 %                                                               |
| 11°                                                                  | Aragón                                                               | 6 428                                                                | 1,46 %                                                               |
| 12°                                                                  | Islas Baleares                                                       | 6 271                                                                | 1,42 %                                                               |
| 13°                                                                  | Murcia                                                               | 4 544                                                                | 1,03 %                                                               |
| 14°                                                                  | Cantabria                                                            | 3 203                                                                | 0,73 %                                                               |
| 15°                                                                  | Navarra                                                              | 3 156                                                                | 0,71 %                                                               |
| 16°                                                                  | La Rioja                                                             | 1 535                                                                | 0,35 %                                                               |
| 17°                                                                  | Extremadura                                                          | 1 397                                                                | 0,32 %                                                               |
| 18°                                                                  | Ceuta                                                                | 60                                                                   | 0,01 %                                                               |
| 19°                                                                  | Melilla                                                              | 56                                                                   | 0,01 %                                                               |
| TOTAL VENEZOLANOS · EN España                                        | TOTAL VENEZOLANOS · EN España                                        | 440 992                                                              | 100 %                                                                |
| Fuente: Instituto Nacional de Estadística de España                  |                                                                      |                                                                      |                                                                      |

### Italia
| VENEZOLANOS VIVIENDO EN ITALIA (Distribuidos por Regiones) | VENEZOLANOS VIVIENDO EN ITALIA (Distribuidos por Regiones) | VENEZOLANOS VIVIENDO EN ITALIA (Distribuidos por Regiones) | VENEZOLANOS VIVIENDO EN ITALIA (Distribuidos por Regiones) |
| N.º                                                        | Región                                                     | Registro 2023                                              | Porcentaje del Total                                       |
| ---------------------------------------------------------- | ---------------------------------------------------------- | ---------------------------------------------------------- | ---------------------------------------------------------- |
| 1°                                                         | Lombardía                                                  | 2 571                                                      | 18,98 %                                                    |
| 2°                                                         | Lacio                                                      | 1 817                                                      | 13,41 %                                                    |
| 3°                                                         | Abruzos                                                    | 1 136                                                      | 8,38 %                                                     |
| 4°                                                         | Campania                                                   | 1 075                                                      | 7,93 %                                                     |
| 5°                                                         | Véneto                                                     | 936                                                        | 6,91 %                                                     |
| 6°                                                         | Emilia-Romaña                                              | 913                                                        | 6,74 %                                                     |
| 7°                                                         | Piamonte                                                   | 874                                                        | 6,45 %                                                     |
| 8°                                                         | Sicilia                                                    | 793                                                        | 5,85 %                                                     |
| 9°                                                         | Toscana                                                    | 745                                                        | 5,50 %                                                     |
| 10°                                                        | Liguria                                                    | 471                                                        | 3,48 %                                                     |
| 11°                                                        | Apulia                                                     | 465                                                        | 3,43 %                                                     |
| 12°                                                        | Friul-Venecia Julia                                        | 443                                                        | 3,27 %                                                     |
| 13°                                                        | Marcas                                                     | 332                                                        | 2,45 %                                                     |
| 14°                                                        | Umbría                                                     | 231                                                        | 1,70 %                                                     |
| 15°                                                        | Calabria                                                   | 191                                                        | 1,41 %                                                     |
| 16°                                                        | Molise                                                     | 176                                                        | 1,30 %                                                     |
| 17°                                                        | Trentino-Alto Adigio                                       | 162                                                        | 1,20 %                                                     |
| 18°                                                        | Cerdeña                                                    | 119                                                        | 0,88 %                                                     |
| 19°                                                        | Basilicata                                                 | 81                                                         | 0,60 %                                                     |
| 20°                                                        | Valle de Aosta                                             | 17                                                         | 0,12 %                                                     |
| TOTAL VENEZOLANOS · EN Italia                              | TOTAL VENEZOLANOS · EN Italia                              | 13 548                                                     | 100 %                                                      |
| Fuente: Istituto Nazionale di Statistica                   |                                                            |                                                            |                                                            |

### Hungría
A pesar de su retórica antiinmigración tras la Crisis migratoria en Europa, el gobierno de Viktor Orbán ha dado la bienvenida a cientos de migrantes venezolanos que han demostrado tener al menos un antepasado húngaro. Sin embargo, la recepción no ha sido tan positiva, con varios ciudadanos quejándose ante la policía sobre la presencia de venezolanos negros en los alrededores del balneario de Balatonoszod, donde inicialmente se alojaban los inmigrantes.

### Israel
Debido a alegaciones de antisemitismo contra el gobierno de Venezuela, basadas en parte en su alineación política con actores extranjeros como Irán, Palestina y Siria, y agravado por la continua crisis económica, gran parte de la comunidad judía de Venezuela ha aprovechado la Ley del Retorno de Israel para emigrar a Israel y establecerse allí. Hasta un 60% de la población judía de Venezuela ha buscado refugio en Israel desde que Chávez asumió el cargo en 1999, cuando había 22,000 judíos en Venezuela. Esta cifra ha disminuido hasta unos 6,000 judíos que aún quedaban en Venezuela a partir de 2019. Más de 11,000 venezolanos han emigrado a Israel desde el inicio de la crisis.

### Emigración venezolana según la ONU
| Demografía histórica de la emigración venezolana en América (Según la Organización de las Naciones Unidas) | Demografía histórica de la emigración venezolana en América (Según la Organización de las Naciones Unidas) | Demografía histórica de la emigración venezolana en América (Según la Organización de las Naciones Unidas) | Demografía histórica de la emigración venezolana en América (Según la Organización de las Naciones Unidas) | Demografía histórica de la emigración venezolana en América (Según la Organización de las Naciones Unidas) | Demografía histórica de la emigración venezolana en América (Según la Organización de las Naciones Unidas) | Demografía histórica de la emigración venezolana en América (Según la Organización de las Naciones Unidas) | Demografía histórica de la emigración venezolana en América (Según la Organización de las Naciones Unidas) | Demografía histórica de la emigración venezolana en América (Según la Organización de las Naciones Unidas) | Demografía histórica de la emigración venezolana en América (Según la Organización de las Naciones Unidas) |
| Puesto | País | Año 1990                                                                                                   | Año 1995                                                                                                   | Año 2000                                                                                                   | Año 2005                                                                                                   | Año 2010                                                                                                   | Año 2015                                                                                                   | Año 2020                                                                                                   | Año 2022                                                                                                   |
| --- | --- | --- | --- | --- | --- | --- | --- | --- | --- |
| 1° | Colombia                                                                                                   | 33 123 | 35 162 | 37 200 | 37 353 | 45 692 | 55 893 | 1 780 486                                                                                                  | 1 842 390                                                                                                  |
| 2° | Perú | 2 019 | 2 021 | 2 362 | 2 794 | 3 504 | 4 129 | 941 889 | 1 286 464                                                                                                  |
| 3° | Chile | 2 349 | 3 197 | 4 044 | 6 070 | 8 095 | 54 787 | 523 553 | 448 138 |
| 4° | Estados Unidos                                                                                             | 42 119 | 75 572 | 109 748 | 142 706 | 180 905 | 236 264 | 505 647 | Sin cambios                                                                                                |
| 5° | Ecuador | 2 549 | 3 120 | 3 691 | 4 415 | 7 032 | 8 901 | 388 861 | 508 935 |
| 6° | Brasil | 1 220 | 1 694 | 2 167 | 2 524 | 2 845 | 3 354 | 248 105 | 261 441 |
| 7° | Argentina                                                                                                  | 1 981 | 2 290 | 2 600 | 1 919 | 1 236 | 1 240 | 176 369 | 170 517 |
| 8° | Panamá | 487 | 715 | 989 | 4 276 | 8 441 | 9 883 | 119 553 | 121 598 |
| 9° | República Dominicana                                                                                       | 14 235 | 15 811 | 17 386 | 11 282 | 5 155 | 3 561 | 34 063 | 115 283 |
| 10° | México | 1 460 | 2 194 | 3 024 | 6 528 | 10 788 | 16 491 | 70 377 | 82 976 |
| 11° | Costa Rica                                                                                                 | 1 030 | 834 | 1 054 | 691 | 1 362 | 1 381 | 28 214 | 29 906 |
| 12° | Uruguay | 773 | 713 | 659 | 610 | 565 | 583 | 14 908 | 17 473 |
| 13° | Bolivia | 369 | 458 | 543 | 604 | 664 | 774 | 5 707 | 12 069 |
| 14° | Paraguay                                                                                                   | Sin cambios                                                                                                | Sin cambios                                                                                                | Sin cambios                                                                                                | Sin cambios                                                                                                | Sin cambios                                                                                                | Sin cambios                                                                                                | Sin cambios                                                                                                | 5 762 |
| Fuente: Organización de las Naciones Unidas (ONU)                                                          | | | | | | | | | |

### Paso del Darien, cierre de la frontera de EE UU en 2022
En julio según el comisionado David Smolansky reporta que se tiene 76 venezolanos desaparecidos en el sector del  Darién y 10 fallecidos, los migrantes usan esta ruta para llegar a Panamá y dirigirse a México en busca de mejores oportunidades para ingresar a EE UU, en el año 2021 murieron 94 venezolanos usando esta ruta. Más de 28,000 venezolanos han pasado por el Tapón del Darien.
A finales de julio en Nicaragua, 15 migrantes venezolanos mueren en un accidente cuando viajaban en un bus al precipitarse a un abismo luego de colicionar con un vehículo, los venezolanos se dirigian hacia la frontera con Honduras y de ahí a EE. UU.
El 13 de octubre de 2022 EE UU aplica nuevo programa para ingreso de venezolanos a su territorio por vía aérea permitiendo la entrega de 24,000 visas, mientras niegan el ingreso a quienes lo intenten por las fronteras terrestres con ciertos excepciones. El programa busca evitar el uso del Territorio del Darién. Iniciaron las deportaciones de venezolanos que intentaron cruzar la frontera luego que se aplicara el nuevo programa este 13 de octubre. Durante los siguientes días muchos venezolanos fueron deportados estando dentro de la frontera, al aplicar el nuevo programa; esto ha traído grandes problemas para los venezolanos que se encontraban entre Panamá y México quienes se dirigían a la frontera de EE. UU. hay quienes se resisten a regresar a Venezuela y continuar por ingresar al país norteamericano  A finales de diciembre una embarcación tiene diez días que se encuentra desaparecido 24 personas migrantes, de las que 21 son venezolanos, zarparon desde Colombia el 17 de este mes con destino a Nicaragua. Un pescador encontró lo que sería el casco semihundido del buque en el que se transportaban 24 personas
Un reporte de la cancillería de Panamá indicó que la migración empujó a más de 149,826 ciudadanos venezolanos, que atravesaran durante el año 2022 las peligrosas selvas panameñas del Territorio del Darién. La cifra de 243 681 transeúntes durante el año 2022 se duplicó con respecto a las 133 726 transeúntes que atravesaron el Darién durante el año 2021. A pesar del cierre de la frontera de EE. UU. en noviembre de 2022, unos 55,589 venezolanos cruzaron entre enero y el 30 de abril de 2023, el territorio del Darién, informó el Servicio Nacional de Migración de Panamá (SNM),
En 2023, se registró un número sin precedentes de migrantes que cruzaron la selva del Darién Hasta el 31 de julio de ese año, un total de 248.901 migrantes habían cruzado la región, superando el récord anterior de 248.284 migrantes registrado en 2022. Estas cifras son proporcionadas por el Gobierno panameño y el Ministerio de Seguridad Pública de Panamá. De este total, el 55% (equivalente a 136.650 personas) eran venezolanos. Esto destaca el éxodo venezolano como una de las principales causas detrás de este aumento en el tránsito a través del Darién. Además, el 21% de estos migrantes eran niños y adolescentes, y de ese grupo, aproximadamente el 51% tenía 5 años o menos. María Isabel Saravia, subdirectora de Migración de Panamá, describió la situación como una "crisis humanitaria de grandes proporciones". Hizo hincapié en que Panamá no puede manejar esta crisis por sí solo y ha solicitado ayuda en foros y reuniones internacionales. Las grandes cifras diarias de migrantes han abrumado las instalaciones destinadas a albergarlos en el país.

#### Bajo Chiquito
las autoridades y organizaciones humanitarias trabajan juntas para proporcionar ayuda. Los policías del Senafront patrullan y revisan a los migrantes, mientras que agencias como Acnur, OIM, Médicos sin Fronteras y la Cruz Roja brindan asistencia. Sin embargo, los migrantes aún enfrentan amenazas, como ser víctimas de bandas criminales. Nazaret Puerta, una venezolana de 28 años, describe una experiencia traumática a manos de delincuentes en la selva.

## Reacciones

### Comunidad internacional
- La Organización de las Naciones Unidas (ONU) y la Organización Internacional para las Migraciones (OIM) nombró a Eduardo Stein (exvicepresidente de Guatemala desde 2004-2008) como representante para la crisis migratoria venezolana.[324]
- La Organización Internacional para las Migraciones apoya mediante la identificación y reubicación en Brasil.
- La ACNUR gestiona los nuevos refugios, el registro e identificación en Brasil. En marzo de 2018, la ACNUR instó a los gobiernos receptores de venezolanos tener mecanismos orientados a la protección y acceso a procedimientos de asilo.[325]
- El Programa Mundial de Alimentos (PMA) financia con ayuda alimentaria en Colombia.[326]
- El director de la Organización Internacional del Trabajo (OIT), Guy Ryder, pidió a los países latinoamericanos facilitar el acceso al trabajo a los miles de venezolanos que han abandonado su país.[327]
- La Organización de los Estados Americanos convocó una sesión extraordinaria para tratar el tema, en donde se llegó a un acuerdo para la recaudación de fondos destinado a la ayuda a los migrantes, y la creación de una comisión liderada por el opositor exiliado David Smolansky para su evaluación.[328][329]
- El Grupo de Lima decidió que los títulos universitarios serían aceptados sin necesidad de ser apostillados en los territorios de sus 14 países miembros.[330]
- España implementó un Permiso Temporal de Residencia*
- Colombia implementó el Permiso Especial de Permanencia. En el 2016 se creó la ‘tarjeta de movilidad fronteriza’ llegado a expedirse 1 624 000 tarjetas.[14][331]
- Perú dictó el “Permiso Temporal de Permanencia”.
- Chile otorga la visa de “responsabilidad democrática”.[332]
- Panamá solicita visa a los venezolanos desde 1 de octubre de 2017.[15] Posteriormente indicó que ese país entregará visas de 5 años a los ciudadanos venezolanos.[333]
- Estados Unidos ofrece ayuda económica al gobierno de Colombia para atender a los migrantes venezolanos.
- Argentina simplificó el trámite de residencia y eliminó la exigencia de apostillamiento a venezolanos.[334][335]
- La canciller de Costa Rica, Epsy Campbell, informó que el país mantendrá su “actitud humanitaria de recibimiento” a los venezolanos, entendiendo que la situación política que vive ese país es “compleja”.[336]
- Los países de Argentina, Brasil, Chile, Colombia, Costa Rica, México, Panamá, Paraguay, Perú, República Dominicana, Uruguay y Ecuador se reunieron el 3 y 4 de septiembre de 2018 en Quito para tratar sobre el éxodo venezolano.[337]
- Ecuador emitió en 2018 el Plan Integral para la Atención y Protección del Flujo Migratorio Venezolano. Su objetivo fue generar directrices estratégicas para que el Estado ecuatoriano conjuntamente con los organismos internacionales, la sociedad civil y otros actores pertinentes, realice y continúe ejecutando programas y acciones a favor de los migrantes venezolanos que ingresan, transitan, permanecen, salen y retornan a Ecuador.

La Institución Brookings y David Smolansky, comisionado de la Organización de Estados Americanos para la crisis de refugiados venezolanos, han estimado que la crisis también es la crisis de refugiados actual con menos financiamiento internacional en la historia moderna.

#### Declaración de Quito
La Declaración de Quito sobre movilidad humana de ciudadanos venezolanos en la región fue firmada en la capital ecuatoriana el 4 de septiembre de 2018 por los representantes de Argentina, Brasil, Chile, Colombia, Costa Rica, Ecuador, México, Panamá, Paraguay, Perú y Uruguay. Sin embargo Bolivia y República Dominicana no suscribieron el documento. República Dominicana argumentó que era un país observador en el encuentro al que Venezuela decidió no asistir.
La cita buscaba intercambiar información y lograr una respuesta coordinada al masivo flujo migratorio de ciudadanos venezolanos. En el encuentro los países reiteraron su preocupación por el deterioro de la situación interna que provoca la migración masiva, por lo que llaman a aceptar la apertura de asistencia humanitaria en la que se convenga la cooperación de gobiernos y organismos internacionales para descomprimir lo que consideran una crítica situación.
Entre los puntos más destacados que acordaron los gobiernos de la región figuran la aceptación de documentos de viaje vencidos, cédula de identidad de los venezolanos para fines migratorios y la exhortación al gobierno de Nicolás Maduro a tomar de manera urgente y prioritaria las medidas necesarias para la provisión oportuna de cédulas de identidad, pasaportes, partidas de nacimiento, partidas de matrimonio y certificados de antecedentes penales, así como de las apostillas y legalizaciones.

#### Término del título 42 migratorio en EE UU
Llegó a su término el título 42 de migración en EE. UU. y fueron deportados a la frontera de México 100 venezolanos, quienes no podrán ingresar ni solicitar visa dentro de los siguientes cinco años, bajo el Título 8.

### Gobierno de Nicolás Maduro
El presidente Nicolás Maduro tuvo duras palabras contra venezolanos que han migrado a otros países de América debido a la crisis venezolana. Los calificó de "esclavos y mendigos" a fin de conseguir empleo y así poder mantener a sus familias que dejaron en Venezuela. El salario mensual de un empleado en Venezuela para el mes de marzo de 2019 era de Bs/. 18 000  equivalente a US $. 5,45 dólares. El cambio para ese momento  es de Bs/. 3 300  por un US $. Para el mes de mayo incrementaron los sueldos a Bs/. 40 000  que es equivalente a ganar 6,70 $ dólares mensuales al cambio de Bs/. 5 900 por un $ dólar, lo que es contradictorio con los sueldos que se gana en cualquier país latinoamericano que están por encima de los 200 dólares mensuales.
Las declaraciones las hizo durante un evento del Partido Socialista Unido de Venezuela (PSUV).

"Hay decenas, centenares de jóvenes que se fueron con el ofrecimiento falso de la derecha, de que se iban a otros países a disfrutar de las mieles de la vida, y terminaron lavando pocetas en Lima y más allá en Colombia". "Me perdonan, esta expresión es fuerte pero la digo: Terminaron lavando pocetas, terminaron como esclavos y mendigos. Y yo le tiendo mi mano a esa juventud en el plan vuelta a la patria y le entrego ese plan a ustedes, jóvenes, para que favorezcamos que ellos vuelvan a trabajar, a estudiar y a vivir en su tierra"
Nicolás Maduro.

Durante los meses de agosto, septiembre y octubre de 2019 el sueldo básico mensual se mantuvo en 2 dólares. De ahí que son pocos los que retornaron al país.
La vicepresidenta de Venezuela, Delcy Rodríguez, no reconoce que en ese país exista en la actualidad una crisis humanitaria que sería la causa de que un gran número de ciudadanos venezolanos migren hacia otros países. Rodríguez adujo que la crisis humanitaria de la que se habla en Venezuela sería “una excusa de Estados Unidos para atacar al país y profundizar la guerra económica” Se trata de “fake news”. Así, el gobierno de Nicolás Maduro negó que haya una crisis humanitaria por la migración que desborda a Latinoamérica y llevó a Brasil a desplazar tropas a la frontera. El tema de las grandes masas de los venezolanos que emigran “ha sido usado de manera bárbara, criminal y xenófoba por gobiernos xenofóbicos y racistas”, aseveró este miércoles el ministro de Comunicación, Jorge Rodríguez, al calificar de “fake news” información que habla de una “crisis humanitaria”. Sin embargo no es menos cierto el problema que ha generado en dichos países el gran volumen problemas que acarrea en cada país dentro de sus propios ciudadanos. En los últimos 15 años los países latinos han tenido un auge económico y sus índices así lo señalan a excepción de Venezuela cuya economía a pesar de pasar por dos periodos de boom petrolero  ha sido saqueado por la  corrupción.
En septiembre de 2021 los venezolanos quedaron nuevamente sorprendidos con las declaraciones del canciller en entrevista con la Voz de América en la Asamblea general de las Naciones Unidas, en EE. UU. negando que exista una crisis migratoria en Venezuela, calificó de cifras engañosas y que se tratan de “cuentos” del presidente colombiano. Alrededor de 5,7 millones de venezolanos salieron de su país, de acuerdo con datos de la Plataforma de Coordinación Interagencial para Refugiados y Migrantes de Venezuela.  Mientras las remesas del exterior siguen aumentado y dan un respiro al gobierno venezolano, aproximadamente ingresa al país entre 1.200 y 3.000 millones de dólares al año

#### Estrategias para prevenir la migración
Muchas han sido las modalidades del gobierno para evitar la salida de venezolanos del país:  

##### Cierre de fronteras
En agosto de 2015 el gobierno venezolano cierra la frontera límite con Colombia e inicia la deportación de más de 1500 personas y el desplazamiento forzoso de cerca de 22.500 personas que cruzaron el río Táchira con sus pertenencias y que estaban asentados en el barrio llamado "La Invasión" en San Antonio del Táchira hacia el barrio "La Parada" al otro lado de la frontera, después de un ataque con disparos perpetrado a la guardia fronteriza, el Gobierno empezó a marcar las viviendas y a destruirlas, lo que  impactó en la opinión internacional. el pase de la frontera fue cerrado por tres días, existe un informe de la Comisión Interamericana de Derechos Humanos de la OEA, que estuvo en el sitio en septiembre de 2015; otro informe de la Oficina de las Naciones Unidades para la ayuda humanitaria, que también intervino allí, incluso se apersonó al sitio el secretario general de la OEA Luis Almagro. el caso fue cerrado supuestamente por no haber pruebas en el año 2017.
El 21 de febrero de 2019 quedó cerrado total y absolutamente, hasta nuevo aviso, la frontera terrestre con Brasil al igual que cerrarían la frontera con Colombia antes del fallido ingreso de la ayuda humanitaria organizada por la oposición política venezolana con el patrocinio de la USAID. Fue hasta el 8 de junio de 2019 que se reabrió la frontera, siendo el tiempo más largo durante el cual muchos venezolanos cruzaron ilegalmente la frontera por las trochas pasando los obstáculos presentados. A las pocas semanas cerraron la frontera del lado de Táchira y Santander debido a que se detecta contrabando millonario de gasolina hacia Colombia. y una supuesta invasión por la frontera colombiana de fuerzas estadounidenses, tras movilización de tropas y operativos en la frontera de fuerzas venezolanas. Durante el 2020 continua el contrabando de gasolina en diferentes modalidades por la trocha hacia Colombia y la diáspora venezolana usa esos caminos verdes pagando a paramilitares y guardias de la frontera que mantienen restringido el paso.
El 4 de octubre de 2021 se da inicio a la apertura comercial por la frontera  entre Venezuela y Colombia que fue  cerrada hace 6 años, fueron removidos los contenedores que bloqueaban la circulación por el principal puente binacional colocados después de febrero de 2019 para evitar el ingreso de la ayuda económica sobre el Puente "Simón Bolívar-Francisco de Paula Santander"  Sin embargo tres días después los Comerciantes de Táchira tildan de farsa reapertura de la frontera con Colombia, no hay paso migratorio ni comercial
Retornan 115 migrantes venezolanos desde Arica, Chile que no podían cruzar el territorio peruano por no disponer de visa, y por las nuevas medidas restrictivas hacia los venezolanos durante la Crisis migratoria en la frontera entre Chile y Perú. muchos regresan por falta de trabajo, vivienda, falta de documentación y por la llegada del invierno a Chile.
Con el cierre de la frontera entre México y Estados Unidos el 13 de octubre de 2022, ese mes salieron dos vuelos desde la Ciudad de México retornando unos 300 venezolanos que pagaron un básico de $200 dólares. En noviembre el gobierno de Panamá ofreció pasajes de retorno a unos 160 migrantes venezolanos a precios solidarios, donde existen unos 950 venezolanos en un refugio temporal.

##### Escasez de pasaportes
Se ha evidenciado una gran dificultad para hallar un pasaporte para migrar durante los años 2018 al 2020.

##### Cobros excesivos para salir del país
La tasa aeroportuaria antes de la resolución de agosto de 2017, sólo se le cobraban a los extranjeros no residentes por parte del Instituto Aeropuerto Internacional de Maiquetía (IAIM).  Los venezolanos que obtengan pasajes al exterior pagados en moneda extranjera deberán abonar una tasa aeroportuaria de salida equivalente a 30 dólares, según la resolución N.° 066 publicada en la Gaceta Oficial 41223 de fecha 28 de agosto de 2017 a sabiendas de que el sueldo promedio de un venezolano desde 2017 estaba en los 30 dólares. Tiempo después se generalizó el pago en dólares a la salida de los venezolanos no importando donde se compraba el pasaje aéreo.
Los pasaportes que hasta el 2010 eran entregados con un cobro mínimo que no pasaba los 1000 bolívares o medio dólar. Entre enero hasta octubre de 2019 un nuevo pasaporte costaba 2 petros, es decir 160.000 bolívares (entre 7 y 45 dólares dependiendo de la fecha según la cotización histórica del bolívar). A partir del 19 de noviembre pasaron a costar 200 dólares, y la renovación 100 dólares, de este modo Venezuela se convierte el cuarto país que más cobra por un documento de identidad internacional en el mundo. Sacar un pasaporte o prorrogar el documento viejo ya se convirtió en un lujo que pocos pueden pagar.
El 28 de enero de 2021  el gobierno venezolano sube el precio con respecto al petro del pasaporte pasando a 3,35 petros o su equivalente a 177 dólares y la renovación se ubica en 1,67 petros lo que convierte al documento internacional en el quinto más caro del mundo.

##### Plan vuelta a la patria
Nicolás Maduro anunció en septiembre de 2018 que estaba solicitando 500 millones de dólares a la ONU para poder repatriar inmigrantes venezolanos que deseen volver a Venezuela.
Con lo cual el gobierno implementó en Perú el "Plan vuelta a la patria" que ofreció el retorno en avión a los inmigrantes venezolanos que quieran regresar a Venezuela con la limitante de vuelos. El 28 de agosto de 2018, un número de 89 venezolanos retornaron a su país desde Perú. El programa se implementó además de Perú en otros países de Sudamérica.Para los cientos de miles que han salido de Venezuela el programa ha logrado muy poco por el retorno de sus conciudadanos. El programa ofrece el pago de pasajes aéreos a los inmigrantes venezolanos que quieran regresar a su país poniendo a la disposición aviones de Conviasa y del ejército. Entre unos 1500 y 2000 ciudadanos han regresado, que apenas representa menos de un 0.01% de los migrantes, la mayoría prefiere quedarse en el extranjero, dado las malas condiciones económicas, sociales que existen en el país. Para marzo de 2022, según un comunicado de la Cancillería, el programa no obtenía resultados buenos; de una migración de 6 041 690 solo se tiene registrado el retorno de 27 816 migrantes a través de esta plataforma.

#### Perseguidos políticos en el exilio
Desde que llegó el socialismo a Venezuela muchos políticos, periodistas, estudiantes  han dejado el país perseguidos por el gobierno.
- Miguel Henrique Otero (2014)
- Leopoldo López Mendoza (2020)
- Leopoldo López Gil (2014)
- Antonio Ledezma (2017)
- Lester Toledo (2017)
- Juan Guaidó (2023) Expresidente interino
- Lorent Saleh (2018)
- Carla Angola Periodista
- Daniel Lara Farías (2017) Internacionalista, cominicador social
- Clavel Rangel (2020) periodista del Correo del Caroní
- Norbey Marín (2017) psicólogo, comunicador social
- Napoleón Bravo, periodista
- Leopoldo Castillo abogado y periodista
- Roberto Deniz periodista
- Miguel Ángel Rodríguez Vega periodista
- Sergio Novelli periodista
- Franco Casella (diputado)
- Diputados de la Asamblea Nacional 2015 y magistrados de Tribunal Supremo de Justicia ad hoc
- Dinorah Figuera Médico
- Horacio Medina exdirectivo de Pdvsa 2002
- Sebastiana Barráez, periodista
- Wender Villalobos, periodista
- Tamara Sujú, abogada y defensora de derechos humanos

#### Exfuncionarios más buscados o detenidos en el exilio
Muchos de estos ciudadanos viven y se trasladan en países como EE UU, España, Italia, Colombia y República Dominicana.
- Rafael Ramírez Carreño 2017 (Ita)
- Nervis Gerardo Villalobos Cárdenas 2013
- Milagros Coromoto Torres
- Javier Alvarado Ochoa (Esp)
- Cecirée Casanova Rangel (Esp)
- Luisa Ortega Díaz 2015 (Esp)
- Germán Ferrer (Esp)
- Claudia Díaz (EE UU)
- Rafael Eduardo Isea Romero
- Alejandro Andrade (EE UU)
- Alejandro Betancourt López
- Hugo Carvajal (Esp)
- Luis Carlos León Pérez, exdirector de Finanzas de Electricidad de Caracas (Esp)
- César David Rincón Godoy, exgerente general de Bariven (EE UU)
- Roberto Enrique Rincón Fernández (EE UU)
- Rafael Ernesto Reiter Muñoz, exdirector de Seguridad y Prevención de Pérdidas PDVSA.(EE UU)
- Adán José Sheira Bastidas (EE UU)
- Miguel Rodríguez Torres 2023 (Esp)
- Alejandro Isturiz Chiesa, Director de Bariven (EE UU)
- Álvaro Ledo Nass exfuncionario de PDVSA (EE UU)

### Más de Venezuela
- Emigración peatonal venezolana
- Exilio venezolano
- Marcha a Perú de 2018
- Crisis de refugiados venezolanos en Brasil de 2017-actualidad
- Crisis económica en Venezuela de 2013-actualidad
- Crisis migratoria en el norte de Chile
- Incidentes de xenofobia por la crisis en Venezuela
- Policía Migratoria (Venezuela)
- Proceso de Quito
- Refugiados de Venezuela
- Inmigración venezolana en Argentina
- Inmigración venezolana en Bolivia
- Inmigración venezolana en Brasil
- Inmigración venezolana en Canadá
- Inmigración venezolana en Chile
- Inmigración venezolana en Colombia
- Inmigración venezolana en Costa Rica
- Inmigración venezolana en Ecuador
- Inmigración venezolana en España
- Inmigración venezolana en Estados Unidos
- Inmigración venezolana en Francia
- Inmigración venezolana en Guyana
- Inmigración venezolana en Italia
- Inmigración venezolana en México
- Inmigración venezolana en Panamá
- Inmigración venezolana en Paraguay
- Inmigración venezolana en Perú
- Inmigración venezolana en Portugal
- Inmigración venezolana en República Dominicana
- Inmigración venezolana en Trinidad y Tobago
- Inmigración venezolana en Uruguay

### Otras crisis
- Crisis migratoria cubana (2015-2017)
- Crisis migratoria en Europa